# Centre de télécommunication par satellite de Pleumeur-Bodou
Pour les articles homonymes, voir CTS.
Le centre de télécommunication par satellite de Pleumeur-Bodou (CTS), situé dans les Côtes-d'Armor, est un téléport construit à l'origine pour des expérimentations de télécommunication par satellite, avec « Telstar », le premier satellite de télécommunications, et est à l'origine de la première transmission télévisée en mondovision via ce satellite en 1962. Ce satellite nécessite une antenne spécifique de large diamètre et capable de suivre en temps réel la trajectoire du satellite : il s'agit de l'antenne "PB1" et son fameux radôme qui existe toujours sur le site.
Le site s'étend ensuite, durant les années 1970 et 1980 avec d'autres antennes plus traditionnelles, destinées à l'exploitation du service Intelsat.
Les télécommunications par satellite deviennent de plus en plus concurrencées par les câbles sous-marins et le site de Pleumeur est progressivement fermé à partir de 1999 jusqu'à 2003. Depuis, le site est transformé en musée : la Cité des Télécoms qui permet toujours d'admirer l'antenne PB1.

## Histoire

### La première liaison télévisée intercontinentale au monde

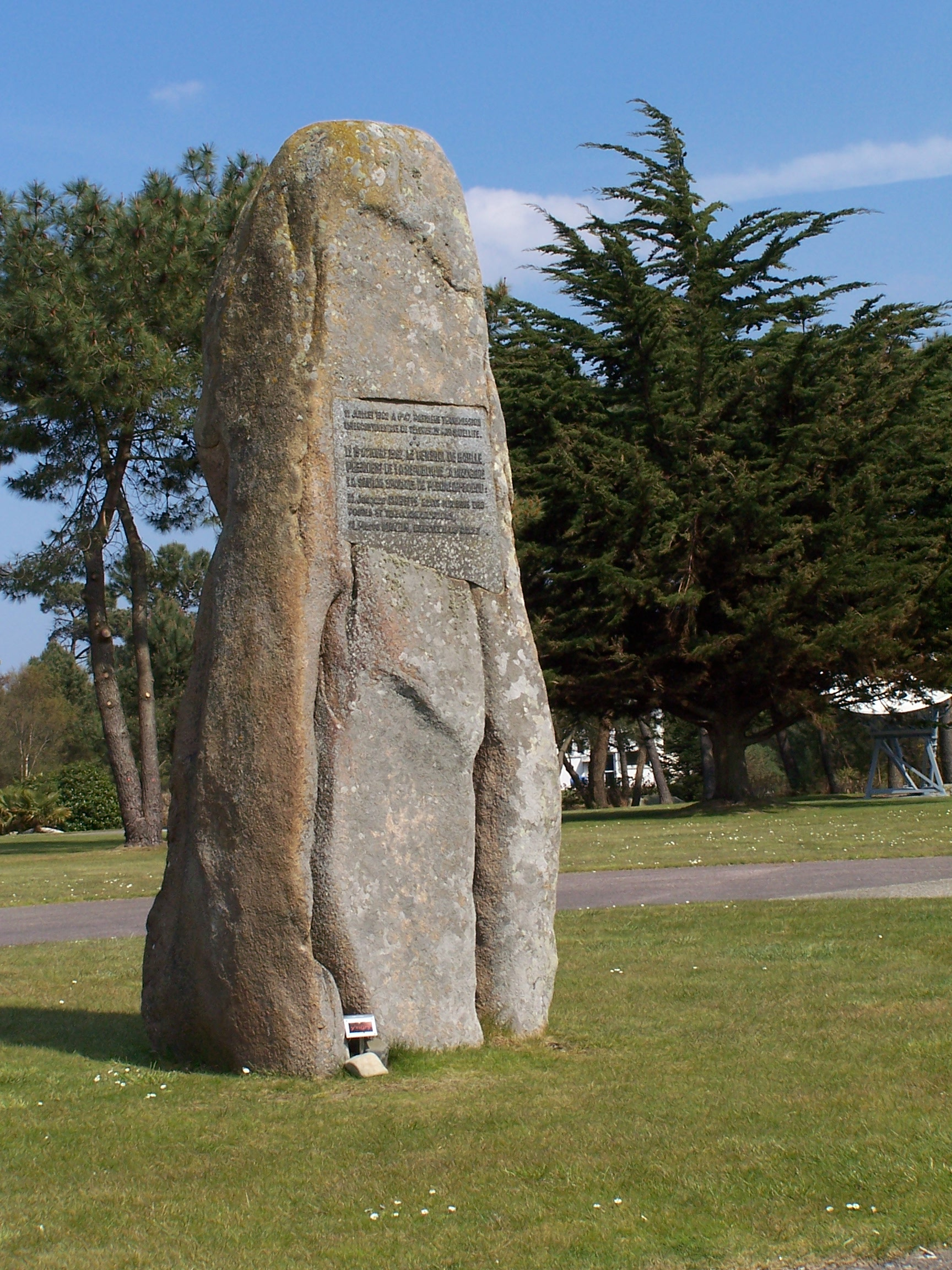
Le menhir inauguré par Charles de Gaulle, en 1962

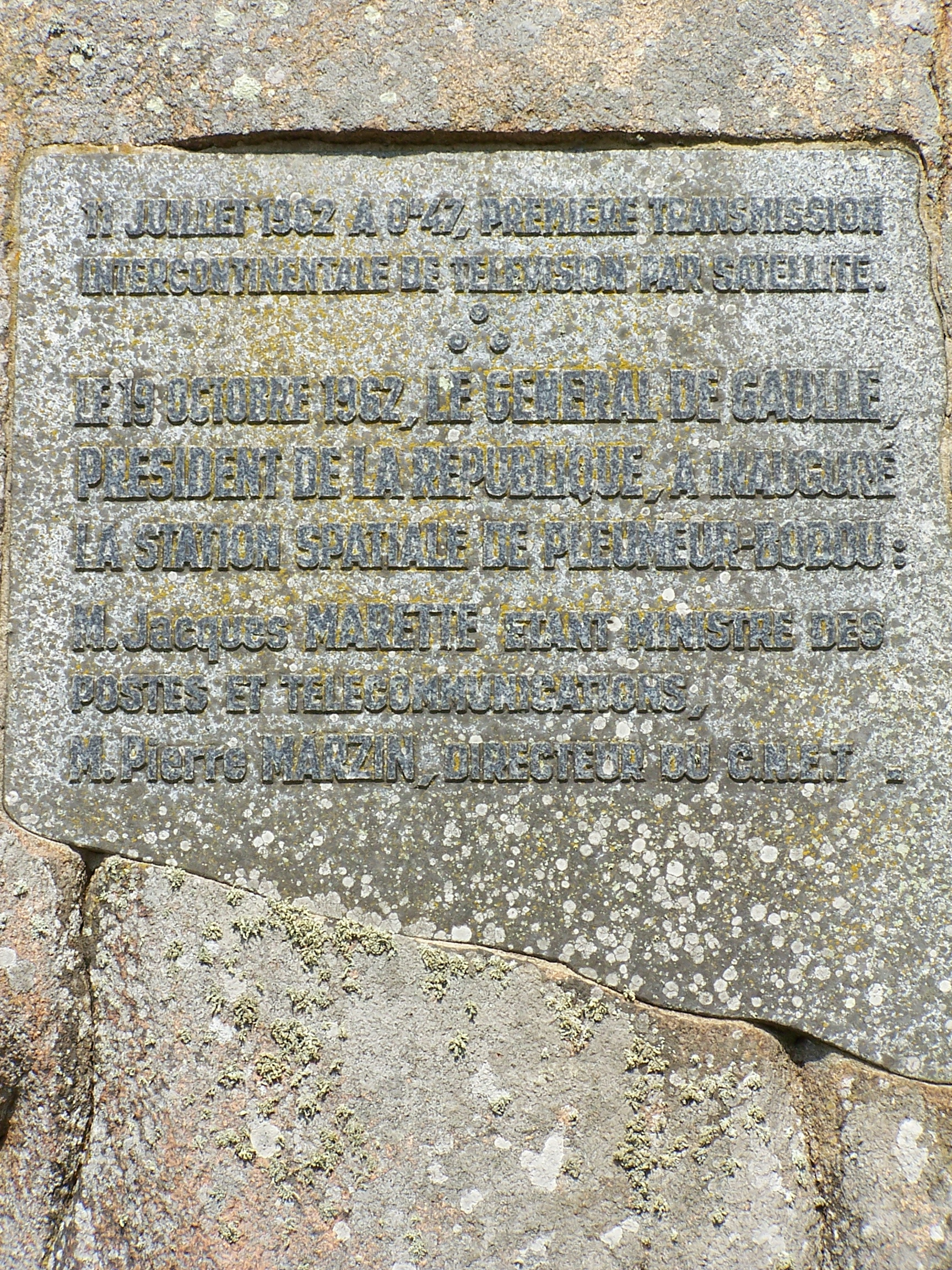
Zoom sur l'inscription.

À la suite du lancement par les Soviétiques du premier satellite artificiel de l'histoire, Spoutnik, les Américains veulent une revanche et décident de lancer les programmes 'Telstar' (téléphone des étoiles) et 'Relay', destinés à relier les deux continents (Europe-États-Unis).
Le programme Telstar sera développé conjointement par AT&T et par Bell Labs. ; ils concevront dans la foulée la Andover Earth Station (en) permettant de faire les essais à Andover dans le Maine.
Il est nécessaire de disposer de deux sites de part et d'autre de l'océan Atlantique pour que la liaison soit opérationnelle. Il faudra donc mettre en place de chaque côté de l'Atlantique des stations relais (Earth Stations). Un accord sera signé en ce sens, en avril 1961, entre la NASA, BPO et le CNET (actuel Orange Labs).
Très tôt la France s'intéressera au projet car elle entrevoit déjà la possibilité de capter du trafic téléphonique et TV mondial et donc un certain bénéfice commercial.
Le Président français de l'époque (Charles de Gaulle), ayant donc décidé de s'investir dans le projet, donne son feu vert pour la création d'une station relais. La course est lancée.
La Grande-Bretagne, par l'intermédiaire du BPO (British Post-Office), se joint au mouvement en construisant à son tour sur son territoire une station relais à Goonhilly Downs(50° 02′ 53″ N, 5° 10′ 55″ O), en Cornouaille.
Sous l'impulsion de Pierre Marzin, breton d'origine et directeur du CNET à l'époque, il est décidé fin août 1961 de construire le radôme (contraction du mot : « radar » et de « dôme »).
Le temps étant compté pour lancer les expérimentations, il est décidé d'acheter et d'utiliser la technologie américaine pour construire la station relais française ; les États-Unis fourniront la technologie, la France construira le site et les infrastructures. Après des recherches pour trouver un site qui conviendrait à l'implantation de la future station, la commune de 
Pleumeur-Bodou en Bretagne est choisie car ayant un sol particulier (roche granitique), une localisation particulière (absence de perturbations électromagnétiques), un horizon très dégagé et une proximité des laboratoires du CNET de Lannion, font que ce site sera choisi 48° 47′ 10″ N, 3° 31′ 26″ O.

La mire reçue à …

Après un chantier de neuf mois conduit par la CGE (Compagnie Générale d'Électricité), un temps record pour construire l'antenne et l'enveloppe en Dacron du radôme, le site est enfin prêt. 8 000 m3 de terrassement dont 3 000 m3 de rocher, 4 000 m3 de béton et 276 tonnes d'acier seront nécessaires pour construire la première station. Malgré les difficultés techniques de dernière minute et un temps exécrable pendant la construction les techniciens de la CGE réussissent leur pari et livrent le site à la date prévue. On peut dire que le CTS a vu le jour à cette époque.
Un pylône de collimation de 200 mètres de haut sera même érigé sur l'île Losquet, une île proche de l'Île-Grande, afin de tester les équipements électroniques de télécommunication, les radars, le système de poursuite de la nouvelle antenne cornet ; un « répondeur » étant fixé au sommet et destiné à « simuler » le passage du satellite Telstar. Le 7 juillet 1962, l'antenne cornet est enfin prête à fonctionner soit trois jours avant le lancement de Telstar.
Le 11 juillet 1962, à 0 h 47, la station capte les premières images de télévision transmises en direct par satellite entre la Andover Earth Station (en) et Pleumeur-Bodou. 190 techniciens auront la primeur, cette nuit-là, de participer à la première transmission « mondiovisée » au monde.
Le général de Gaulle viendra inaugurer ce nouvel outil de télécommunication le 19 octobre 1962 sur invitation de Pierre Marzin; un menhir gravé dressé devant le bâtiment central de commande sera inauguré également, le même jour, afin de commémorer cet événement.
L'antenne du radôme restera en service jusqu'en 1985 puis deviendra en 1991 l'attraction de la Cité des télécoms. Le radôme est classé monument historique depuis le 29 septembre 2000. Il faut également savoir que cette antenne est la dernière existante au monde du programme Telstar, puisque le second radôme construit à l'identique aux États-Unis dans l’État du Maine (44° 38′ 48″ N, 70° 45′ 27″ O) a été démantelé par les États-Unis, ainsi que l'anglaise à Goonhilly Downs.

### L'expansion des services, la course technologique…
Le CTS poursuivra son expansion au fil du temps ; à la suite de la formation de divers consortiums internationaux destinés à favoriser le développement des liaisons satellitaires entre les nations (Intelsat au niveau mondial et Eutelsat au niveau européen), les années suivantes verront la création de plusieurs antennes paraboliques permettant de tisser un réseau de télécommunication satellitaire mondial.
Pendant longtemps, le CTS restera le principal centre de télécommunication pour les liaisons vers l'étranger. en 1978, il sera secondé, en France, par un autre site toujours en activité : Bercenay-en-Othe, dans l'Aube. Grâce au savoir-faire en matière de télécommunications spatiale, la France installera plusieurs stations terriennes, à l'image de Pleumeur-Bodou, dans les départements d'Outre-Mer et dans plusieurs pays d'Afrique francophone, en France à Rambouillet (situé en grande partie sur le territoire de la commune de Saint-Symphorien-le-Château en Eure-et-Loir, vendu par France Télécom à Eutelsat en 2004) et Issus Aussaguel (Haute-Garonne).

### La fin…
Le CTS n'étant plus compétitif dans le domaine des transmissions de données, concurrencé par l'essor des fibres optiques déployées par des câbles transatlantiques, la fermeture progressive du site sera décidée. L'annonce brutale par France Télécom de la fermeture du CTS et de l'IRET SNE (formation), en janvier 1999, engendrera de forts mouvements sociaux à Lannion et sa région. La fermeture s'étalera de 1999 jusqu'en mai 2003.
Les dernières activités restantes en 1999 ont été transférées sur l'autre site "téléport" encore opérationnel en France, situé à Bercenay-en-Othe, dans le département de l'Aube. Le matériel non démantelé a été transféré sur Bercenay en tant que lot d'appoint, pour les antennes de cet autre téléport.

### Chiffres clés

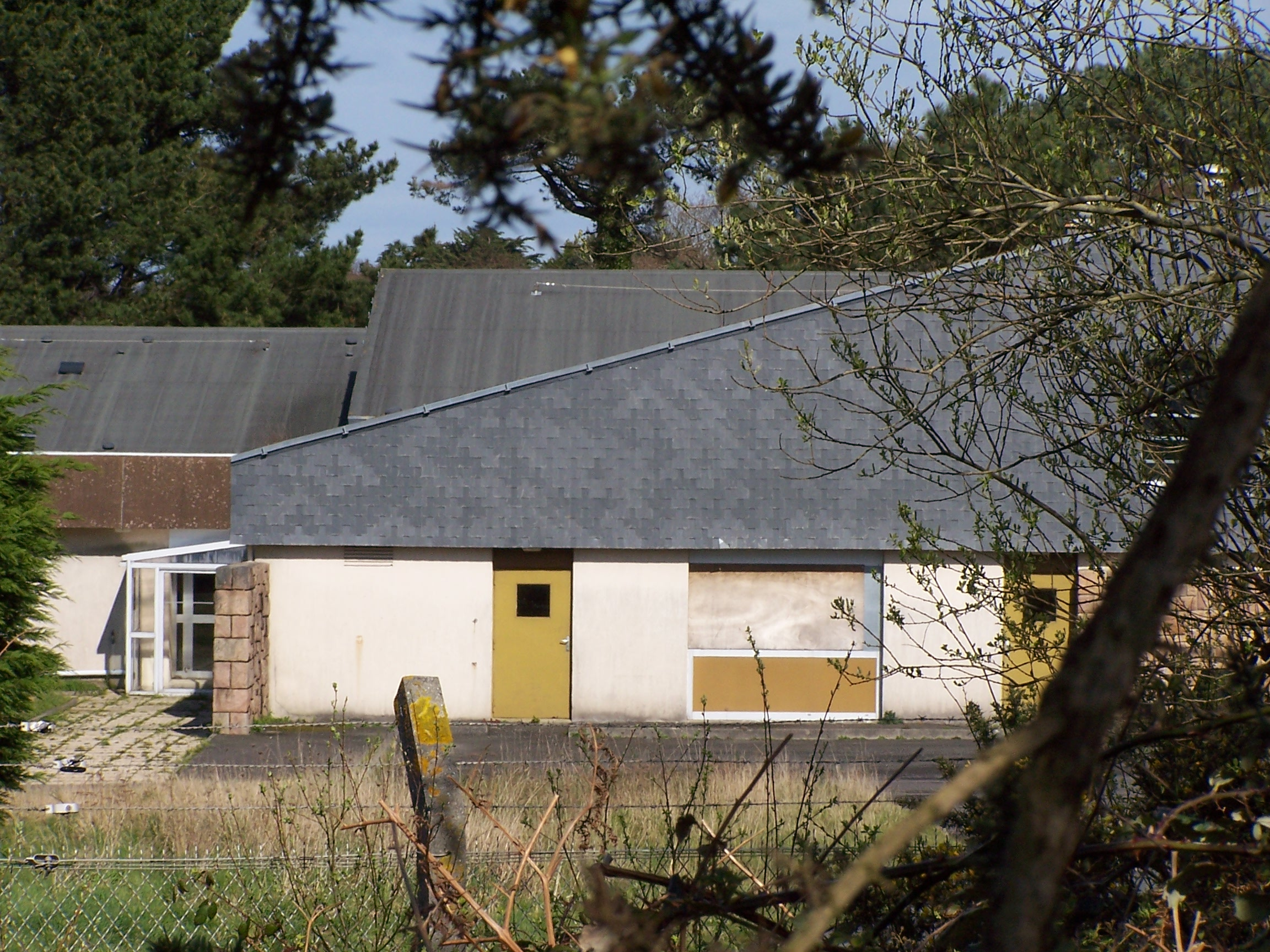
Vue du restaurant du CTS depuis PB3…(antenne parabolique)

- Personnels sur site au plus fort de l'activité du CTS : jusqu'à 200 personnes.
- Personnel sur site à la fermeture du CTS: 11.
- Date d'ouverture du CTS : 11 juillet 1962. premières images reçues
- Date de fermeture du CTS : administrative (arrêt des activités) en 1999, le site a quant à lui définitivement fermé ses portes en mai 2003.
- 1 restaurant pour le personnel administratif.
- 2 courts de tennis.
- Nombre total d'antennes sur le site : 15.

#### Directeurs du CTS de 1962 à 2003
| Nom                  | De   | A    |
| -------------------- | ---- | ---- |
| M. Alain Le Bihan    | 1962 | 1966 |
| M. Michel Popot      | 1966 | 1974 |
| M. Jean-Pierre Colin | 1974 | 1985 |
| M. Robert Petit      | 1985 | 1988 |
| M. Bernard Druais    | 1985 | 1989 |
| M. Jean Andraud      | 1990 | 1994 |
| M. Bernard Bertrand  | 1995 | 1999 |
| M. Christian Pigny   | 2000 | 2001 |
| M. Claude Le Guellec | 2002 | 2003 |

## Le CTS à l'époque opérationnelle

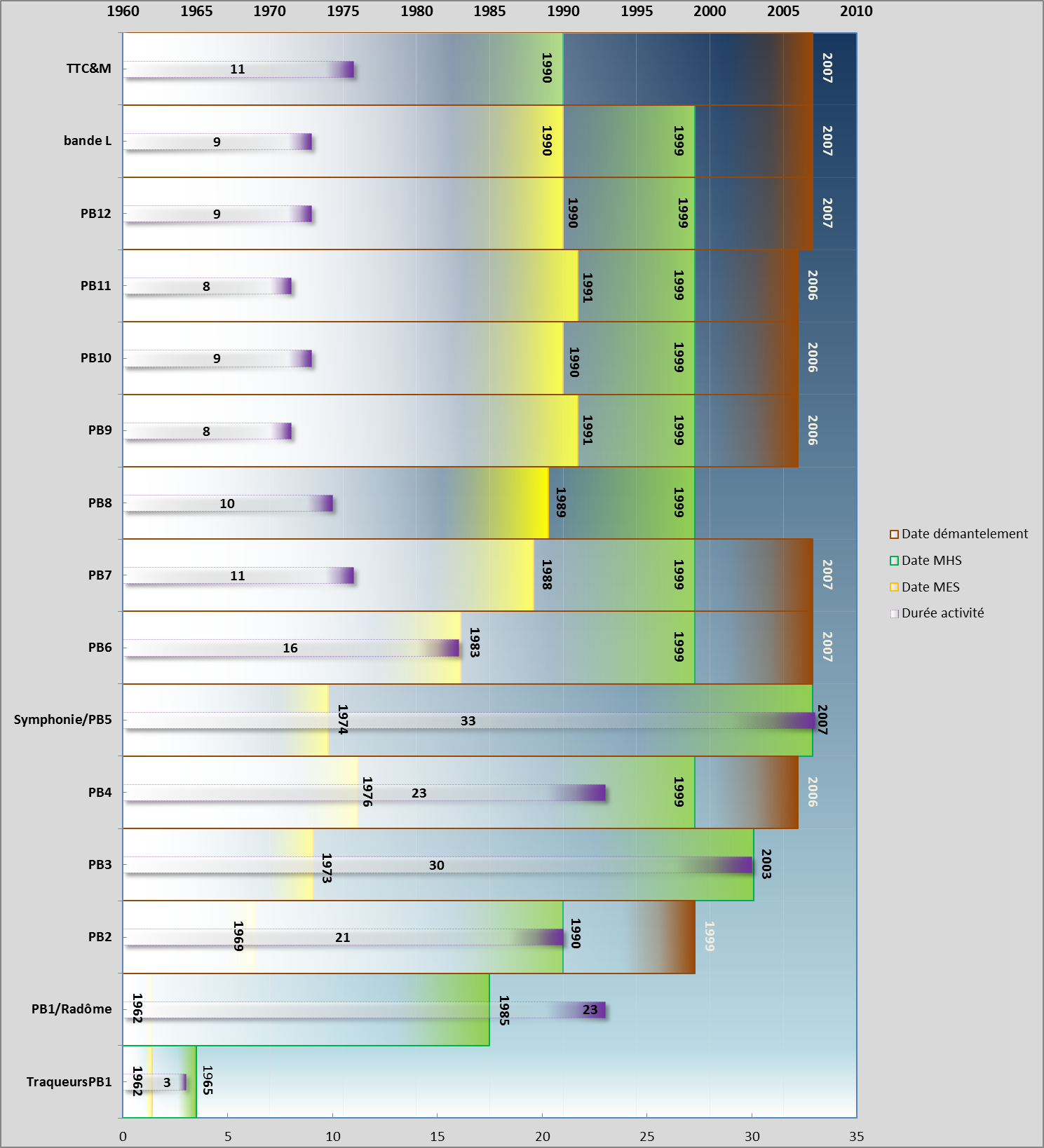
Dates et durées de vie des antennes sur le site de Pleumeur-Bodou

Les antennes sont nommées PB('X'), le ('X') désignant l'ordre de mise en route des antennes lors de la construction du site.
PB1 désigne donc l'antenne Cornet + son radôme, etc.
La plupart des antennes apparaissant sur les photos satellite et aériennes du site ci-dessous prises en 2003 et 2005, citées dans cet article n'existent plus aujourd'hui, en 2025.
Les antennes restantes sont toutes désormais hors service actif, elles sont placées en « position de survie », pointées au zénith, à la verticale (90°), de façon à minimiser leur prise au vent. Il n'y a plus aucune maintenance technique sur les antennes.
Il faut aussi savoir que les antennes étaient toutes reliées au bâtiment central par des guides d'ondes, afin de piloter les équipements à distance.
Pour PB2, par exemple, les liaisons en émission se faisaient à 70 MHz, la réception se faisant en 2 bandes à 300 MHz et 600 MHz.
À partir de PB3 on utilisera des guides d'ondes de section elliptique, afin de transporter le signal vers le bâtiment principal.
Douze antennes ont été construites entre 1961 et 1991, elles ont connu diverses périodes d'activité. Certaines antennes ont eu une durée de vie écourtée (un à deux ans, comme PB1) d'autres sont restées en place quelques dizaines d'années. (PB3 par exemple).
Certaines antennes ont également eu des changements de « missions » dans leur vie, à l'image de « TTC&M » construite pour les besoins du consortium INTELSAT tout d'abord, et qui, à la fin du contrat d'activité, a repris une fonction de transmissions de données classique, à l'image de ses consœurs.

### PB1/ "Le Radôme"
- Date de mise en service : 1962
- Date de mise hors service : 1985
- Hauteur de l'antenne cornet : 34 mètres
- Longueur de l'antenne cornet : 54 mètres

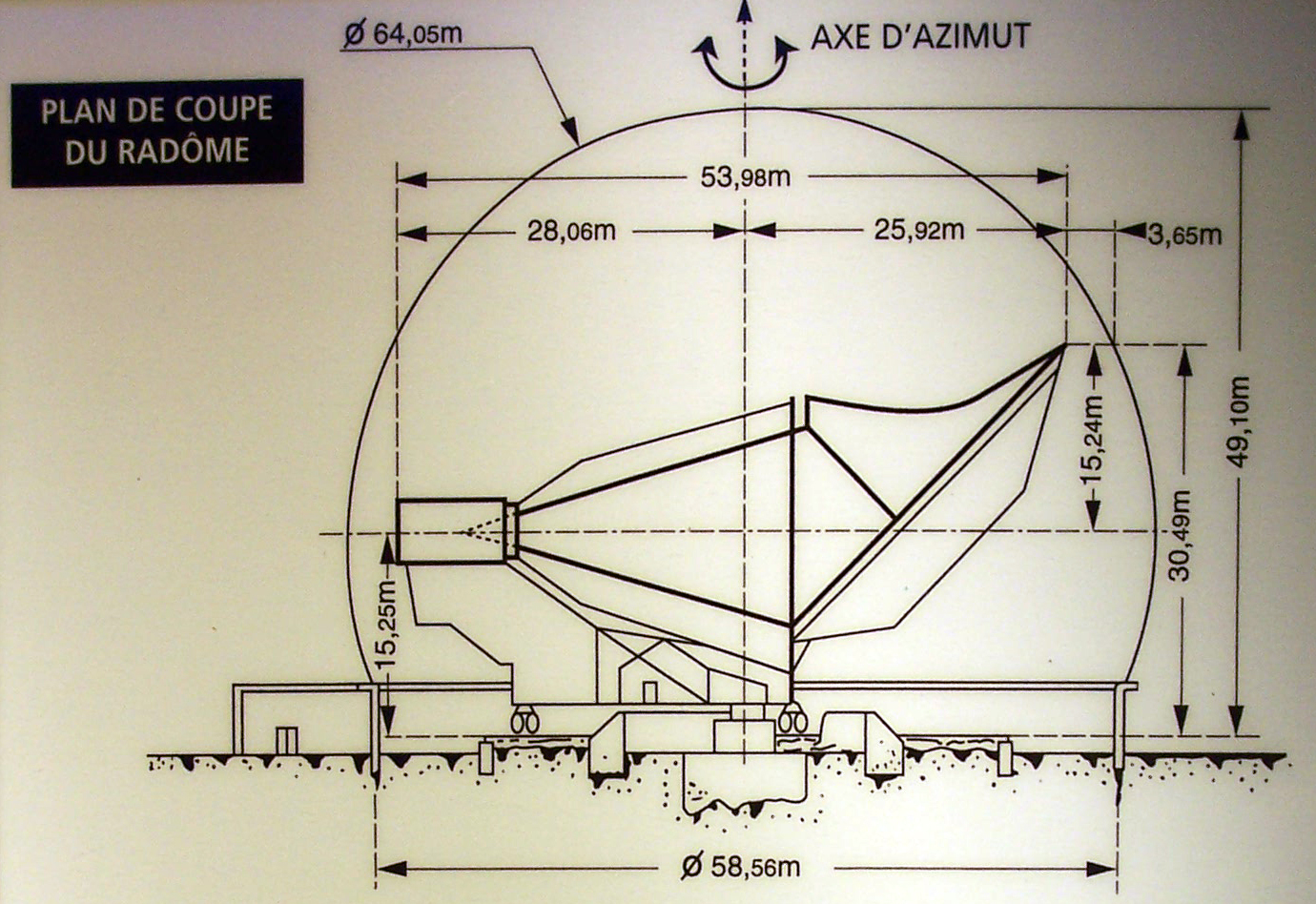
Coupe schématique de PB1.

- Diamètre base du radôme: 54 mètres
- Diamètre de la sphère enveloppante : 64 mètres
- Surface réflecteur : 360 m2
- Gain réception : 57 dB à 4 170 MHz[7]
- Gain émission : 59,5 dB à 6 390 MHz
- Température de bruit au zénith : 32 kelvin, radôme sec (0,86478 dB)
- Poids : 340 tonnes
- Matériau constituant : alliage aluminium-magnésium

Le Radôme et l’antenne cornet sont classés en 2000 au titre des Monuments historiques et labellisés Patrimoine du XXe siècle, en 2004.

#### L'antenne cornet PB1: «La Grande Oreille»

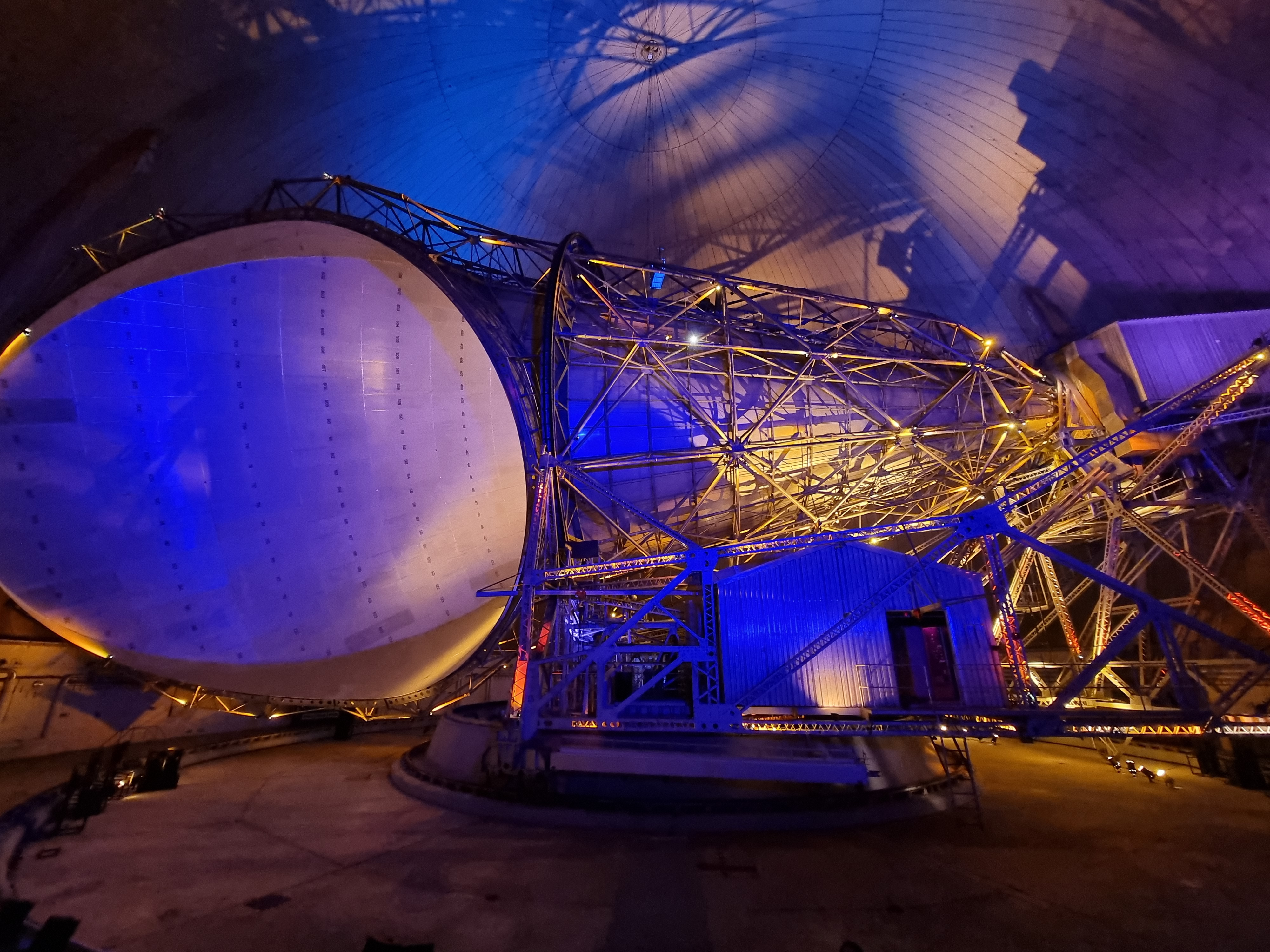
L'antenne cornet PB1.

PB1 fut la première antenne mise en service en 1962 : c'est en fait le nom de l'antenne cornet sous le radôme.
Pour positionner l'antenne cornet avec une extrême précision (3/100e de degré) on utilisait une première « antenne traqueur » d'acquisition, permettant de repérer le satellite à suivre avec une précision de 10°, l'acquisition du signal balise satellite étant réalisée en VHF (136 MHz) par cette antenne, une deuxième antenne de tracking (antenne traqueur de précision), permettait alors de verrouiller complètement le satellite au 15/1 000e de degrés près. L'ensemble était piloté par des calculateurs IBM 1620, des calculateurs IBM 1623 (gestion des circuits mémoires) et des IBM 1622 (Lecteurs de cartes perforées) qui repositionnaient le tout, toutes les 4 secondes, en utilisant de puissants servomoteurs pour aligner l'antenne.

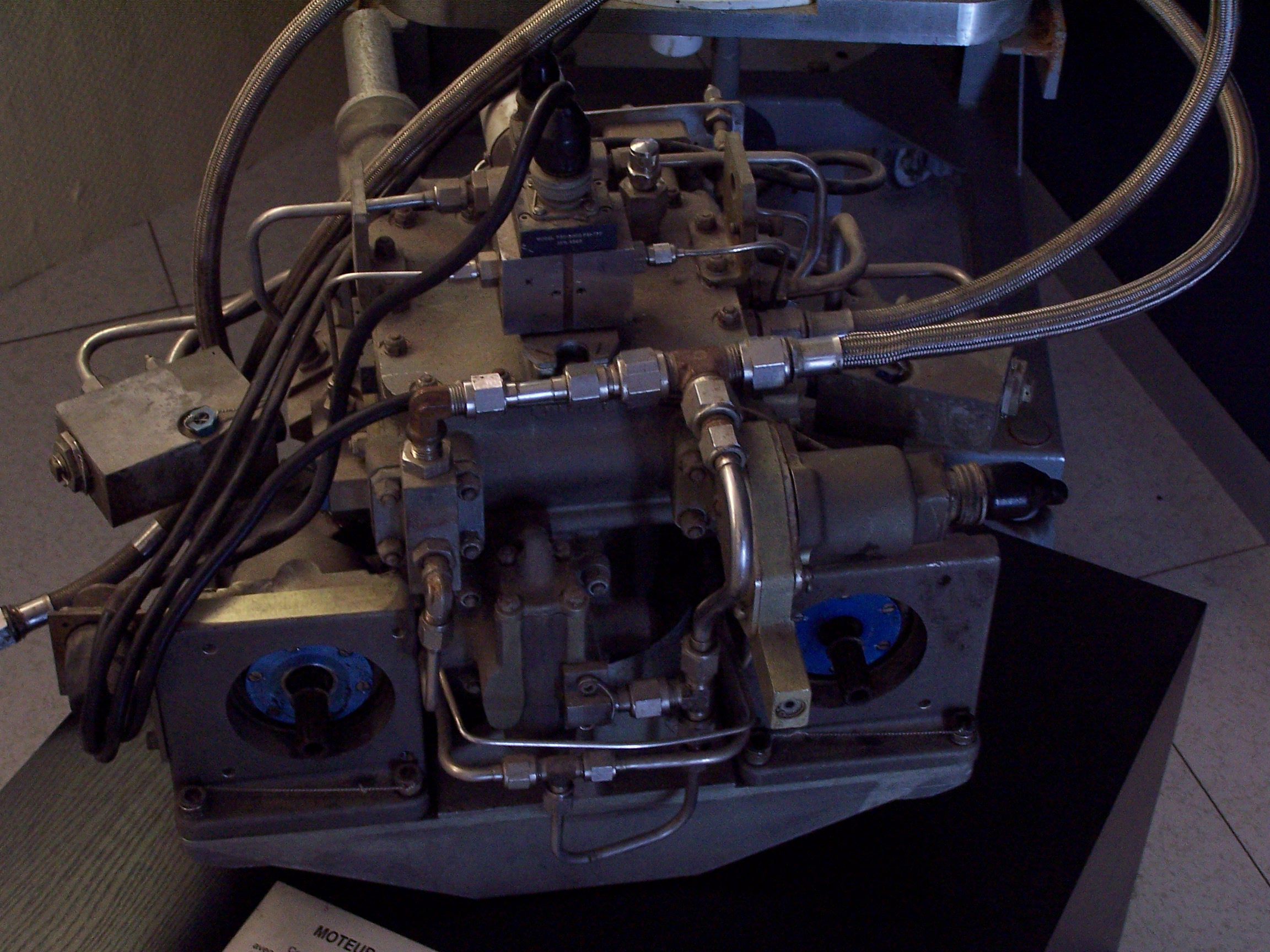
Un des deux moteurs hydrauliques Vickers.

Deux « cabines » étaient installées sur l'antenne :
- la cabine inférieure servait aux instruments de poursuite et d'alignement pilotant ainsi les servo-moteurs hydrauliques. Cette cabine contenait également les équipements de puissance électrique pour l'amplificateur ; les équipements de récupération du gaz hélium après son évaporation dans le MASER lors du refroidissement.
- la cabine supérieure contenait le MASER, le système de refroidissement, les pompes à hélium et les pompes à azote liquide, le vernier de poursuite VAT (Vernier Auto Track), le coupleur de mode, les convertisseurs de fréquence, les équipements de mesure, les amplificateurs de puissance ainsi que l'électronique de « poursuite » (codeur/résolveur, transcodeur des coordonnées fournies par le VAT en signaux azimut-élévation pour les moteurs).

Deux moteurs hydrauliques Vickers étaient utilisés pour faire pivoter, via une démultiplication, la roue dentée de positionnement en élévation de l'antenne ainsi l'antenne pivotait sur son axe horizontal, la rotation sur l'axe vertical d'azimut (vertical) étant assuré par d'autres moteurs. L'antenne mettait 4 minutes, 20 secondes pour faire un tour complet sur elle-même.

##### Émission

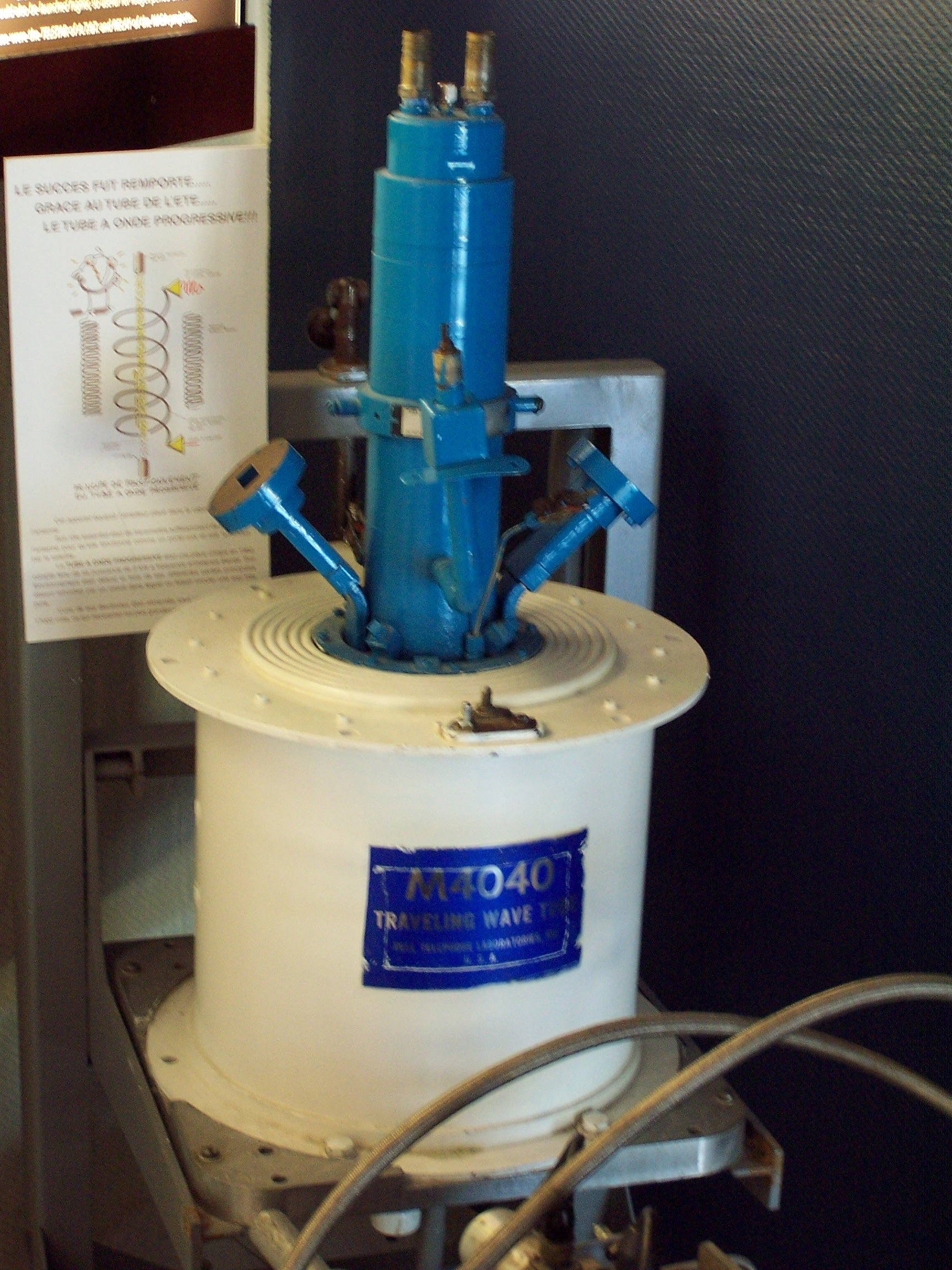
Tube à Ondes Progressives utilisé par PB1.

PB1 utilisait pour la première fois en France, à cette époque, un tube à ondes progressives de 2 kW, pour l'émission, la technologie de guides d'ondes venant à cette époque d'être mise au point par les laboratoires de la CGE de Marcoussis.

##### Réception
Le cœur de réception de l'antenne cornet était constitué d'une part par 1 200 cartes électroniques, et d'un maser, chargé d'amplifier au niveau « quantique », les ondes électromagnétiques reçues. Le maser devait pour fonctionner correctement, être maintenu dans un bain d'hélium liquide à −269 °C, changé toutes les huit heures, ceci afin de minimiser le bruit de fond. L'ensemble étant également plongé dans une cuve à azote liquide à −196 °C.

#### Le radôme
Plunnett Milton est l'architecte qui a conçu le radôme, la société américaine Bird Air Inc. l'a construit (enveloppe).
Un premier radôme provisoire d'un poids de 7 tonnes fut posé en mars 1962, radôme qui se déchira au cours d'une tempête dans le mois qui suivi. Un second radôme provisoire fut donc posé fin avril 1962, dans l'attente de la pose du radôme définitif (actuel), fin juillet 1962.
Le premier radôme provisoire était reconnaissable sur les photos d'archives, à la « verrue » présente sur celui-ci.
L'enveloppe du radôme en Dacron de 1,7 mm est gonflée avec une surpression de 4 millibars, d'air déshumidifié et de chaleur constante. La première chaufferie était située sur la gauche du bâtiment principal du CTS, vue du ciel (côté route). La vapeur à 110° était acheminée grâce à une tuyauterie souterraine vers le radôme (on voit encore la trace de la tranchée sur la photo aérienne). La nouvelle chaufferie se situe derrière le radôme, l'ancienne est destinée aux bâtiments principaux. L'enveloppe était également « sur-pressurisée » en cas de tempête, afin de mieux résister au vent. L'enveloppe pèse 27 tonnes, et reçoit 6 tonnes de peinture à l'Hypalon, régulièrement (tous les 5 ans) pour entretien. La dernière couche de peinture en juin 2017 devrait permettre d'allonger cet espacement à 10 ans.

#### Antennes Traqueurs (Acquisition et Précision)
- Date de mise en service : 1962
- Date de mise hors-service : 1965
- Hauteur: 2,50 mètres (acquisition)

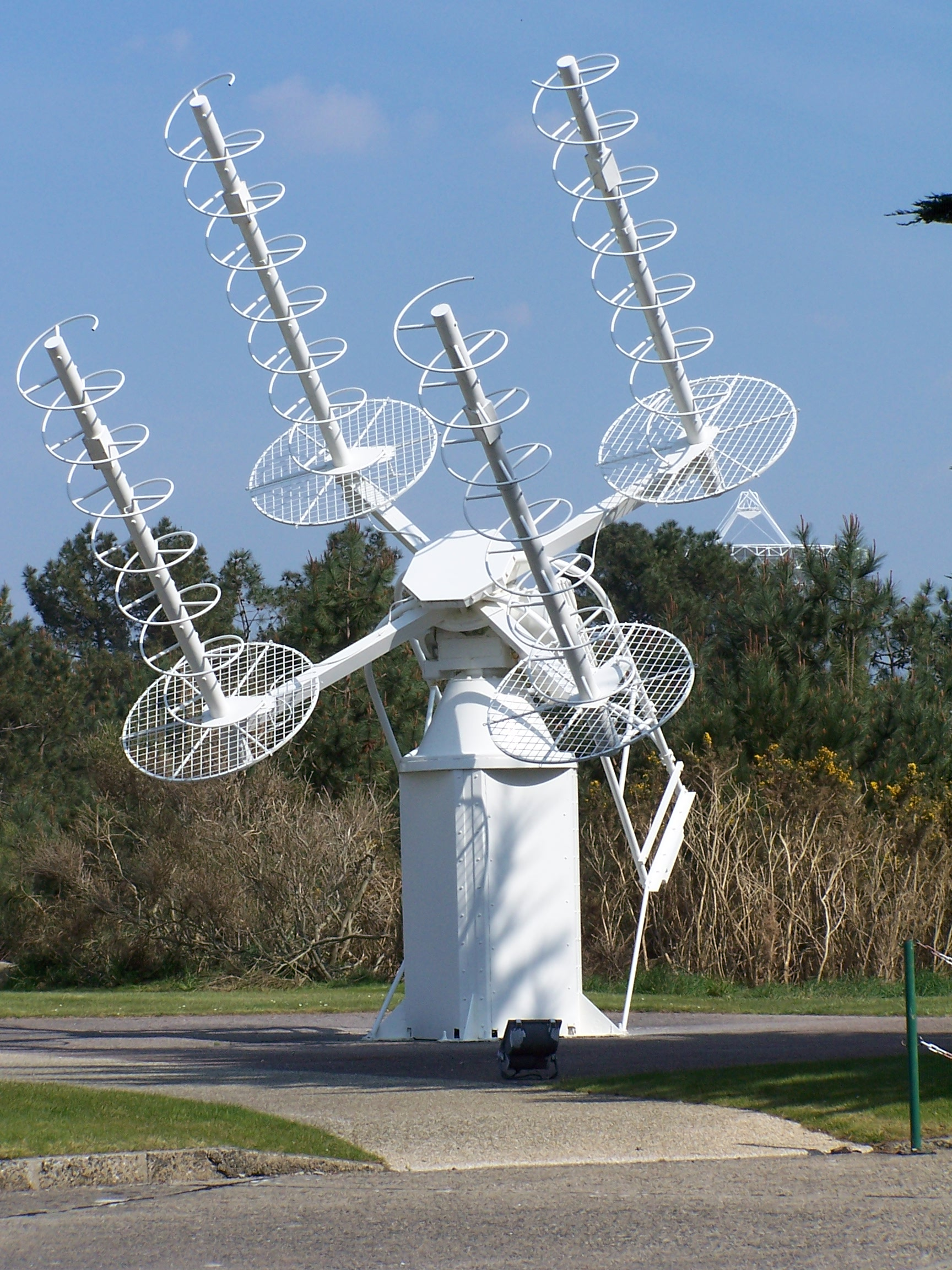
Antenne tracker Acquisition de PB1, désormais sur l'esplanade du radôme.

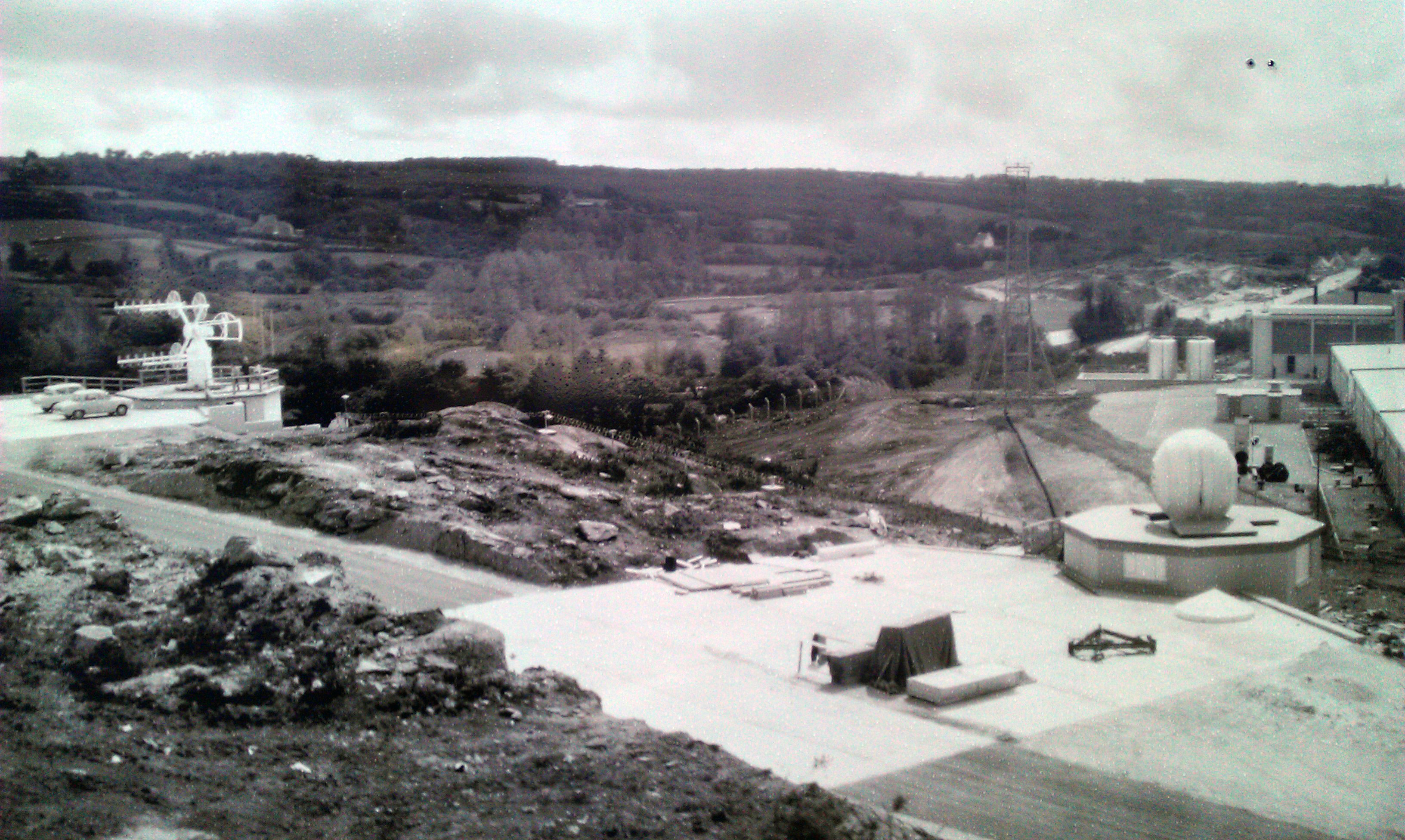
Traqueurs antenne précision et traqueur acquisition en 1962.

Antennes destinées au repérage de satellites pour le compte de PB1.
Le traqueur d'Acquisition ou « Coarse Tracker » ou encore appelé "Trackeur de Commande", était utilisé par le radôme pour localiser grossièrement (à +- 20°) le satellite visé en terme d'angle de visée, en faisant une première acquisition du signal sur 136 MHz.
Le traqueur de précision ("Precision Tracker" aussi appelé "PT"(en anglais), était quant à lui utilisé juste après, il se verrouillait sur la fréquence 4080 MHz, en provenance du satellite et fournissait les données de précision pour le repérage au 15/1000 de degré près (angle de visée a +-2°) , à l'antenne Cornet. L'antenne utilisée était basée sur un matériel militaire américain (antenne radar Nike-Herculès) avec parabole de 3 mètres de diamètre.
Une tour métallique (rouge et blanche) était également présente en contrebas, face au traqueur d'acquisition, afin de servir d'antenne de collimation pour le traqueur. Ce pylône peut être aperçu sur les cartes postales d'époque.
Cette antenne était située (par rapport à la carte satellite), au-dessus de PB4 et en dessous de TTC&M, désormais elle est en exposition dans la cour du radôme, au cœur de la cité des Télécoms.
L'antenne traqueur acquisition était accompagnée, au même endroit par trois paraboles (démantelées), utilisées pour la formation sur TTC&M.
L'antenne traqueur de précision était située non loin du premier traqueur, elle avait la forme d'un mini-radôme, et située sur le toit d'un petit bâtiment, démantelé aujourd'hui, il ne reste aucune trace de cet équipement.
Ce système de poursuite combinant ces deux antennes était donc découplé de l'antenne de réception, à l'inverse de ce qui se fera avec les autres antennes du site. Ces traqueurs servaient donc dans le cas des satellites à défilement. Les satellites Intelsat étant géostationnaires, les antennes traqueur sont démantelées en 1965, à la fin de programme Telstar et Relay. PB1 restera utilisé jusqu'en 1985, mais pour des satellites géostationnaires, avec une fonction de tracking beaucoup plus simple, pour corriger les faibles et lentes dérives des satellites géostationnaires.

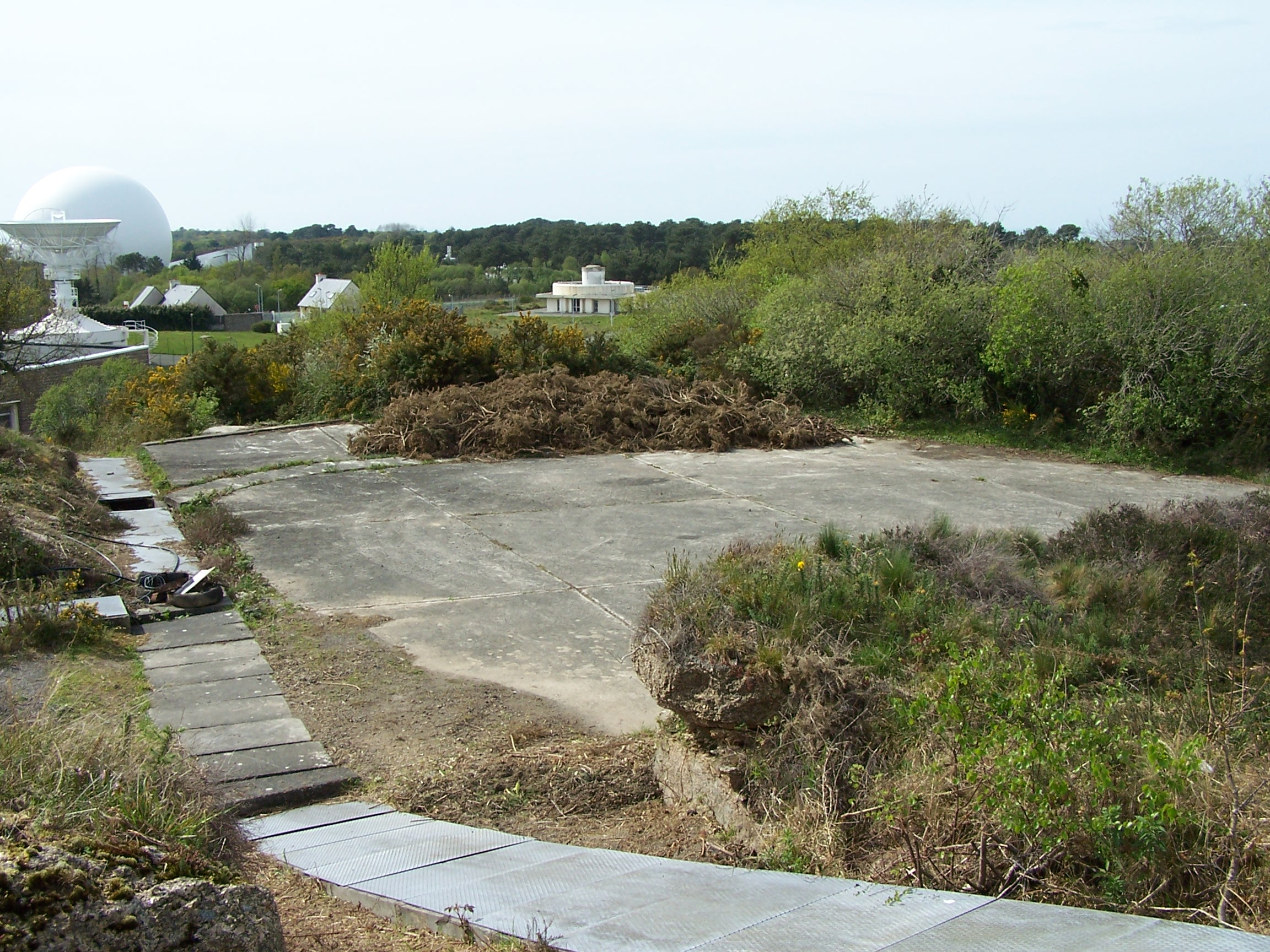
Ce qui reste du tracker de précision en 2008.
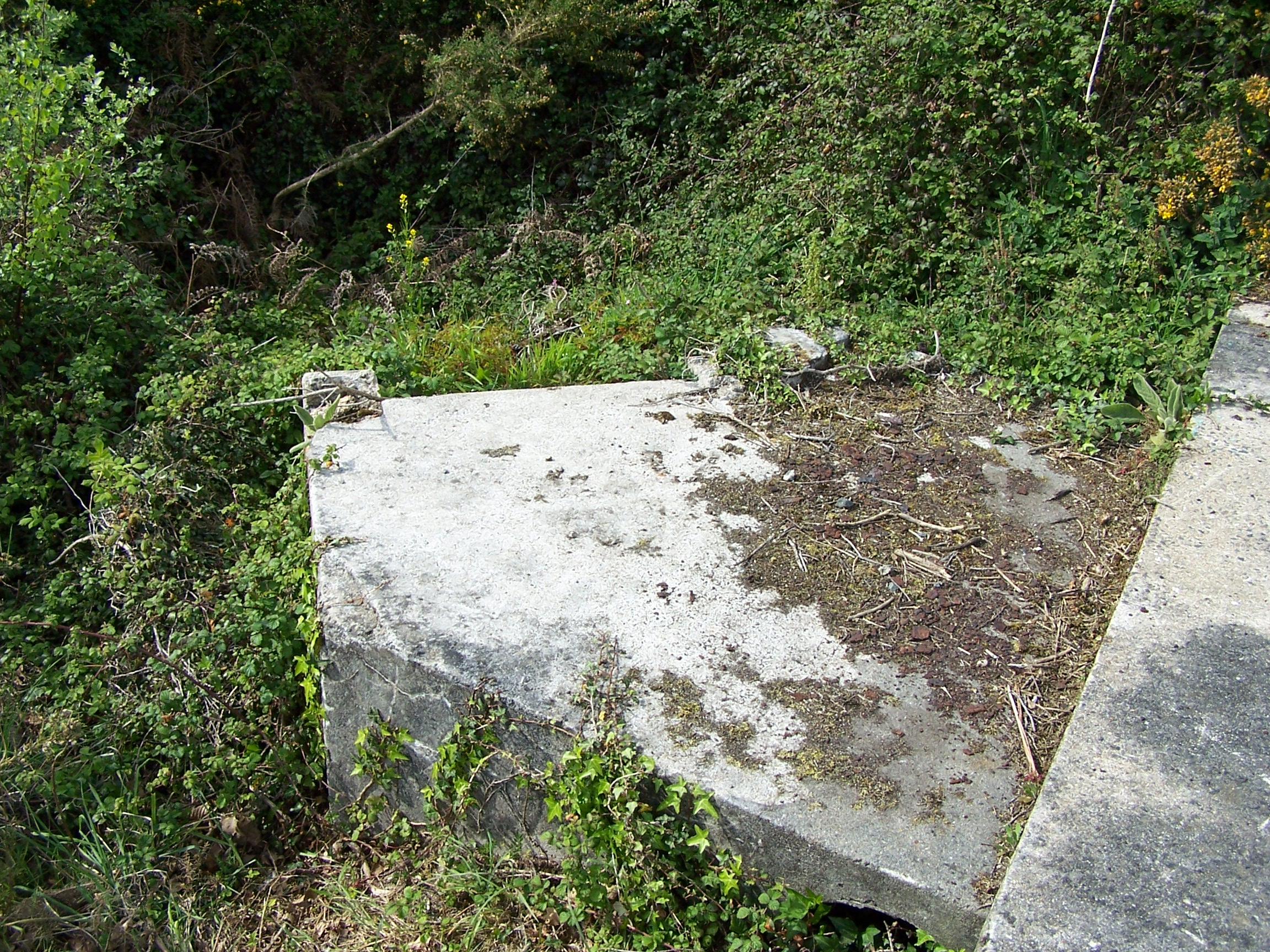
Les restes de l'escalier d'accès au bâtiment tracker de précision.
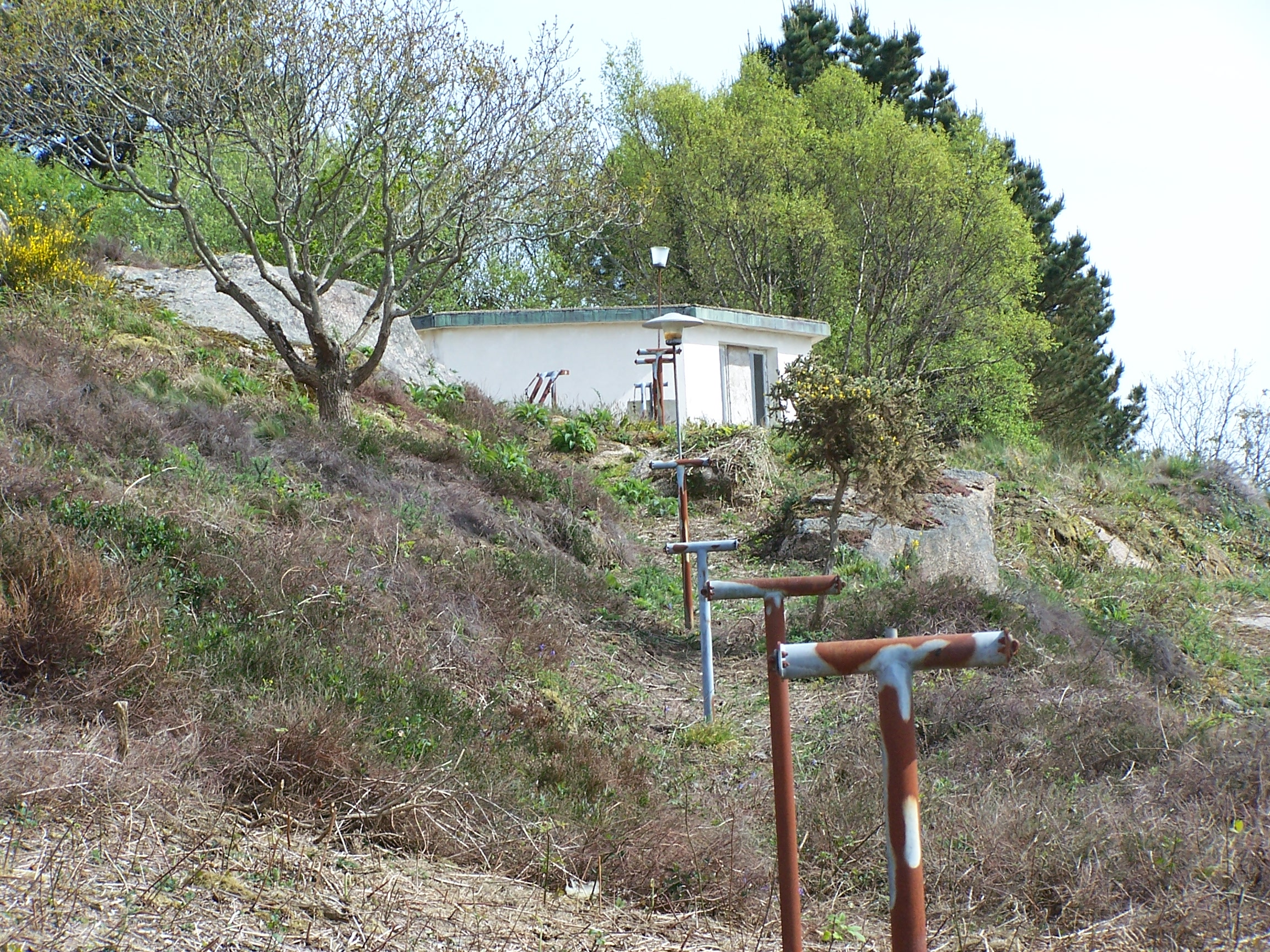
Les supports de câbles en 2008.
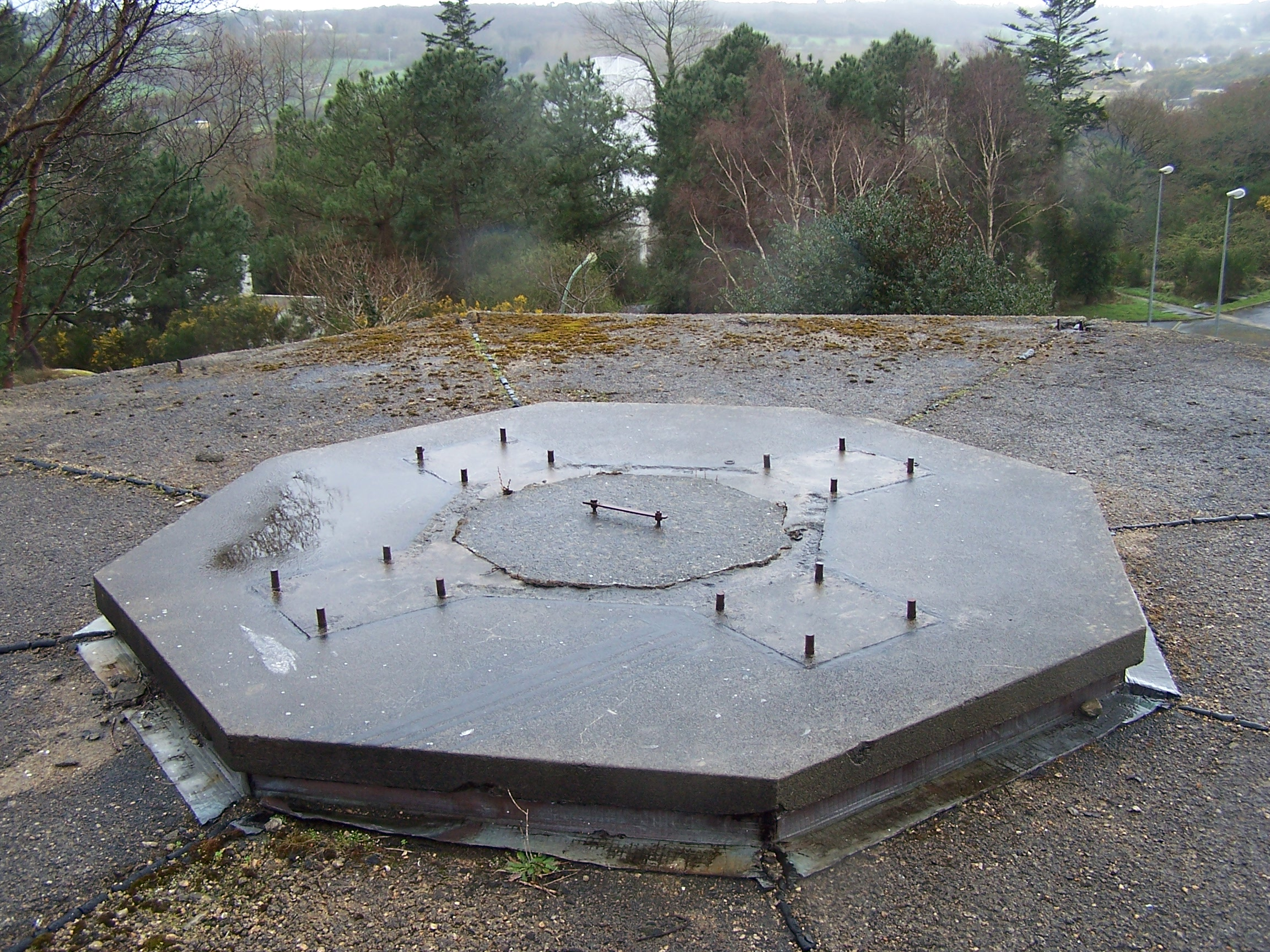
Socle emplacement originel de l'antenne tracker acquisition de PB1.
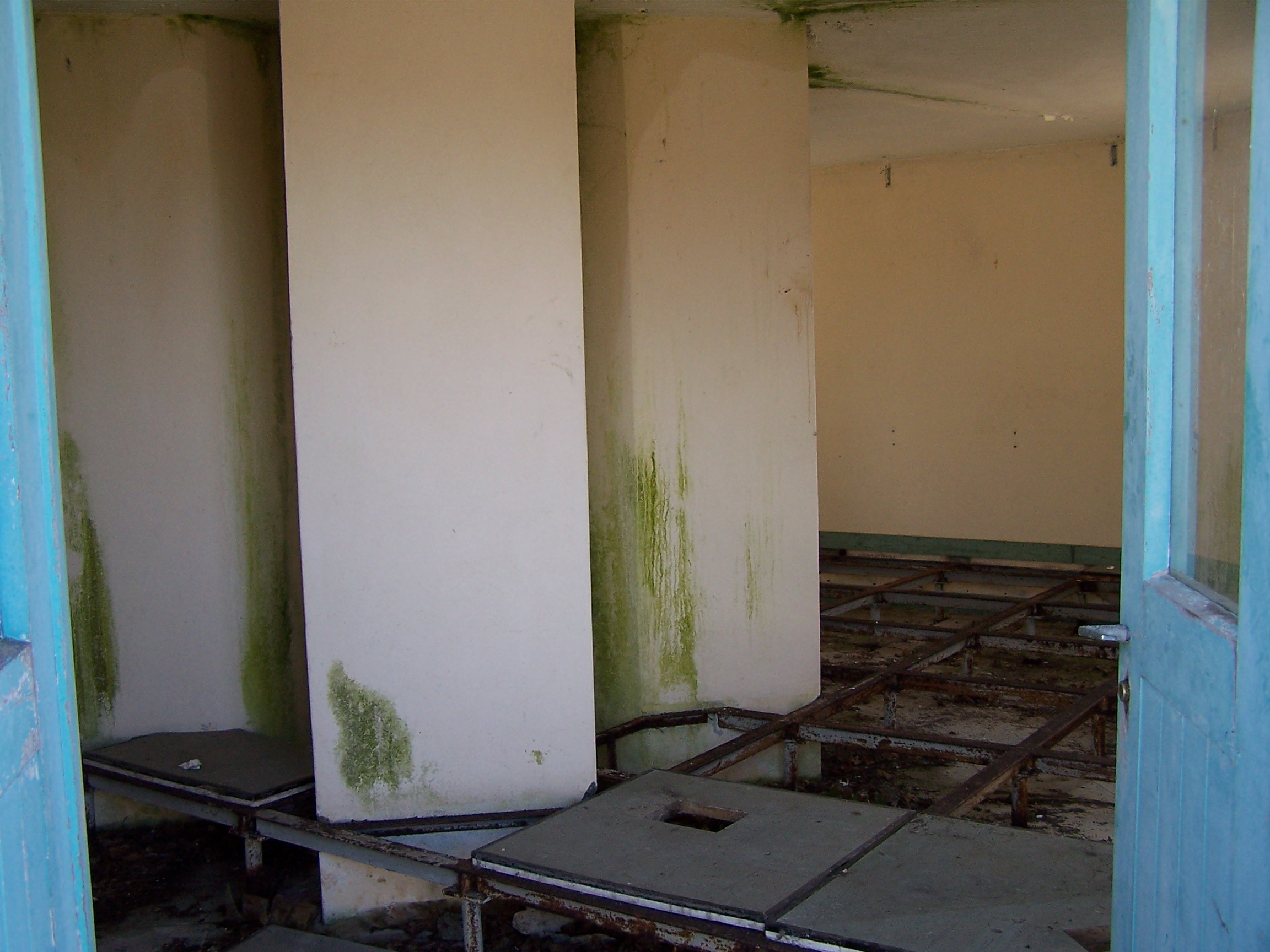
Salle située sous le traqueur acquisition PB1.

### PB2

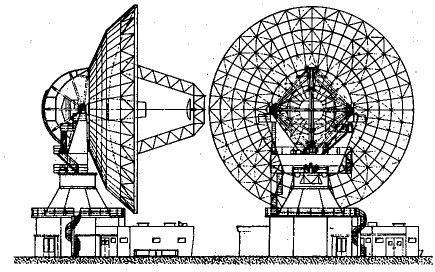
Vue en Elévation de PB2.

- Date de mise en service : 29 septembre 1969[12]
- Date de mise hors-service : 1990, remplacée par PB10
- Date de démantèlement : 1979
- Hauteur : 30 mètres
- Diamètre : 27,5 mètres
- Poids : 250-300 tonnes
- Constructeur Parabole : NEYRPIC

PB2 de création française, par opposition à PB1 qui était de création américaine, fut une antenne de compromis : elle devait pouvoir indifféremment suivre des satellites à défilement, comme des géostationnaires. C'était la suite de PB1 mais en parabolique (27,5 mètres de diamètre), utilisée pour les télécommunications vers le Japon. Cette antenne avait des moteurs hydrauliques lui permettant de suivre les satellites à défilement comme PB1 (NDR : on en était encore à se poser la question de la faisabilité des géostationnaires).

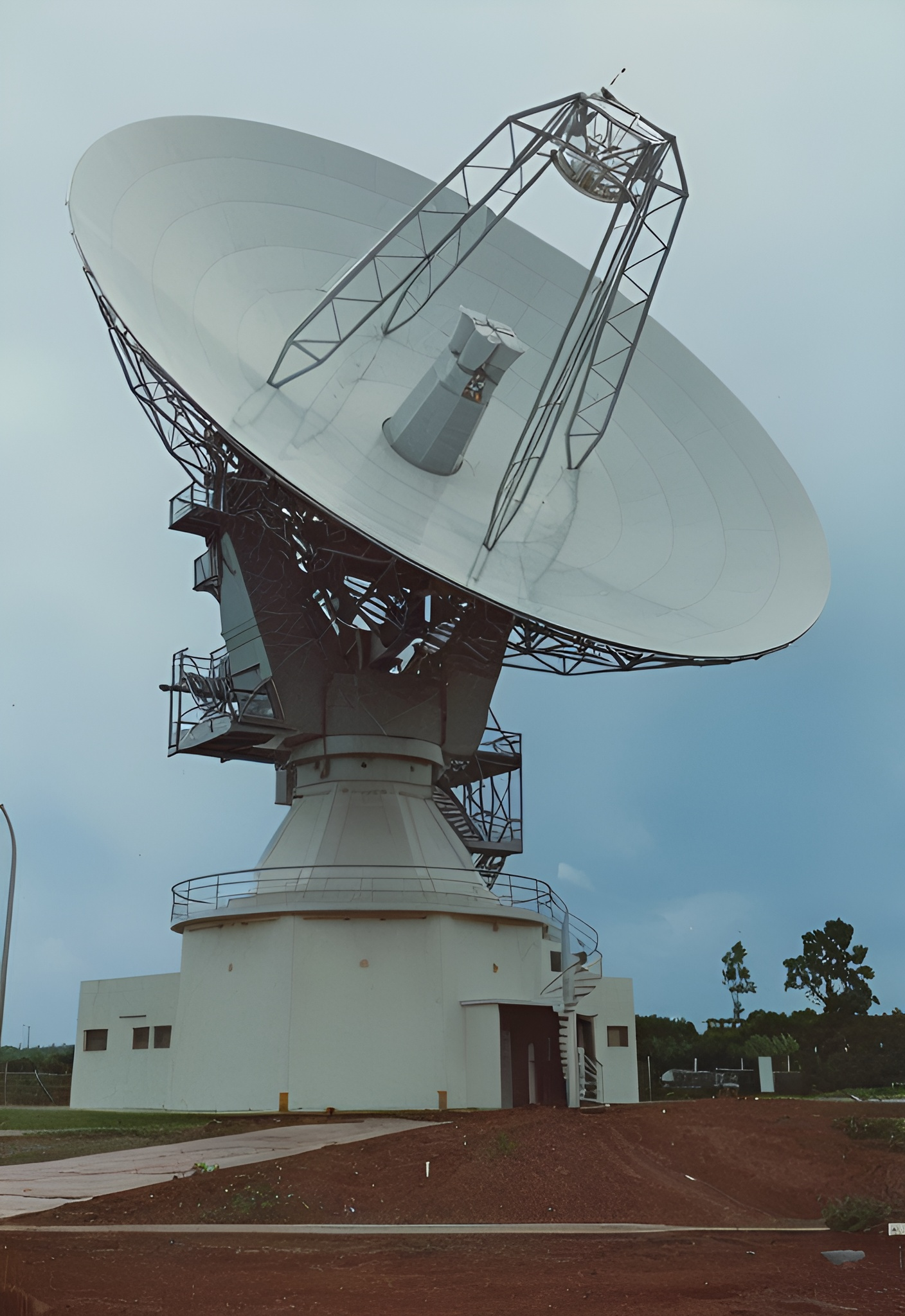
PB2 - 1969

À leur apparition, on a remplacé les moteurs hydrauliques de PB1 par des moteurs électriques car sa structure le permettait, mais pas ceux de PB2 qui sont restés en service jusqu'à son démontage.
Cette antenne ne nécessitait pas de radôme de protection, à la différence de PB1. Pourtant, il apparaît très vite aux yeux des responsables que les performances attendues ne sont pas au rendez-vous : l'antenne, ayant même été baptisée du sobriquet : "PB -2" ou "DB 2" du fait de la perte notable de gain (-2 dB)!
Cette antenne sera très vite remplacée par PB10 sur même embase en 1990.
PB2 était équipée au foyer de la parabole de 4 cornets pour les télécommunications, surmontés par un petit dôme de mylar, afin de les protéger des intempéries. La source d'émission était située dans l'embase la parabole, mais les amplificateurs paramétriques et les cuves à hélium étaient eux, placés derrière la parabole et suivaient ses mouvements.

### PB3
- Classe : Intelsat 3
- Date de mise en service : 1973
- Date de mise hors-service : 2003
- Hauteur : 35 mètres
- Diamètre : 30 mètres
- Poids : environ 300 tonnes
- Constructeur Parabole : NEYRPIC

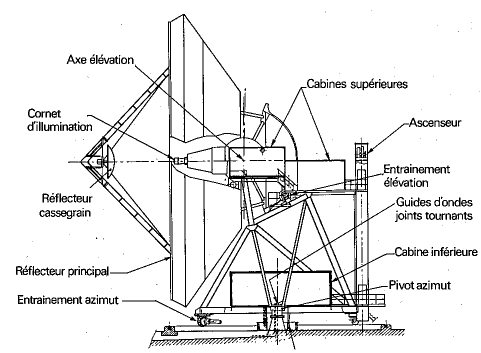
Vue en Coupe de PB3.

PB3 introduit un nouveau concept : l'antenne avec bâtiment intégré, à la différence des deux précédentes à l'époque.
Cette antenne, à la différence de PB2 juste avant, était spécialement conçue pour les satellites géostationnaires.
L'antenne contenait une salle-cabine placée derrière la coupole avec deux amplificateurs paramétriques refroidis à l'hélium gaz et les émetteurs de puissance.
La cabine inférieure contenait les alimentations haute-tension pour les émetteurs, ainsi que les équipements de poursuite.
PB3 disposait d'un ascenseur, avec un escalier tournant autour de la cage. Nota : pour faire un tour complet l'antenne mettait 10 minutes, avec un angle de rotation maximum de 355°.
PB3 avait deux types de moteurs au niveau des roulements de contact sol : moteurs à courants continus + moteurs à courants alternatifs antiparasités, un système rendu nécessaire pour compenser l'imprécision « mécanique » de l'ensemble. PB3 était également l'antenne de « secours » pour toutes les autres antennes du site. PB3 avait également pour vocation d'être secours pour les câbles TAT.

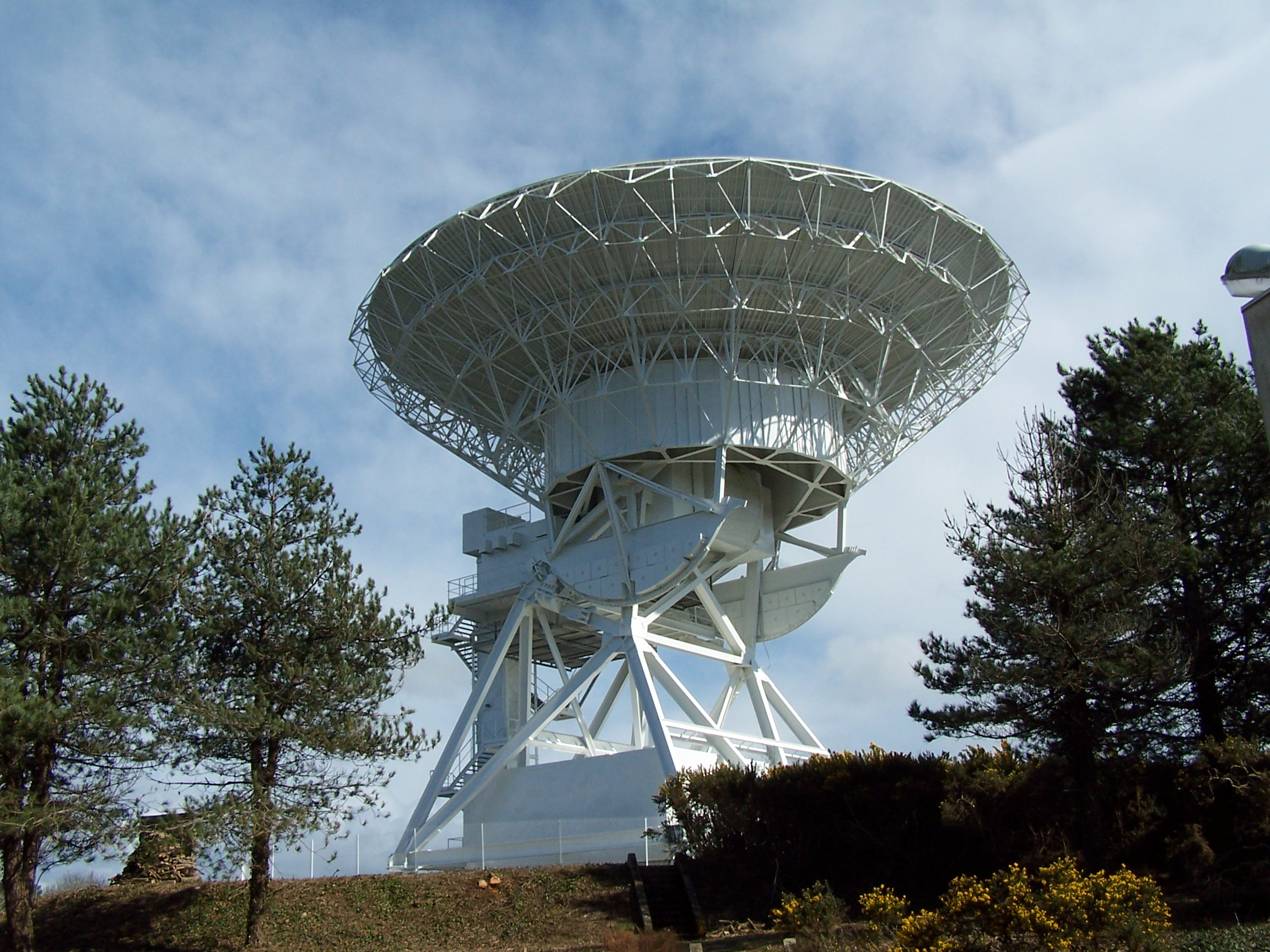
PB3 mars 2008.
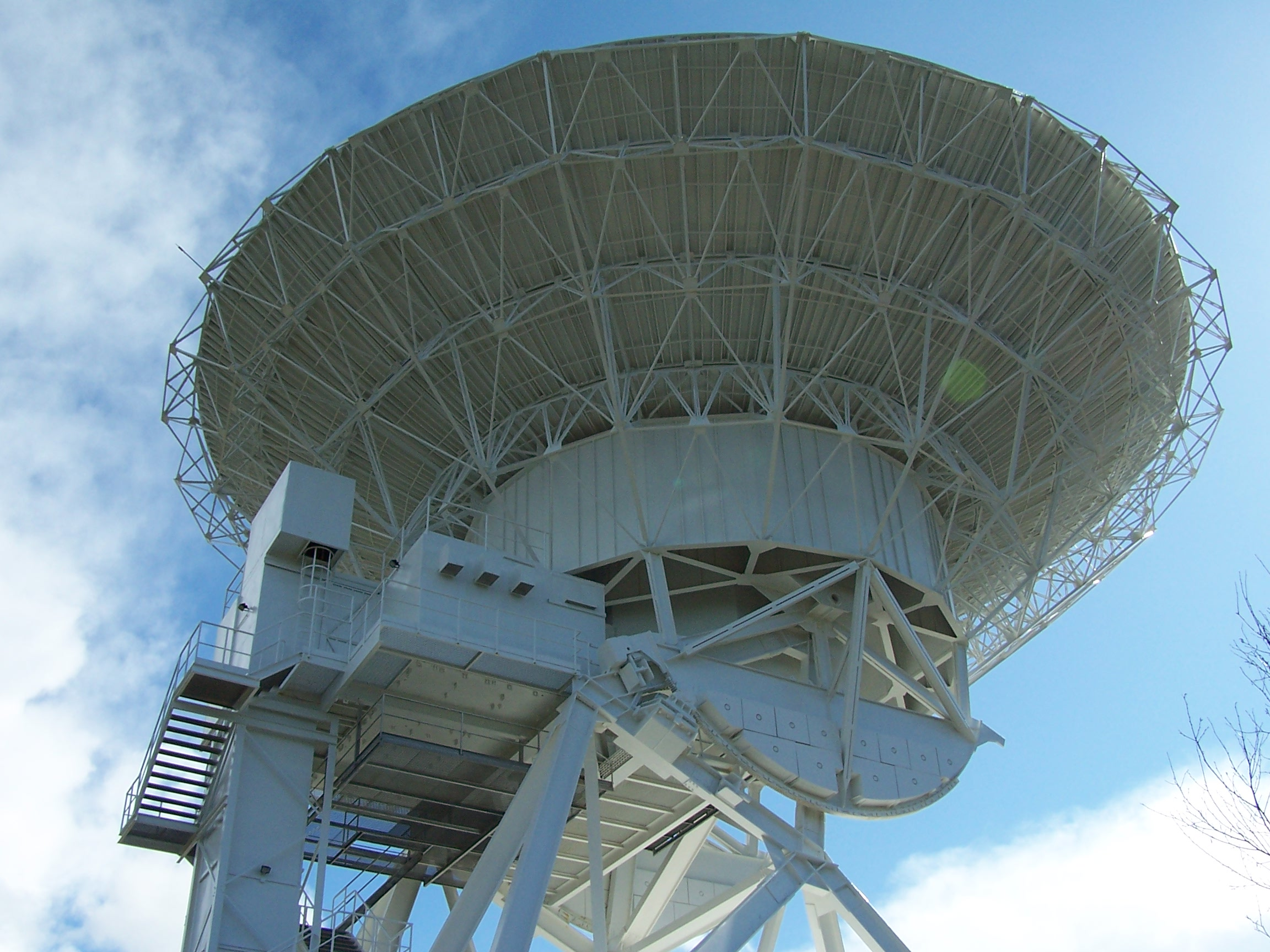
PB3, vue de dessous (mars 2008).
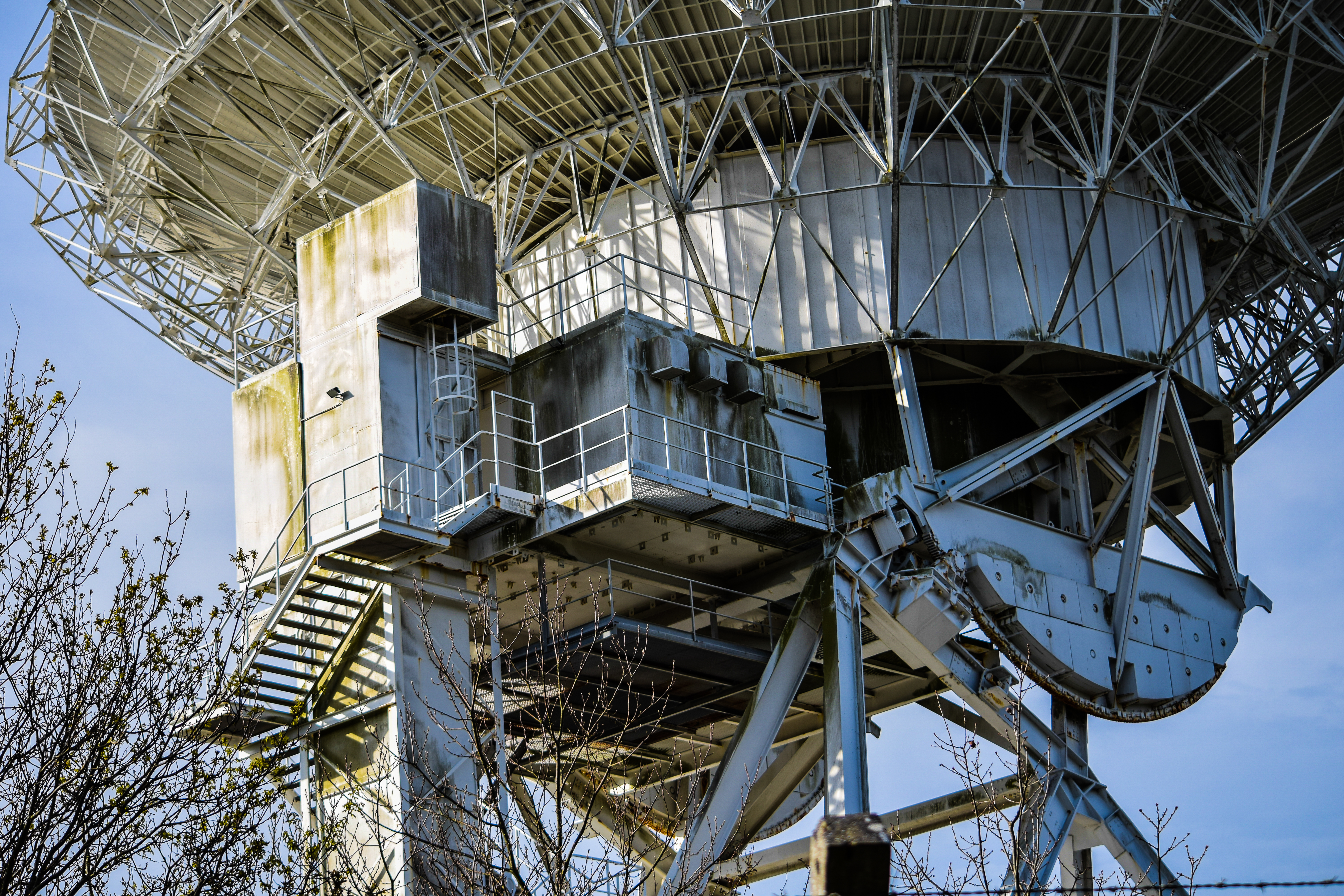
PB3, vue de dessous en Avril 2016.
- PB3 (30 mars 2008).

### PB4
- Classe : Intelsat A
- Date de mise en service : 1976
- Date de mise hors-service : 1999
- Date de démantèlement : 09/2006
- Hauteur : 50 mètres
- Diamètre : 32,50 mètres
- Poids : 350 tonnes
- Constructeur Parabole : NEYRPIC

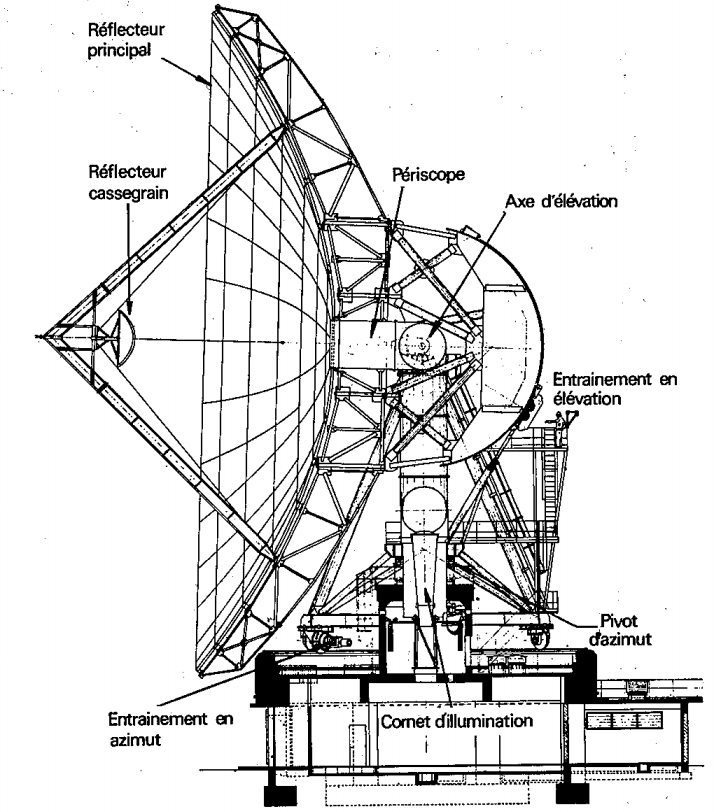
Coupe schématique de PB4.

Avec l'arrivée de PB4 sur le site, on constate un changement d'architecture pour les antennes, la source d'émission jusque-là incorporée au creux de la « parabole » PB1/PB2/PB3), se trouve désormais à l'intérieur du bâtiment support en béton.
Un ingénieux système de « périscope » contenant des miroirs inclinés à 45° à chaque coude, permettant de renvoyer le signal jusqu'aux équipements électroniques.
Première antenne du site à avoir une taille aussi gigantesque (32,50 mètres !), cette antenne était utilisée par le consortium Intelsat pour les télécommunications vers l'Afrique.
PB4 utilisait la transmission en TDMA (en français : l'AMRT (Accès Multiple par Répartition de Temps) pour envoyer les informations ; elle "partageait" le temps de connexion avec le satellite, avec d'autres sites européens (Allemagne, Angleterre, etc.).
Cette antenne a failli être sauvée de la destruction, son état étant en effet moins dégradé que PB6. Malgré un avis défavorable des architectes des bâtiments de France, souhaitant conserver cette antenne, elle a malgré tout été détruite en 2006.

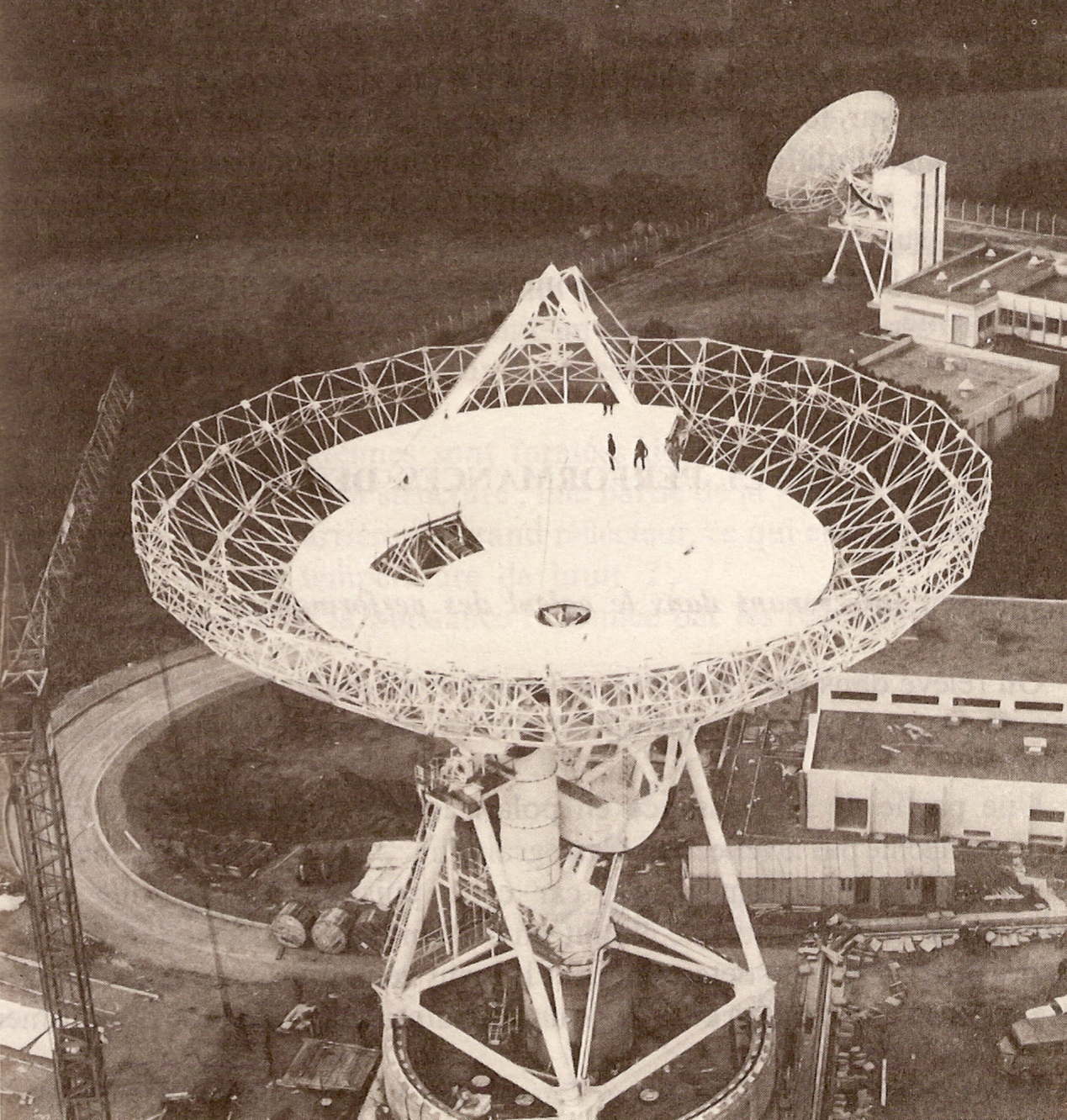
Montage de l'antenne en 1976.
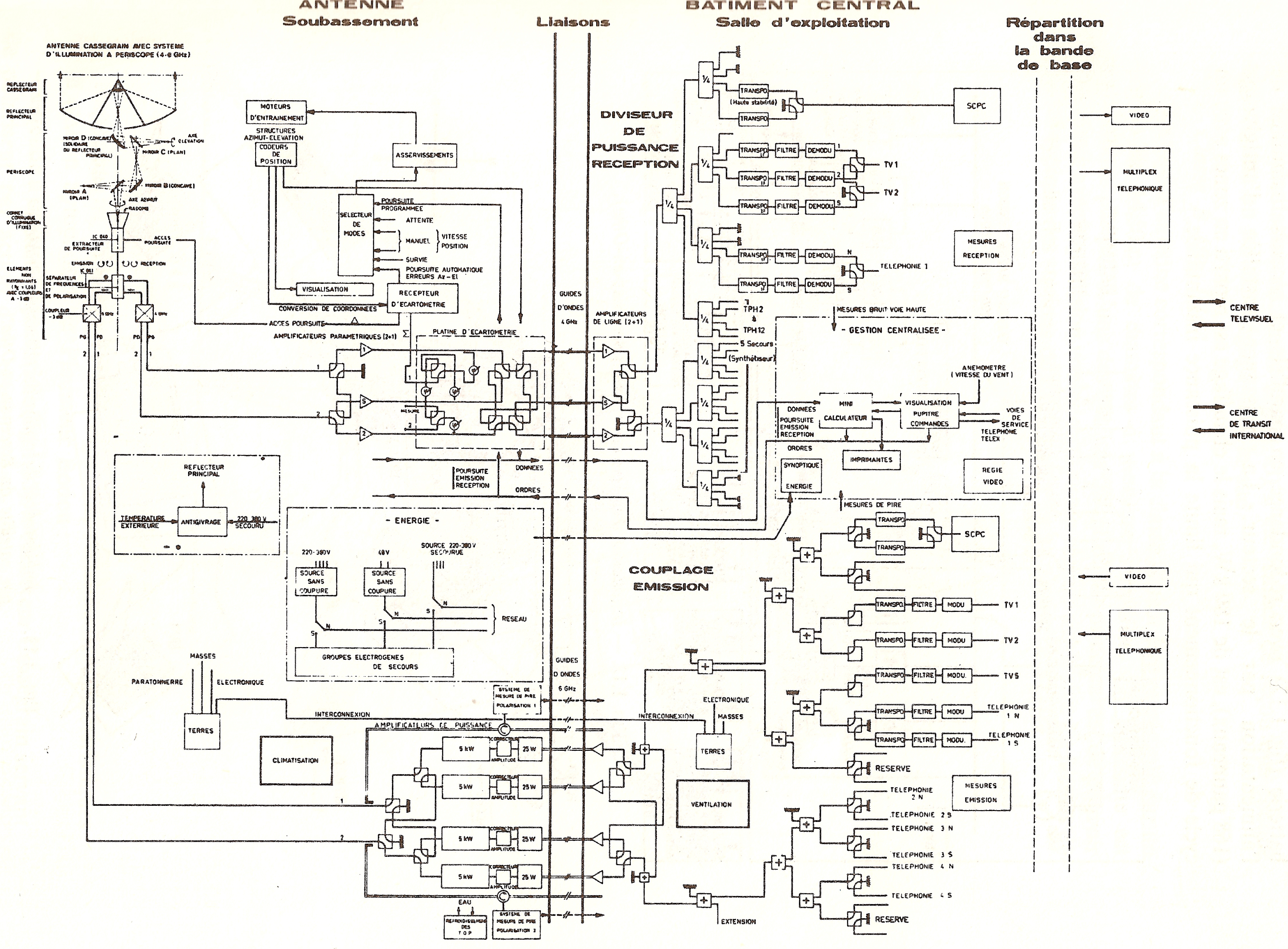
Plan synoptique de fonctionnement de PB4.

### Symphonie / PB5

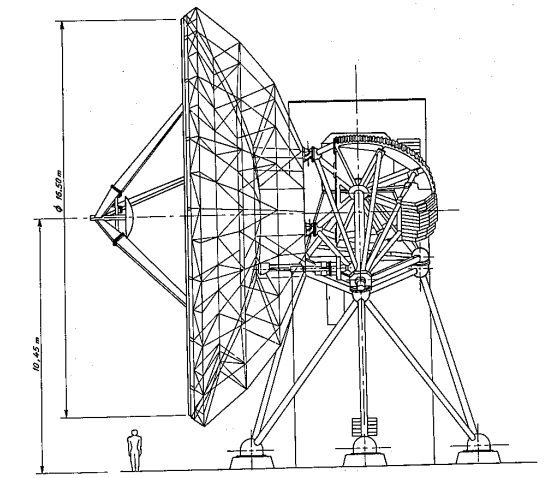
Vue en Elévation schématique Antenne Symphonie /PB5

Renommée plus tard PB5, connue sous le nom "antenne Symphonie", à l'époque.
- Classe : Intelsat B
- Date de mise en service : 1974
- Date de mise hors-service : 2003
- Illumination : Cassegrain
- Hauteur : 18,70 mètres
- Diamètre : 16,50 mètres
- Poids : ?? tonnes

Avant d'être renommée PB5, cette antenne était, au départ, surtout destinée aux télécommunications vers les satellites Symphonie A et Symphonie B dans le cadre du programme satellitaire Symphonie.
Cette antenne est la seule du site à avoir une monture équatoriale, contrairement à ses consœurs qui elles avaient toute une monture azimutale.
L'antenne fut ensuite destinée à la réception INMARSAT (INternational MARitime SATellite). En effet, l'année 1982 voit le lancement du système de communications mobiles par satellite 'INMARSAT' par le consortium international du même nom.
Le service est offert aux clients grâce à quatre satellites géostationnaires situés à 36 000 km au-dessus de l’équateur, couvrant chacun une région océanique : /Océan Atlantique Est (AORE)/Océan Atlantique Ouest (AORW)/Océan Indien (IOR)/Océan Pacifique (POR).
Le standard Analogique INMARSAT-A, lancé en 1982, est destiné aux marins.
Avec son successeur : INMARSAT-B, premier service de télécommunication numérique maritime, les navigateurs des zones concernées avaient accès à des communications voix, fax, Télex et données de 9,6 kbit/s à 64 kbit/s.
Le CTS via son antenne de Pleumeur assurait les liaisons pour deux zones du monde : AORE et AORW, le haut-débit (HSD) n'étant accessible que pour la région AORE.
Devenu obsolète au regard des nouvelles solutions de télécommunications modernes, le service INMARSAT-A est fermé fin 2007. Le CTS a également démarré le service INMARSAT-C en première mondiale en 1990 : l'exploitation sur site aura duré 4 ans, la station fonctionnait en mode « Store and Forward ». À la suite de choix financiers, le service sera transféré en 1994 sur Issus Aussaguel en raison de choix technologiques : Changement de constructeur d'équipements(Thrane au lieu de Hughes Network).
La liaison Inmarsat se faisait sur une bande de fréquence comprise entre 1,525 et 1,660 5 GHz.
PB5 était équipée d'un réflecteur Cassegrain (voir photo, plus bas, dans la galerie) à double polarisation : lorsque cela était nécessaire, on devait faire pivoter le réflecteur d'1/4 de tour, pour changer la polarisation du signal transmis/reçu par la parabole.

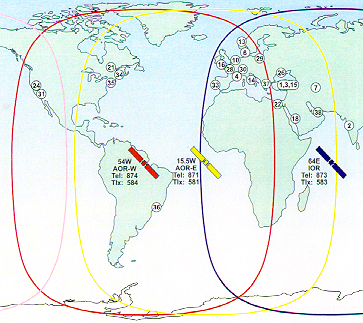
Les zones de couvertures INMARSAT
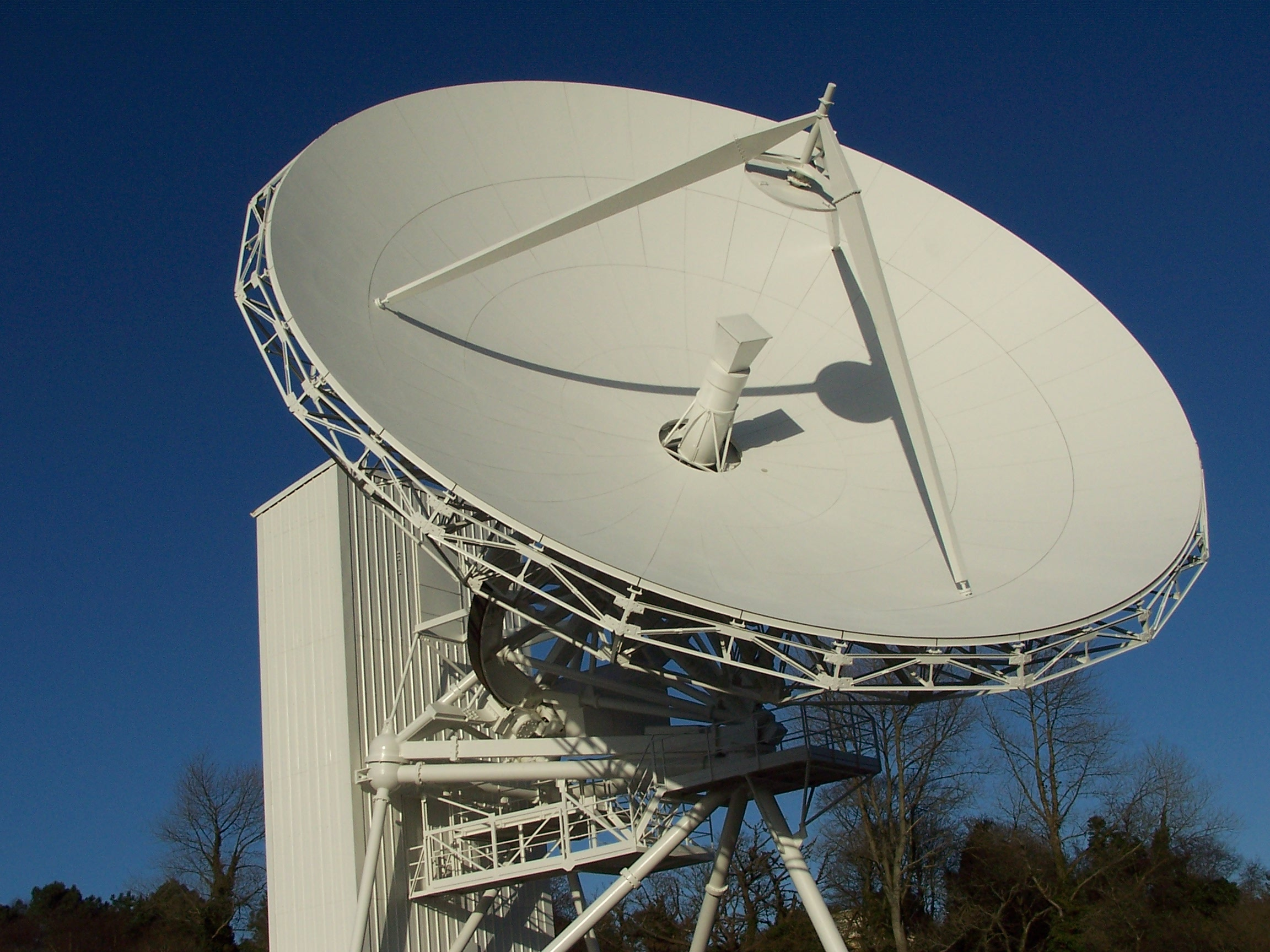
PB5, cette antenne pouvait émettre sur 2 polarisations différentes en faisant pivoter son réflecteur Cassegrain d'1/4 de tour, manuellement !
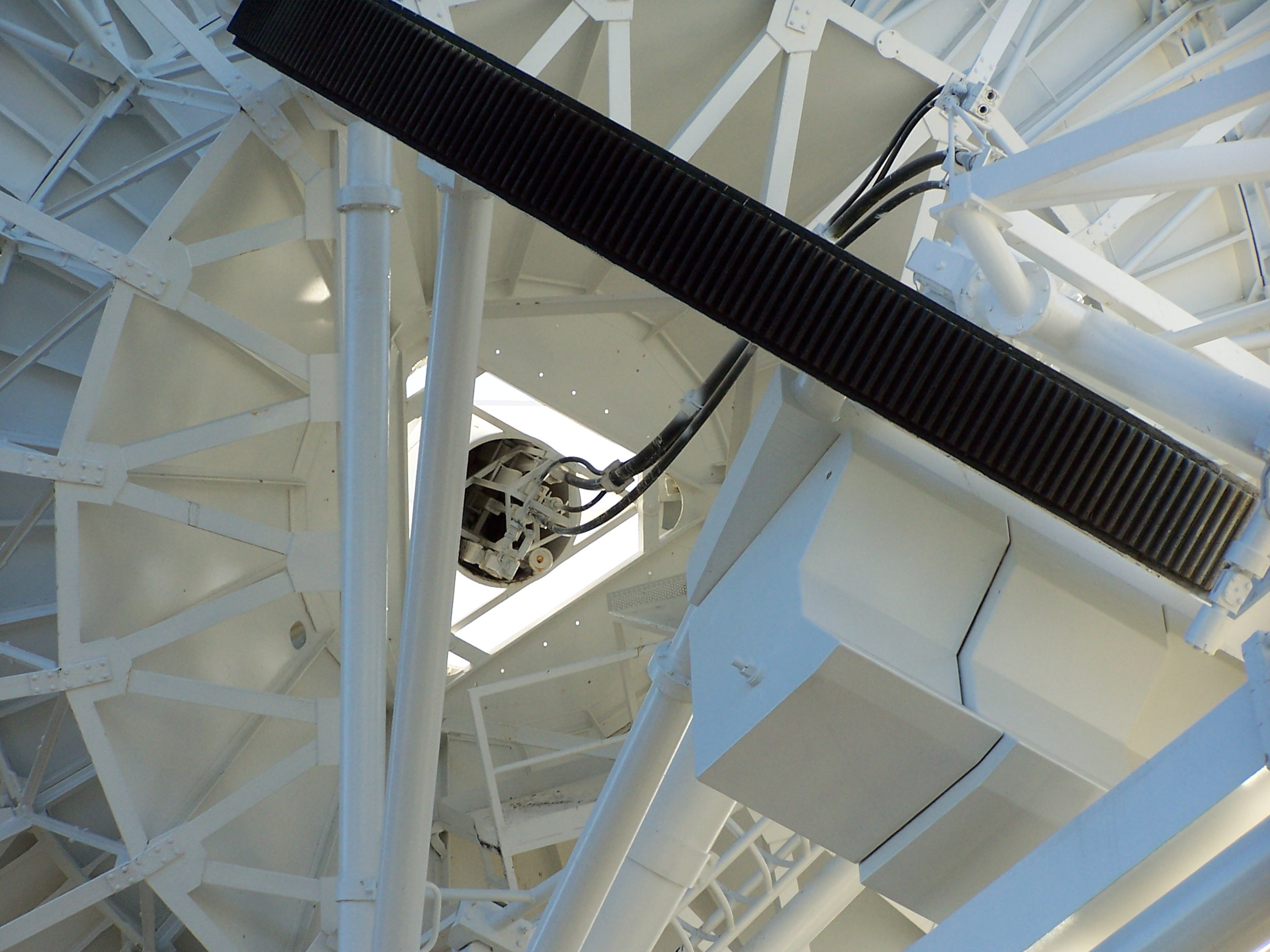
Foyer antenne de PB5, mars 2008, remarquez que la peinture est fraiche et que les guides d'ondes sont débranchés ! Le gros guide servait à la réception, le plus petit à l'émission, les guides étaient pressurisés à l'azote.
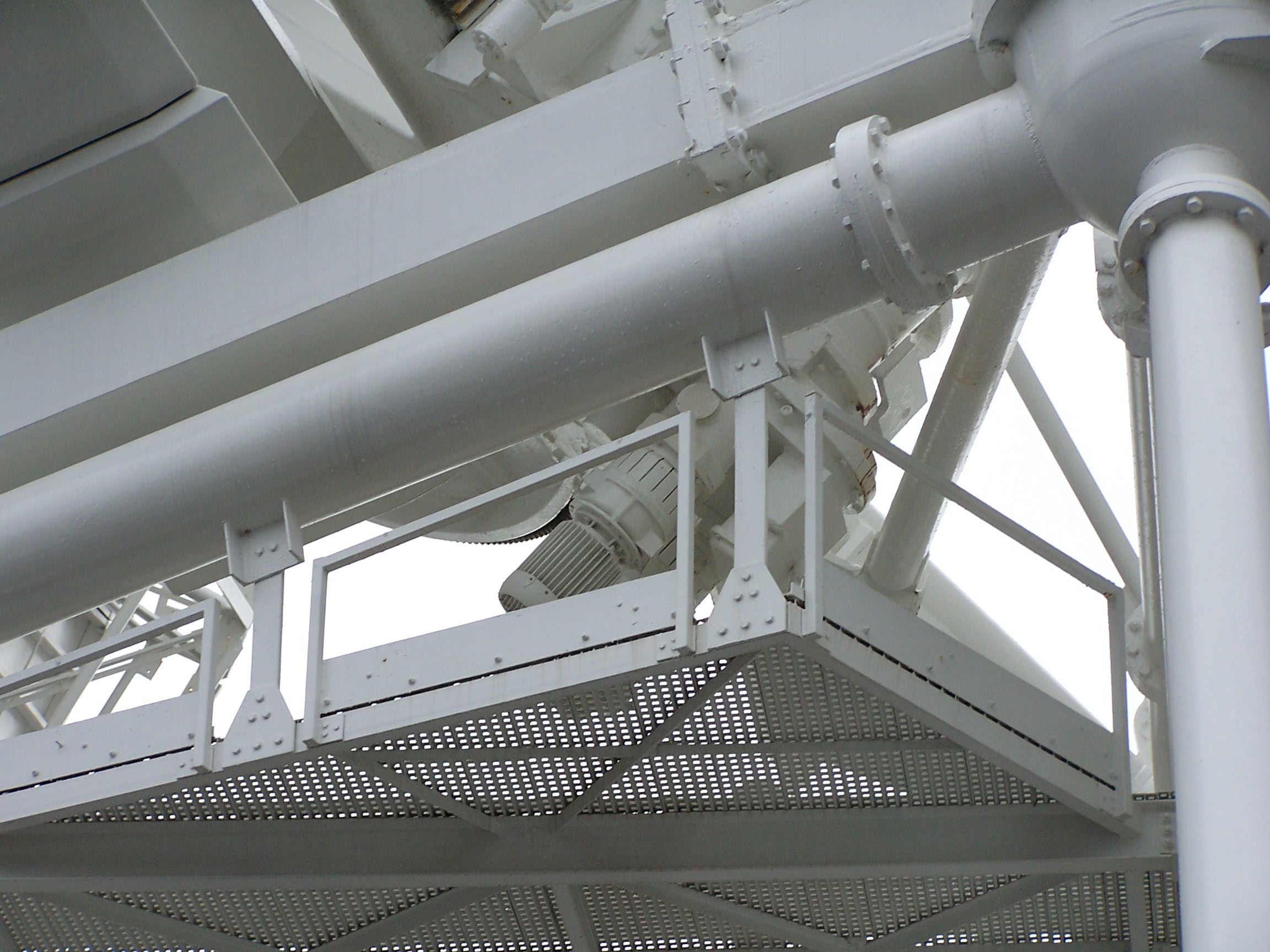
Gros plan, moteur positionnement PB5

### PB6
- Classe : Intelsat A
- Date de mise en service : 1983
- Date de mise hors-service : 1999
- Date de démantèlement : octobre 2007
- Hauteur : 50 mètres
- Diamètre : 32,50 mètres
- Poids : 350 tonnes
- Constructeur Parabole : NEYRPIC

Comme PB4, PB6 était reconnaissable grâce à son gros « périscope » (guide d'ondes) pour la liaison parabole/bâtiment, PB6 était située le long de la route qui borde le CTS. PB6 servait pour les liaisons numériques entre l'Europe et les États-Unis/Canada.
Lors de la vente du CTS par France Télécom à Lannion Trégor Agglomération (LTA), il était prévu que France Télécom conserve pour la partie musée du site, les antennes PB6 et PB8.
Après une expertise commandée par France Télécom, expertise concluant à un état très détérioré de PB6 ; il a été convenu que la société se séparerait de cette antenne, les coûts prohibitifs de remise en état (3 000 000 € pour remise en sécurité, plus 5 000 000 € pour sa remise en service) ayant définitivement condamné l'antenne.
"PB6" a été démantelée en octobre 2007.

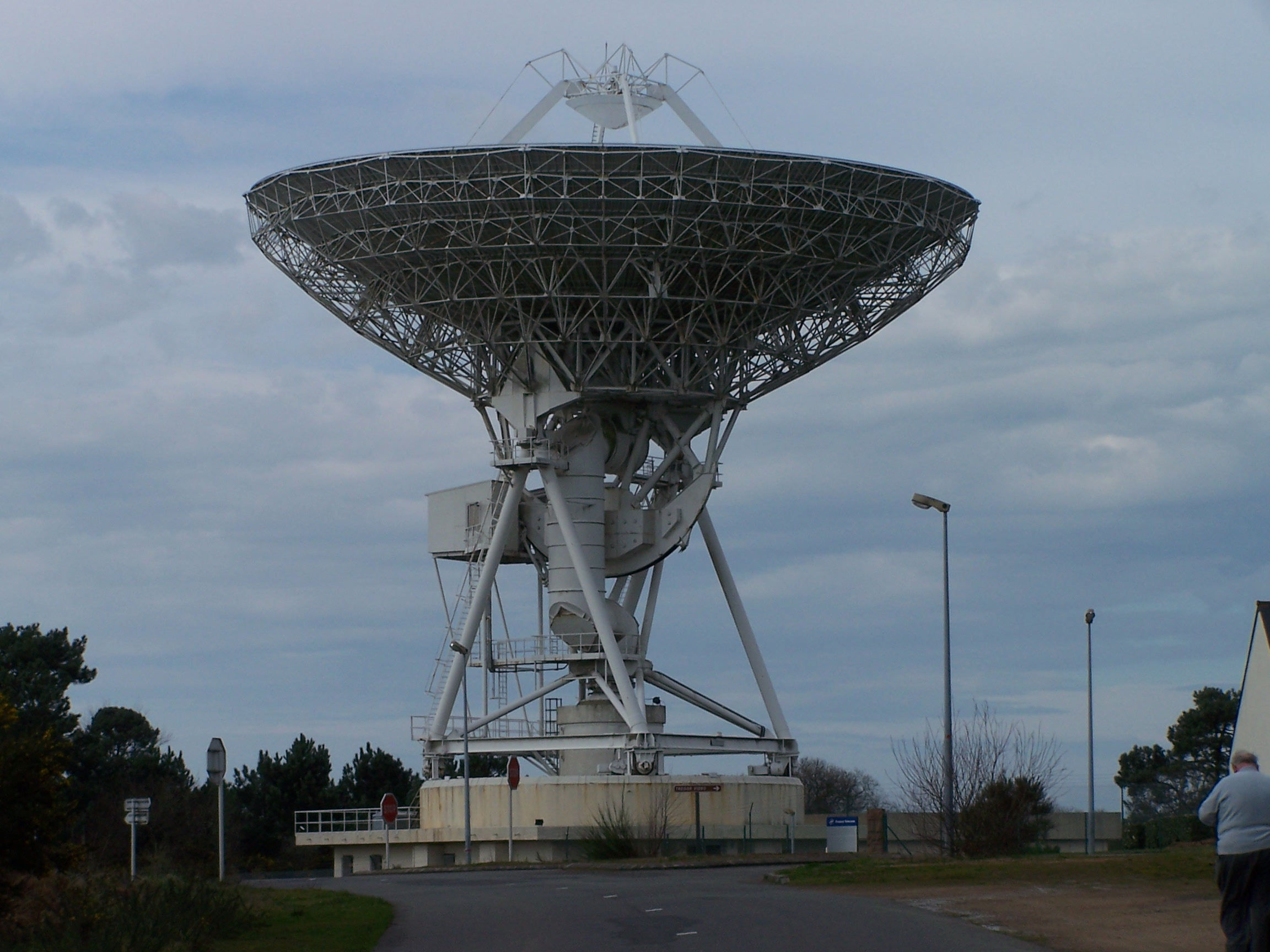
PB6 en mars 2006, 1 an avant son démantèlement.
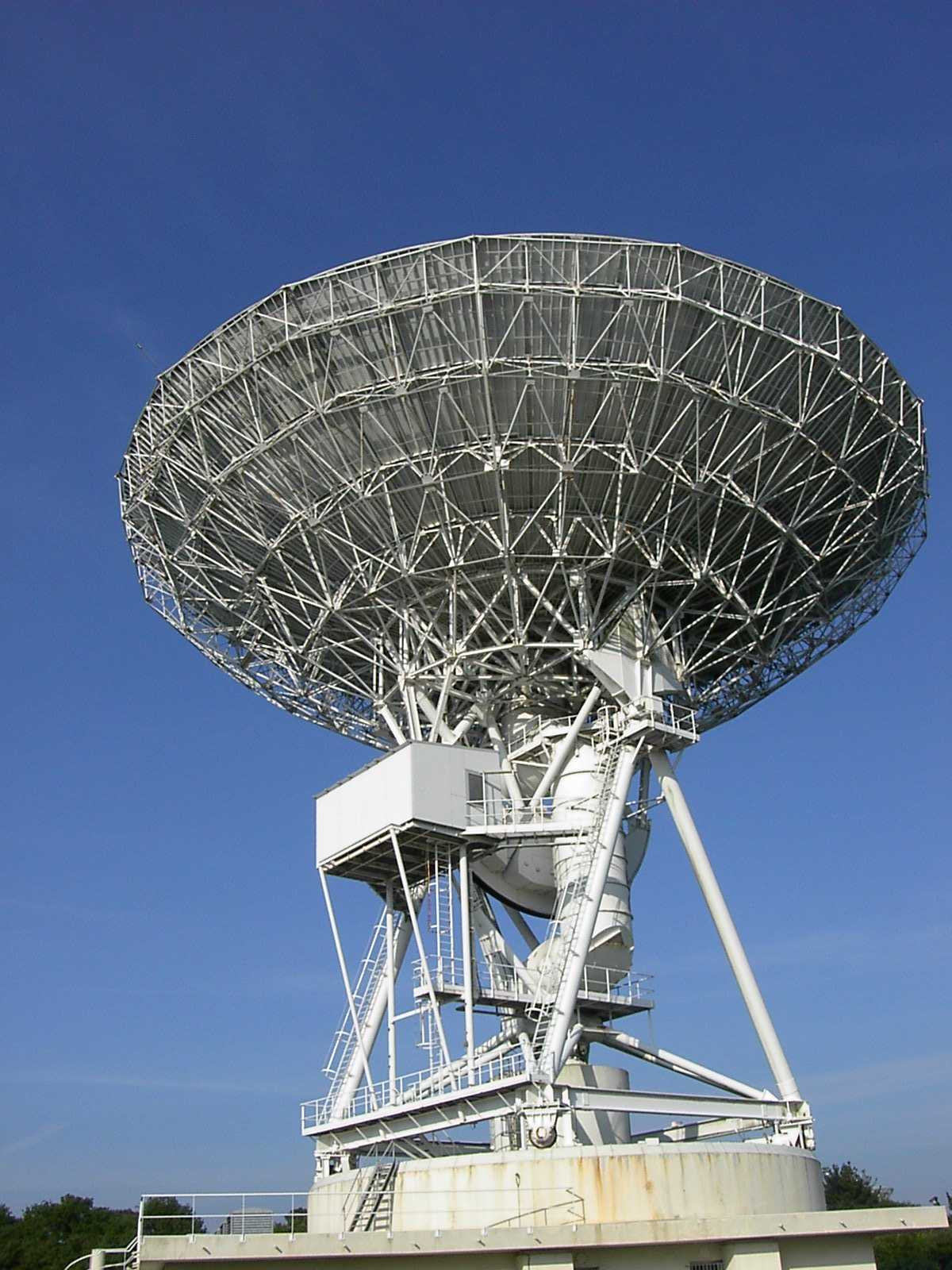
PB6, la cabine, le périscope et le carrousel.
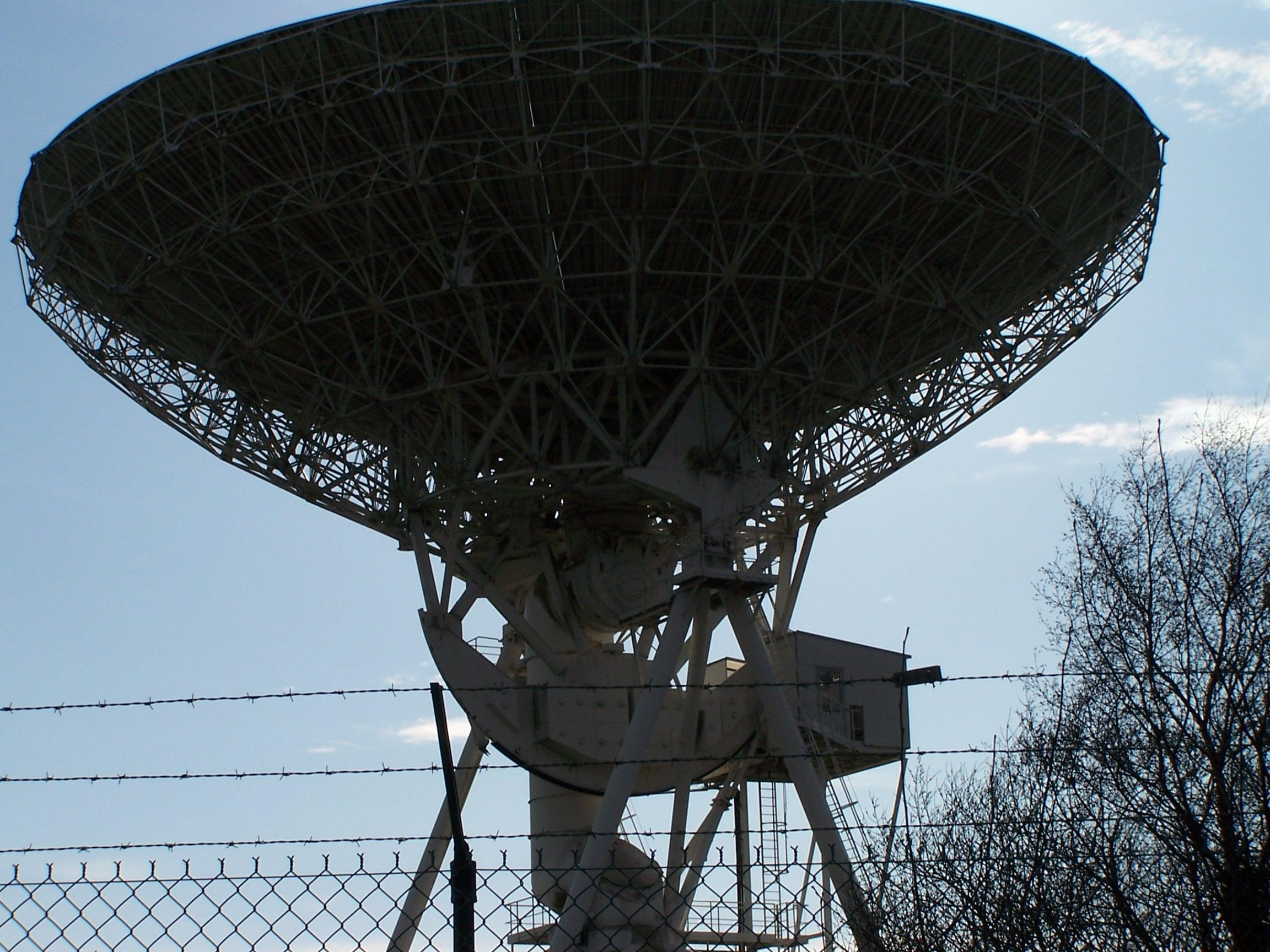

### PB7
- Classe : Intelsat A
- Date de mise en service : 1988
- Date de mise hors-service : 1999
- Date de démantèlement : 09/2006
- Hauteur : 50 mètres
- Diamètre : 32,50 mètres
- Poids : environ 350 tonnes
- Constructeur Parabole : AMP/SICMO

Dernière née des 32,50 mètres, PB7 était située à gauche de PB10 sur la photo satellite, donc avant-dernière à droite ; On pouvait reconnaitre facilement cette antenne de par sa structure différente des autres grandes antennes du site, en effet c'était la première antenne du site construite par AMP/SICMO (« Ajustage et Mécanique de Précision » (AMP) et « Société Industrielle de Construction Mécanique et Outillage » (SICMO)), autre différence physique : PB7 avait ses contrepoids à l'arrière, ce qui lui donnait l'air d'avoir des « ailes de papillon ».
PB7 a très vite remplacé PB2 pour les communications vers l'Asie, d'ailleurs l'antenne était souvent tournée vers l'est et pointait très bas, au niveau de l'horizon, parabole quasiment à la verticale, avec une élévation voisine de 6,8° . Cette antenne utilisait aussi de l'AMRT(TDMA) pour ces transmissions.

### PB8
- Date de mise en service : 1989
- Date de mise hors-service : 1999
- Hauteur: 18 mètres
- Diamètre 13 mètres
- Poids : ?? tonnes
- Constructeur Parabole : NEYRPIC (« Neyret-Beylier  & Piccard-Pictet »)

PB8 était destiné aux transmissions vers le continent américain, elle était également en Secours INMARSAT PB5. Cette antenne est depuis 2007 en cours de réhabilitation pour la transformer en radiotélescope. Ce projet est mené par l'Association Observation radio Pleumeur-Bodou.

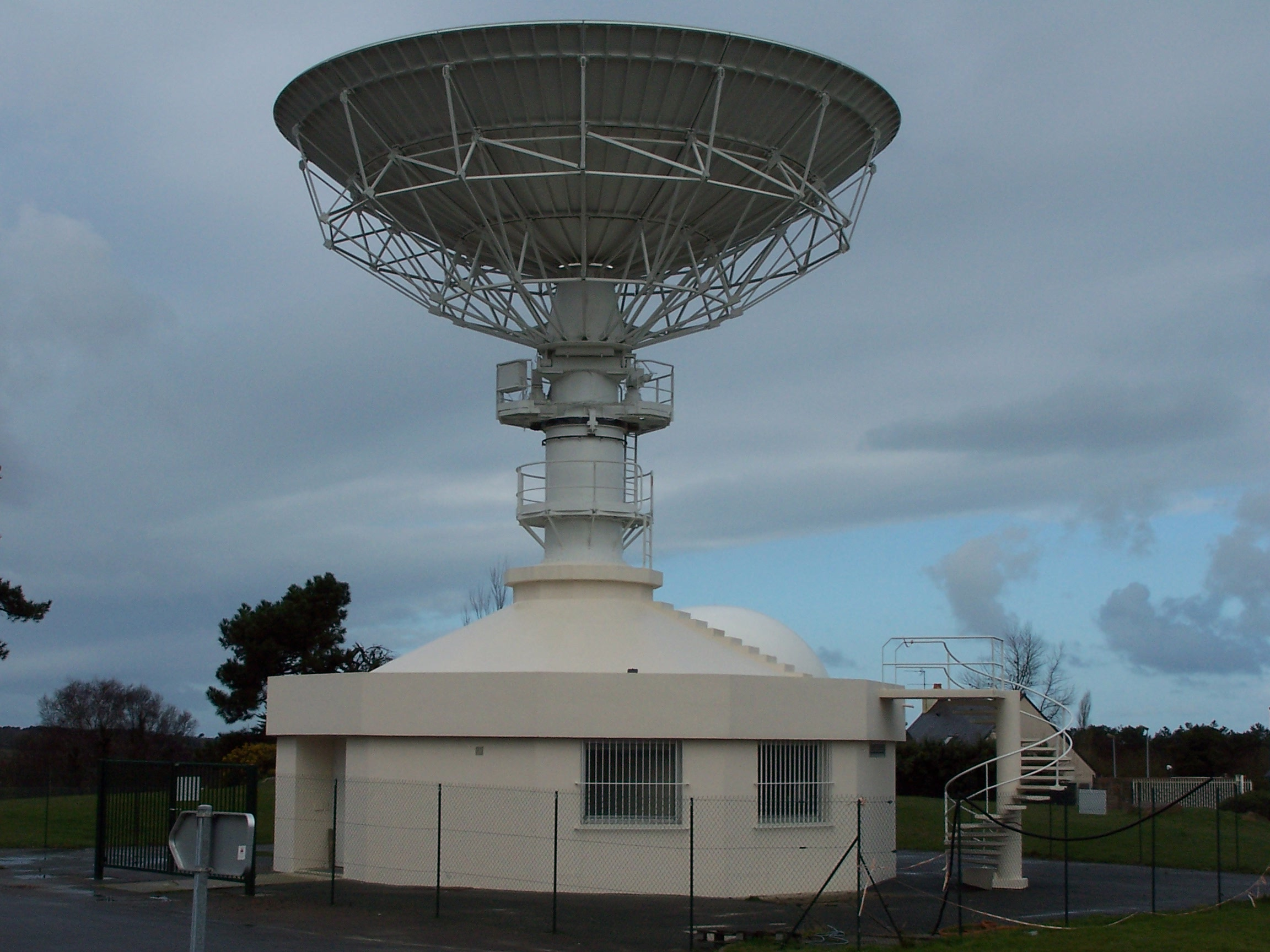
PB8 en 2008.

### PB9
- Date de mise en service :1991
- Date de mise hors-service : 1999
- Date de démantèlement :09/2006
- Hauteur: ?? mètres
- Diamètre 13 mètres
- Poids : ?? tonnes
- Constructeur Parabole : NEYRPIC

PB9 était une antenne destinée aux transmissions de données INMARSAT utilisant la (bande C - 13M).
Elle était située à gauche de PB5 (en vue de face).
Cette antenne est aujourd'hui démantelée.

### PB10
- Date de mise en service : 1990
- Date de mise hors-service : 1999
- Date de démantèlement : 09/2006
- Hauteur: ?? mètres
- Diamètre 16 mètres
- Poids : ?? tonnes
- Constructeur Parabole : NEYRPIC

PB10 était située à l'extrême Est du site.
PB2 a été remplacée par PB10 sur la même embase.
PB10 principalement utilisée dans le cadre du programme Intelsat, était également destinée aux télécommunications vers les satellites Télécom 1-A et Télécom 2-B

### PB11
- Date de mise en service : 1991
- Date de mise hors-service : 1999
- Date de démantèlement :09/2006
- Hauteur: ?? mètres.
- Diamètre 13 mètres.
- Poids : ?? tonnes
- Constructeur Parabole : NEYRPIC

PB11, comme PB9, était aussi destinée au transmissions de données INMARSAT (bande C - 13M).
Cette antenne était située à droite de la grande antenne PB5. Elle est aujourd'hui démantelée.

### TTC&M / PB12
- Date de mise en service TTC&M: 1979
- Date de mise hors-service TTC&M: 1990
- Date de mise en service PB12 : 1990
- Date de démantèlement : 09/2006
- Diamètre : 14,5 mètres
- Poids : ?? tonnes
- Constructeur Parabole : NEYRPIC

Après avoir remporté l'appel d'offre lancé par Intelsat concernant le marché de la supervision des satellites, France Telecom érigea sur le site l'antenne TTC&M.
L'antenne TTC&M (Tracking Telemetry Control & Monitoring) était utilisée sur demande, afin de faire du relevé, de la télémétrie, des tests de positionnement sur les satellites en orbite pour le compte d'Intelsat. Les mesures étaient faites sur demande d'Intelsat et renvoyée à l'Intelsat Satellite Control Center à Washington, États-Unis.
La raison d'être de TTC&M était d'aider INTELSAT, qui plaçait des satellites en orbite géostationnaire, à maintenir ces satellites à l'altitude, à l'endroit et dans la configuration appropriés pour assurer un service de communications international sans interruption.
Les données récoltées en provenance des satellites étaient utilisées pour déterminer l'attitude, la dérive, l'inclination, la position et la condition générale de chaque satellite.
En outre, les données étaient employées pour fournir des prévisions de pointage d'antenne exigées par toutes les stations terriennes pour localiser et « traquer » les satellites.
Inversement, en coordination avec la direction de l'ISCC, les techniciens de TTC&M transmettaient les informations qui commandaient la vitesse du satellite, l'attitude, l'inclination orbitale, les configurations des systèmes de communications à bord et les systèmes d'alimentation embarqués, les moteurs d'apogée.
Au terme de l'accord de contrat avec Intelsat, l'antenne TTC&M a changé d'activité pour se repositionner comme les autres antennes du site, à savoir : le trafic de données et la télévision, et a donc été renommée PB12 à ce moment-là.
Cette antenne est aujourd'hui démantelée.

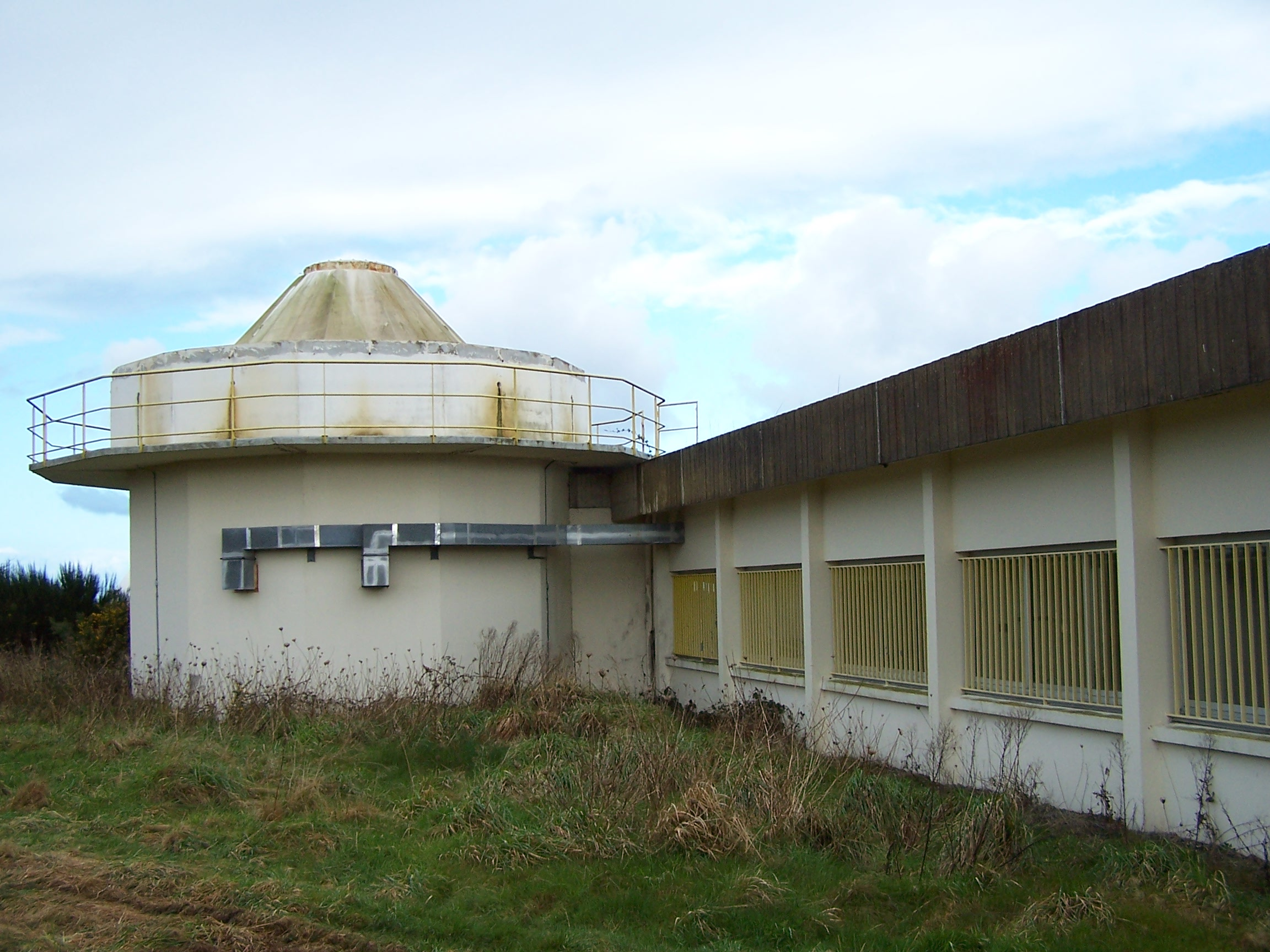
Bâtiment du CTS abandonné en friche (TTC&M), une antenne surmontait ce bâtiment auparavant.
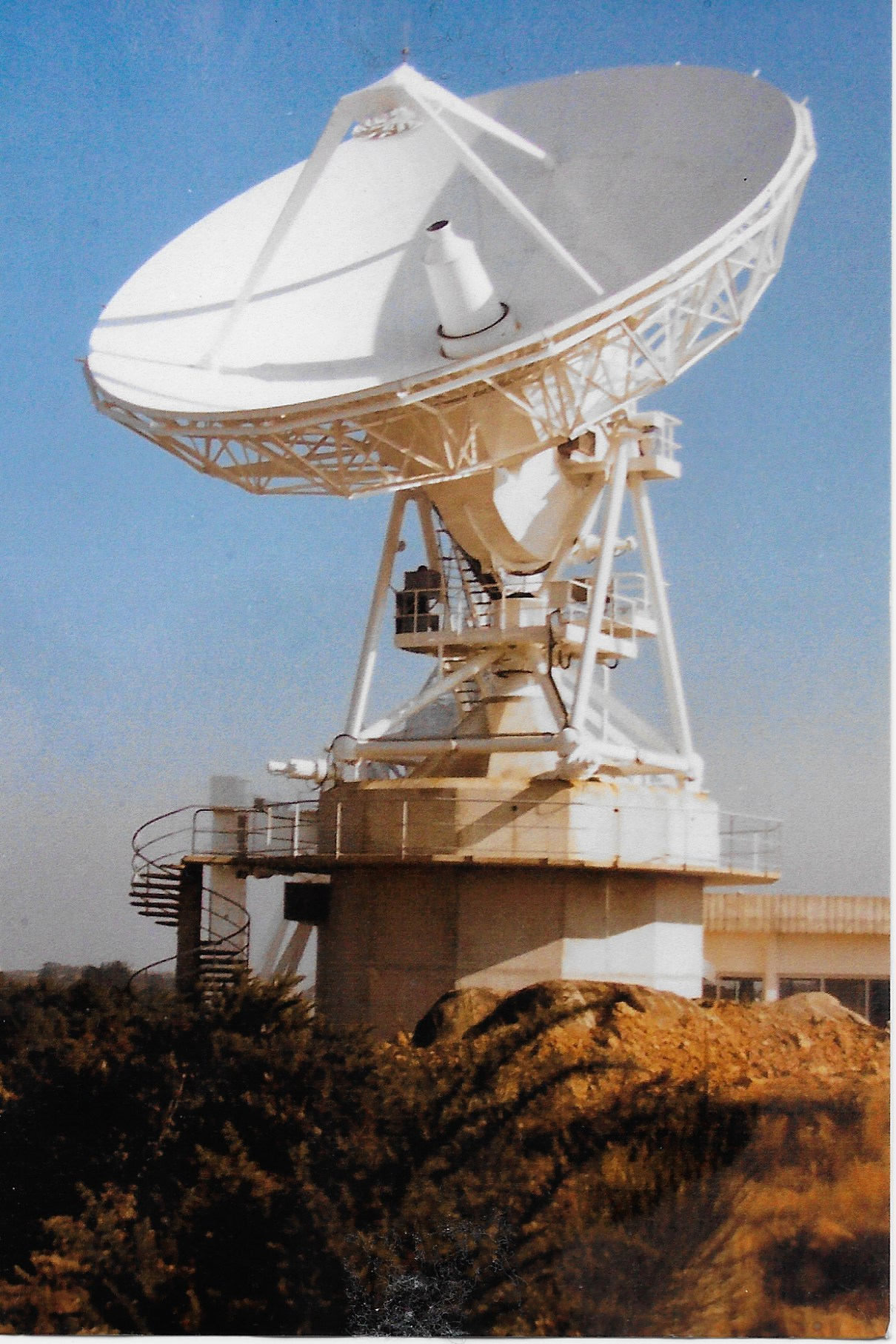
Antenne TTC&M Pleumeur-Bodou - Scan photo (archives privées -1985)

### Antennes Bande L
- Date de mise en service :
- Date de mise hors-service : 1999
- Date de démantèlement : 2007
- Hauteur: 4,50 mètres
- Diamètre : environ 3,50 mètres
- Poids : ?? kilos
- Constructeur Parabole : NEYRPIC

Les antennes de bande L étaient 3 petites antennes située devant PB9.
Elles étaient utilisées dans les transmissions de données pour INMARSAT.
Elles sont aujourd'hui démantelées.

### Pylônes
Plusieurs pylônes furent installés sur le site ; l'un côté PB2 (Pylône GSM) toujours en activité, l'autre situé après PB3 le long de la route vers PB7, servait pour les radio-amateurs (aujourd'hui démantelé) et disposait d'une station météo, pour les antennes.
Le pylône de collimation, non situé à Pleumeur, mais sur l'île Losquet se situait à 6342 m du site.

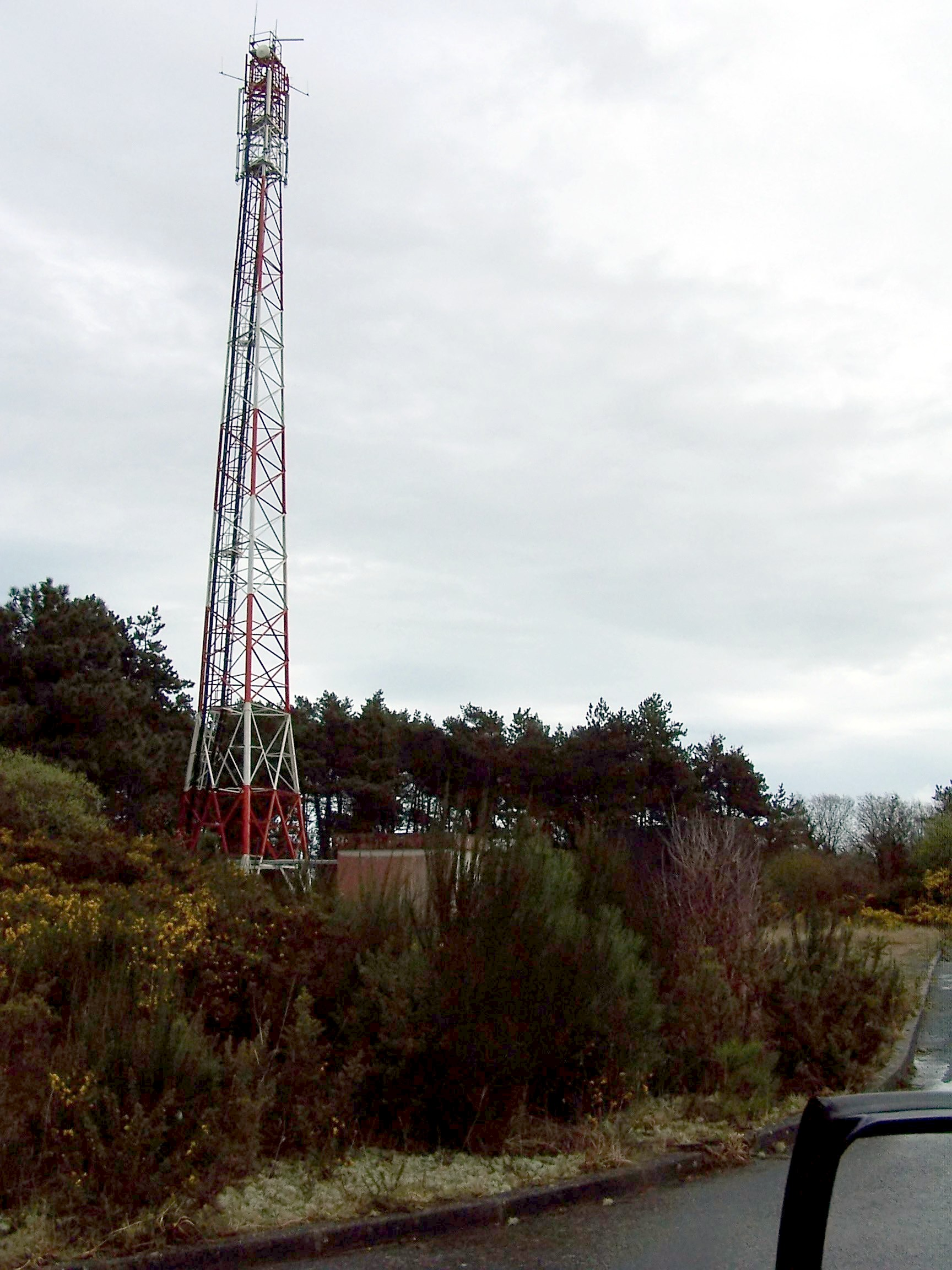
Pylône GSM, mars 2008, à côté de PB2/PB10.

### L'alimentation électrique du site
Le site du CTS disposait de 2 arrivées  20 000 volts derrière le radôme.
Depuis cette cabine, la moyenne-tension était renvoyée sur le bâtiment énergie 'Primaire', situé au cœur du site, devant l'accueil du CTS. À l'intérieur, le bâtiment disposait de trois groupes électrogène d'une puissance de 1 500 kVA. Cette énergie était ensuite redistribuée par une boucle 20 000 Volts enterrée, qui parcourait tout le site (on peut encore apercevoir les chemins de câbles bétonnés, gravés du sigle "H.T", dans tout le site).
Des bâtiments annexes, appelés "Bâtiments Énergie", se trouvaient à proximité immédiate de chaque antenne, afin de leur fournir les énormes quantités d'électricité nécessaire pour leur fonctionnement nominal; les premières antennes fonctionnant avec des moteurs hydrauliques (PB1), a contrario de PB2 et des suivantes, les besoins énergétiques de ces antennes devinrent vite conséquents (Moteurs de rotation/inclinaison des paraboles, systèmes de poursuite; tubes H.F/Klystrons pour les émissions; Masers et amplificateurs pour les réception, etc.). La boucle 20 000 volts alimentait chaque bâtiment secondaire en énergie (1 bâtiment par antenne).

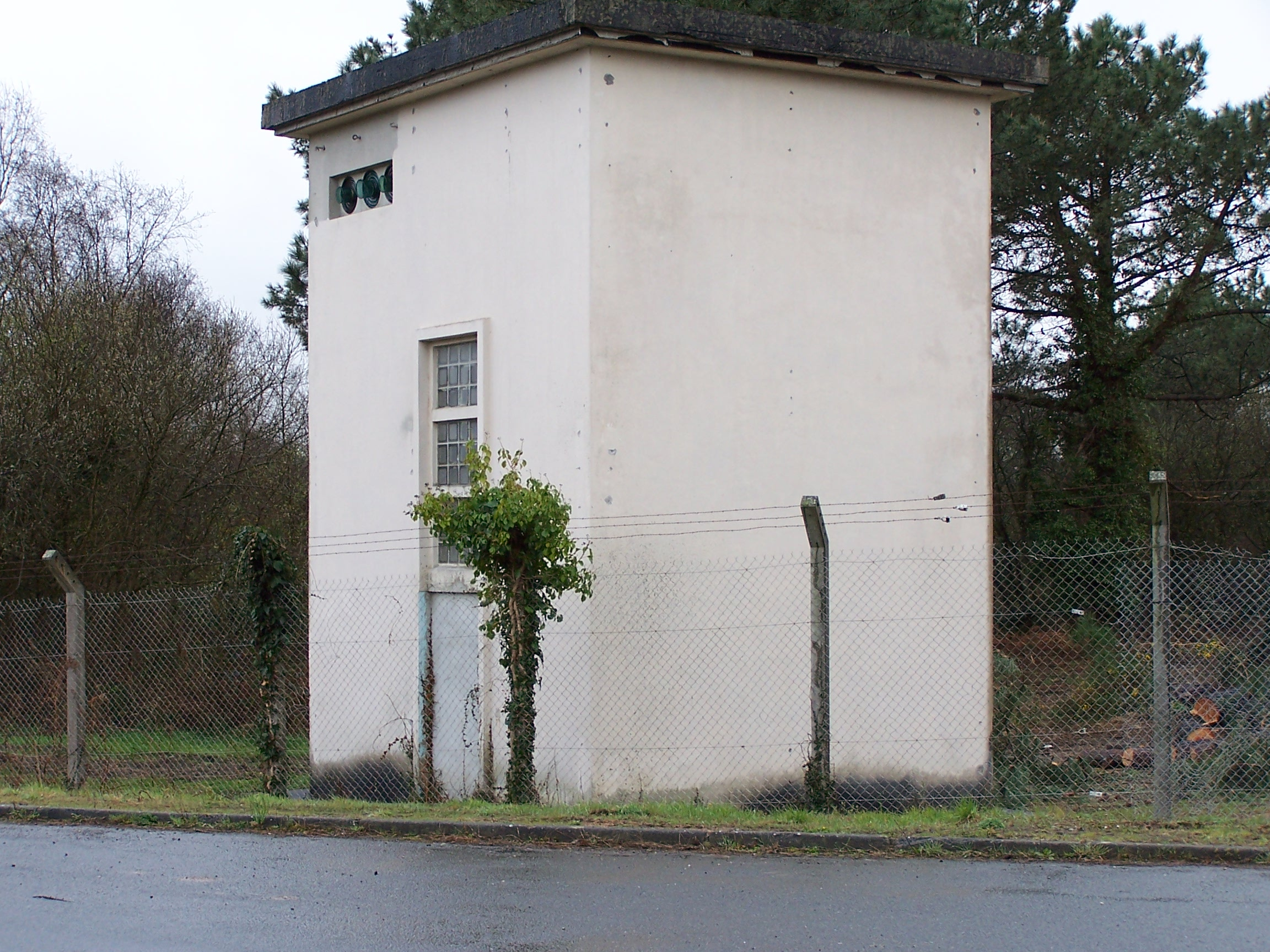
Transformateur arrivée Haute-Tension EDF 20 000 volts, pour le CTS.
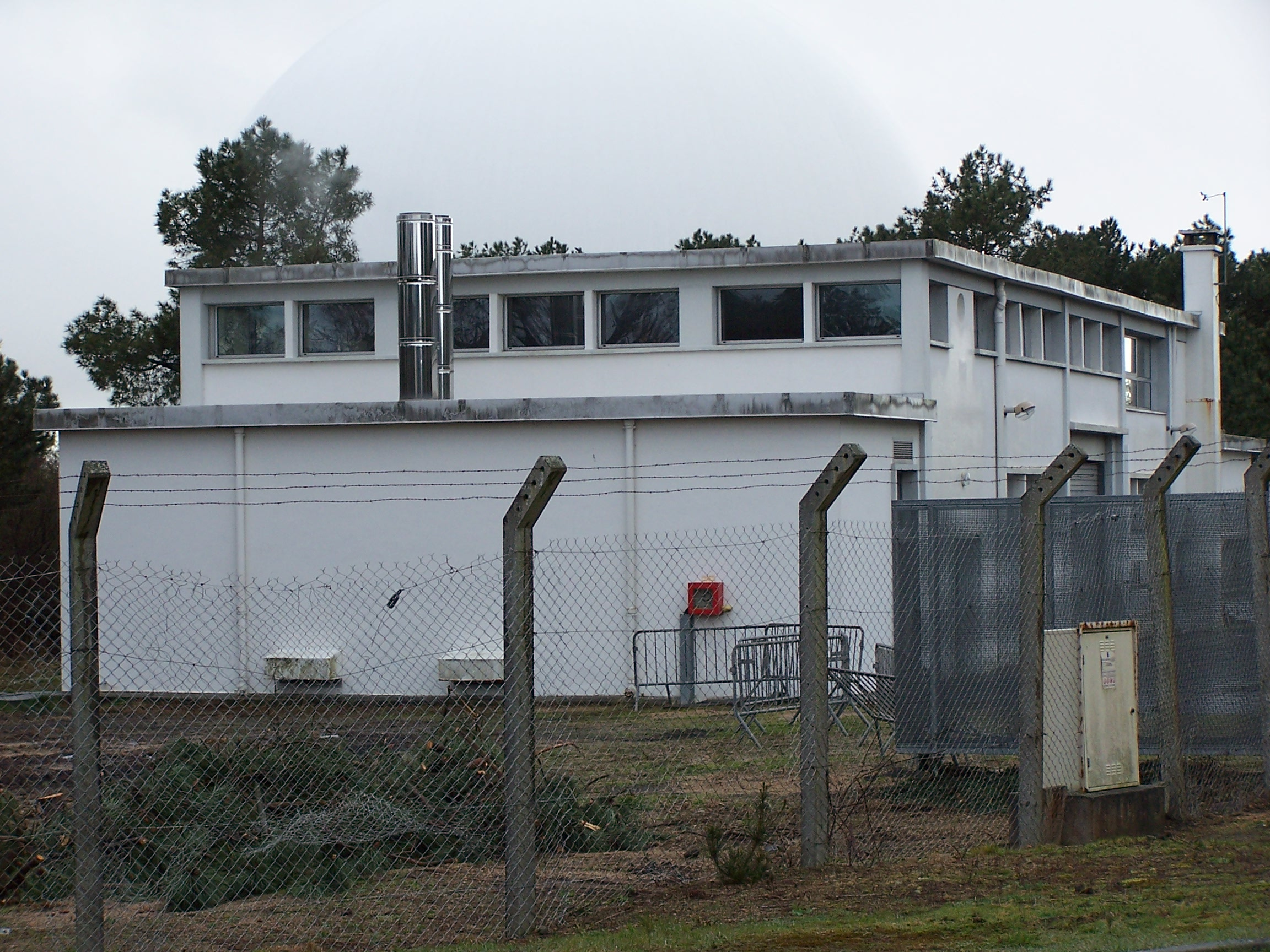
Bâtiment énergie Radôme (PB1).
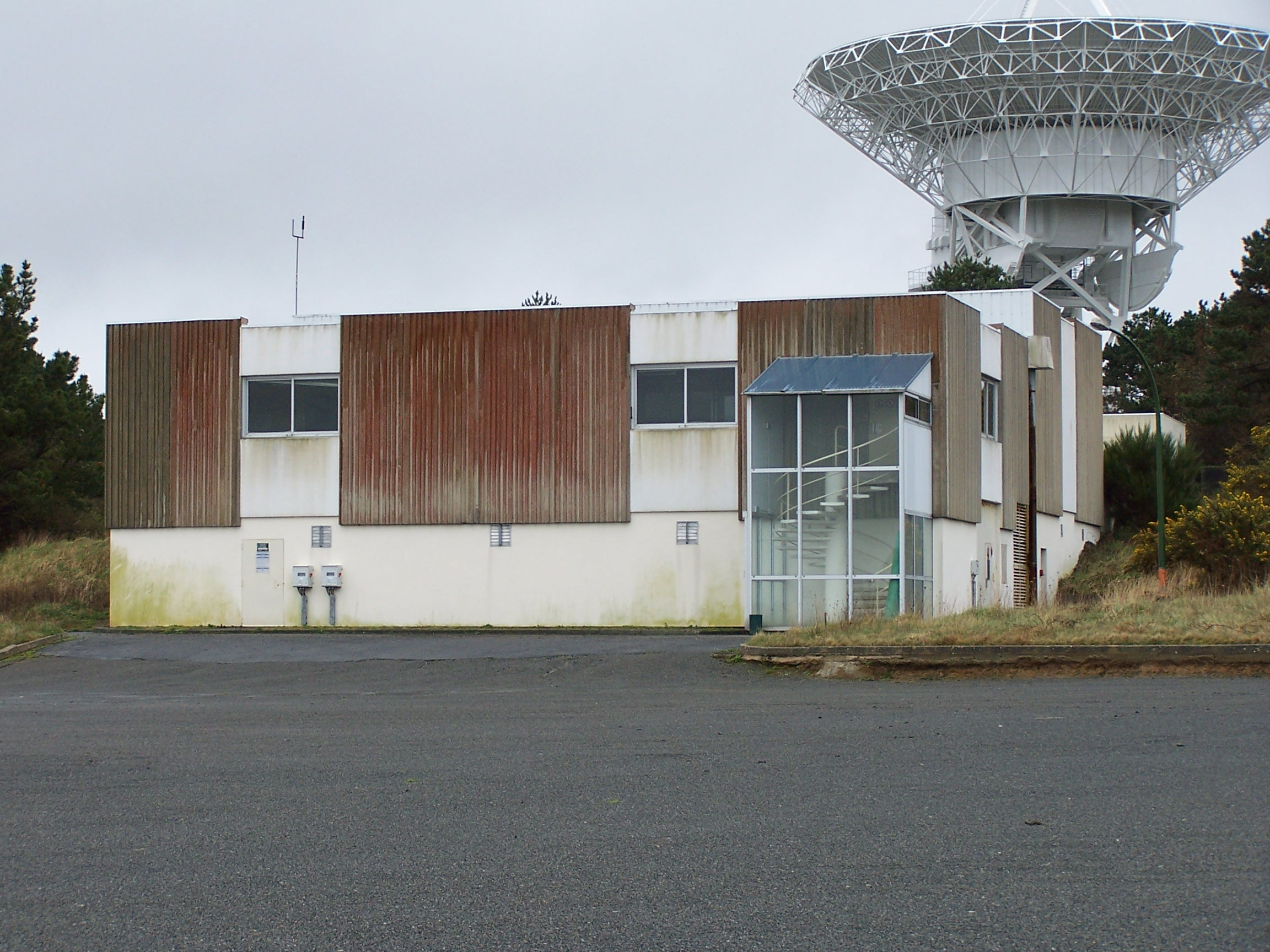
Bâtiment principal énergie, construit en 1979, à l'entrée du CTS (2008).
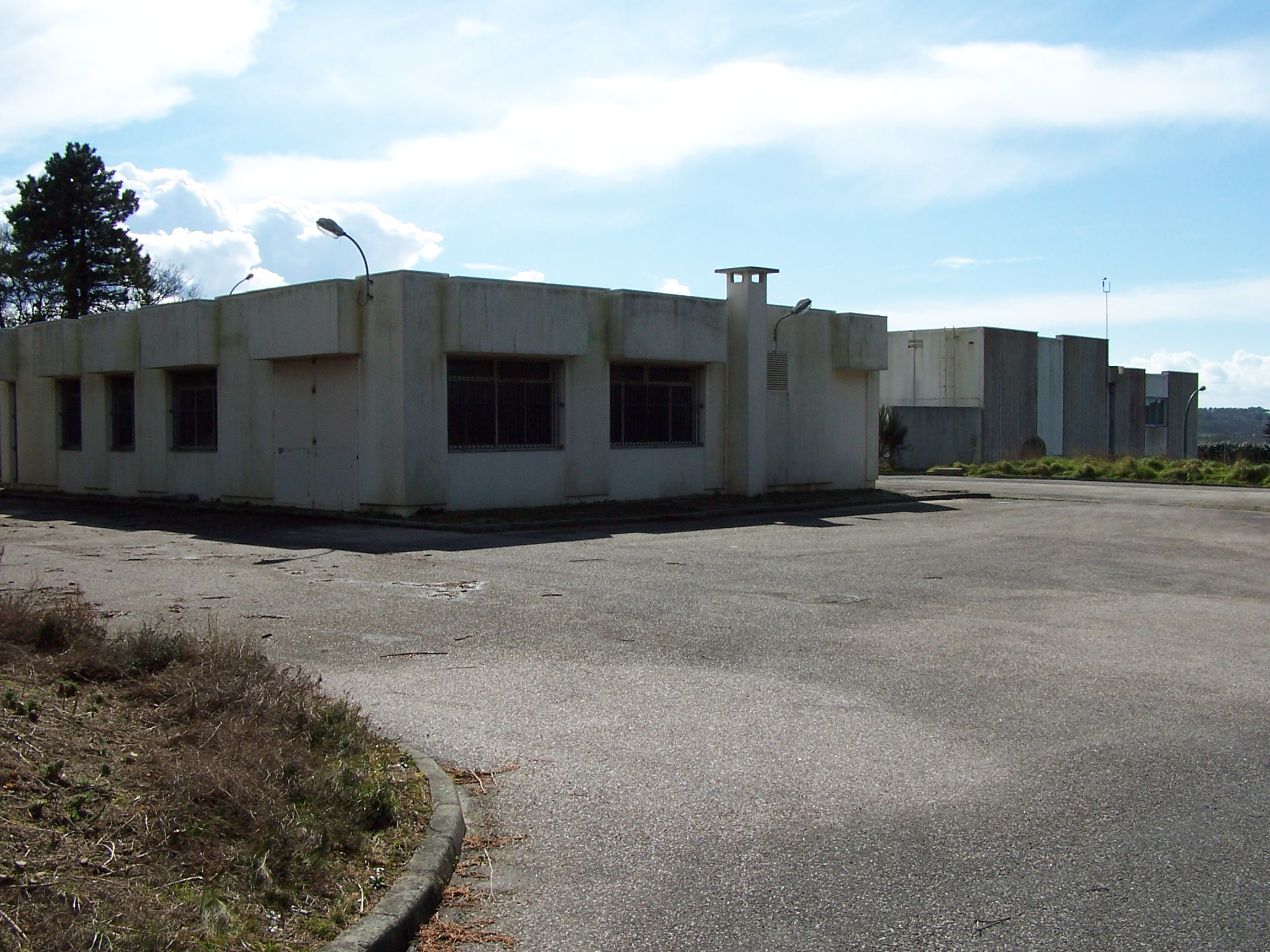
Vue arrière gauche.
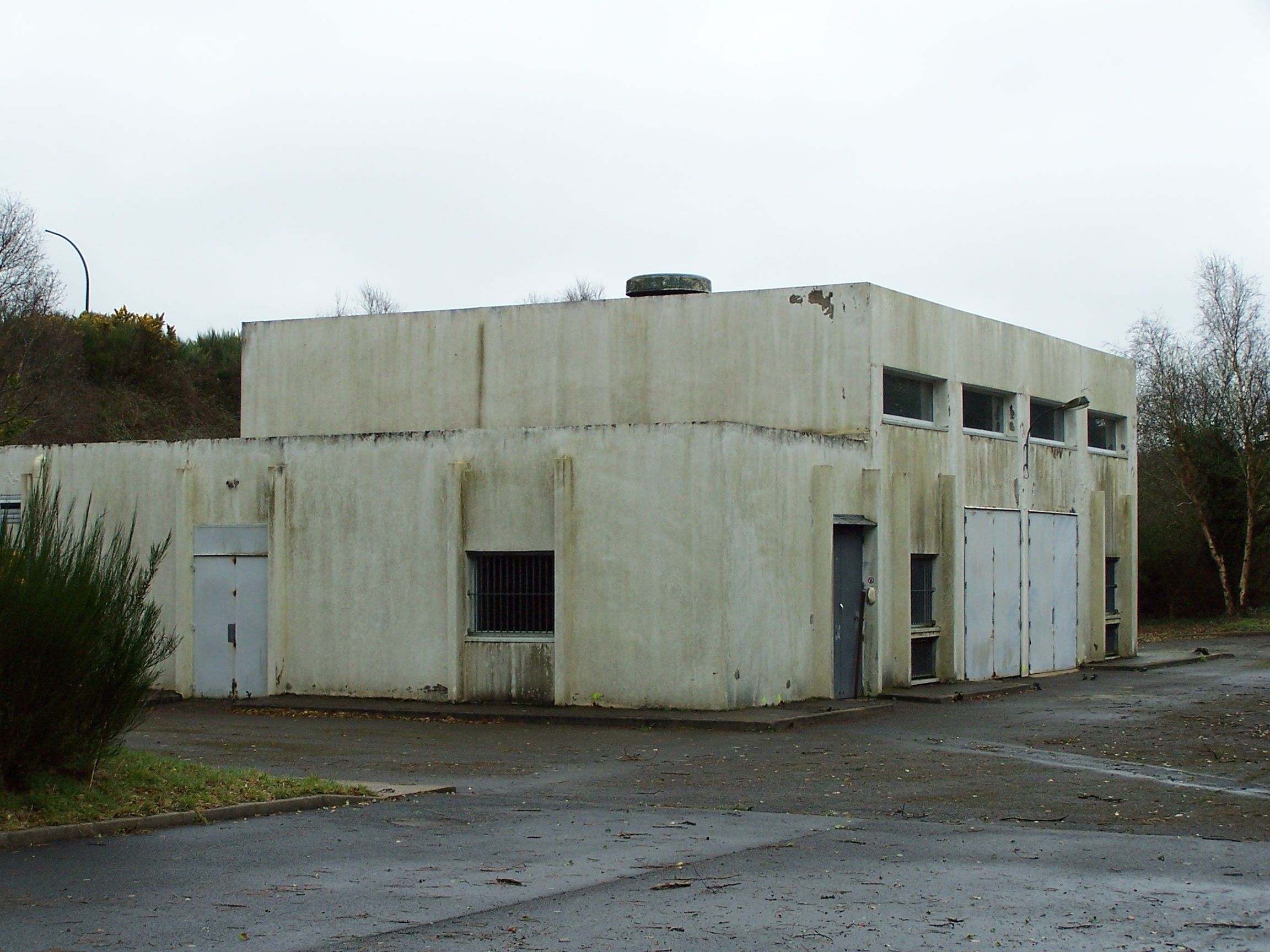
Bâtiment énergie PB4, dégradé par le temps (2008).
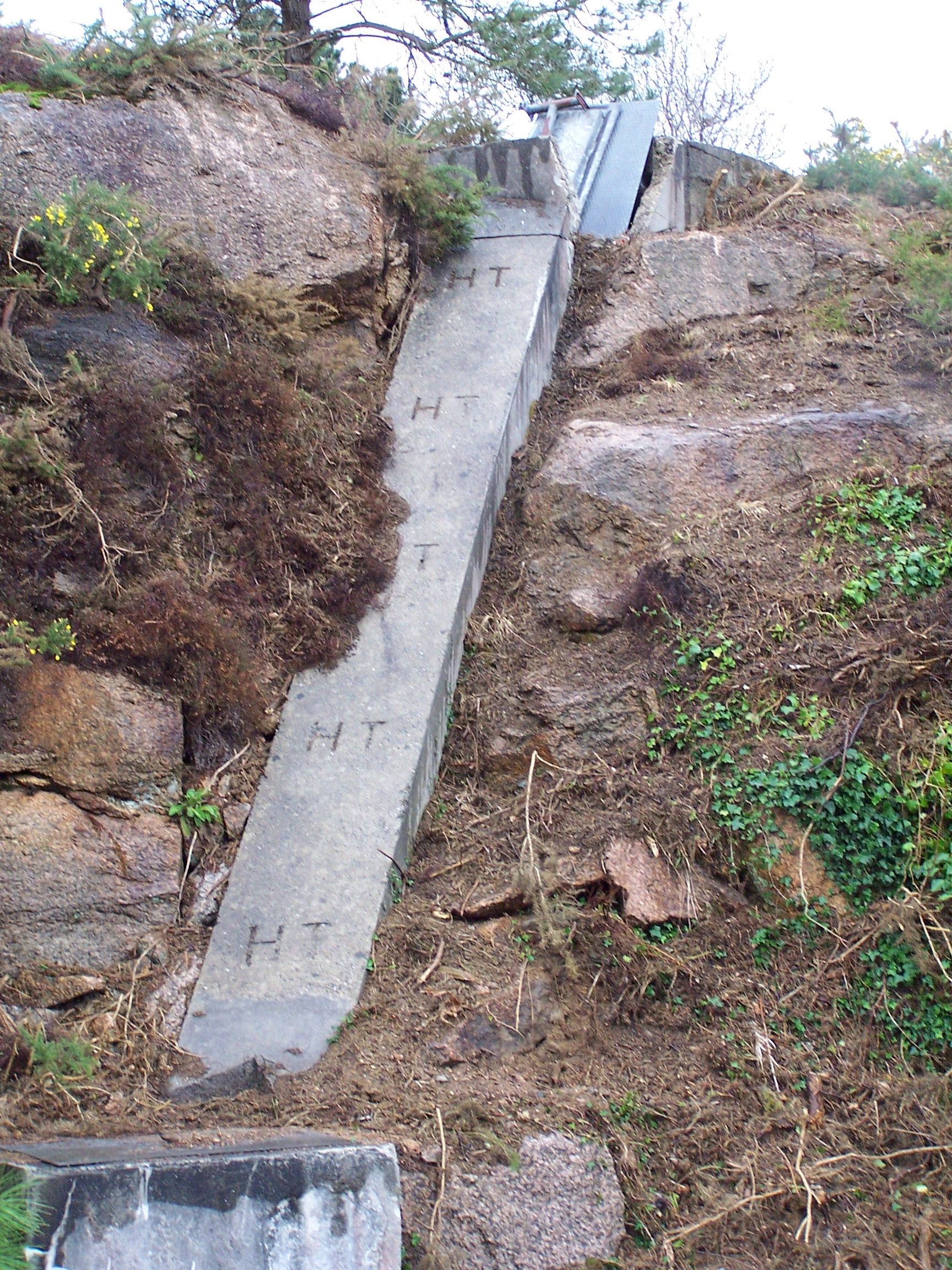
L'arrivée 20 000 volts pour PB4.
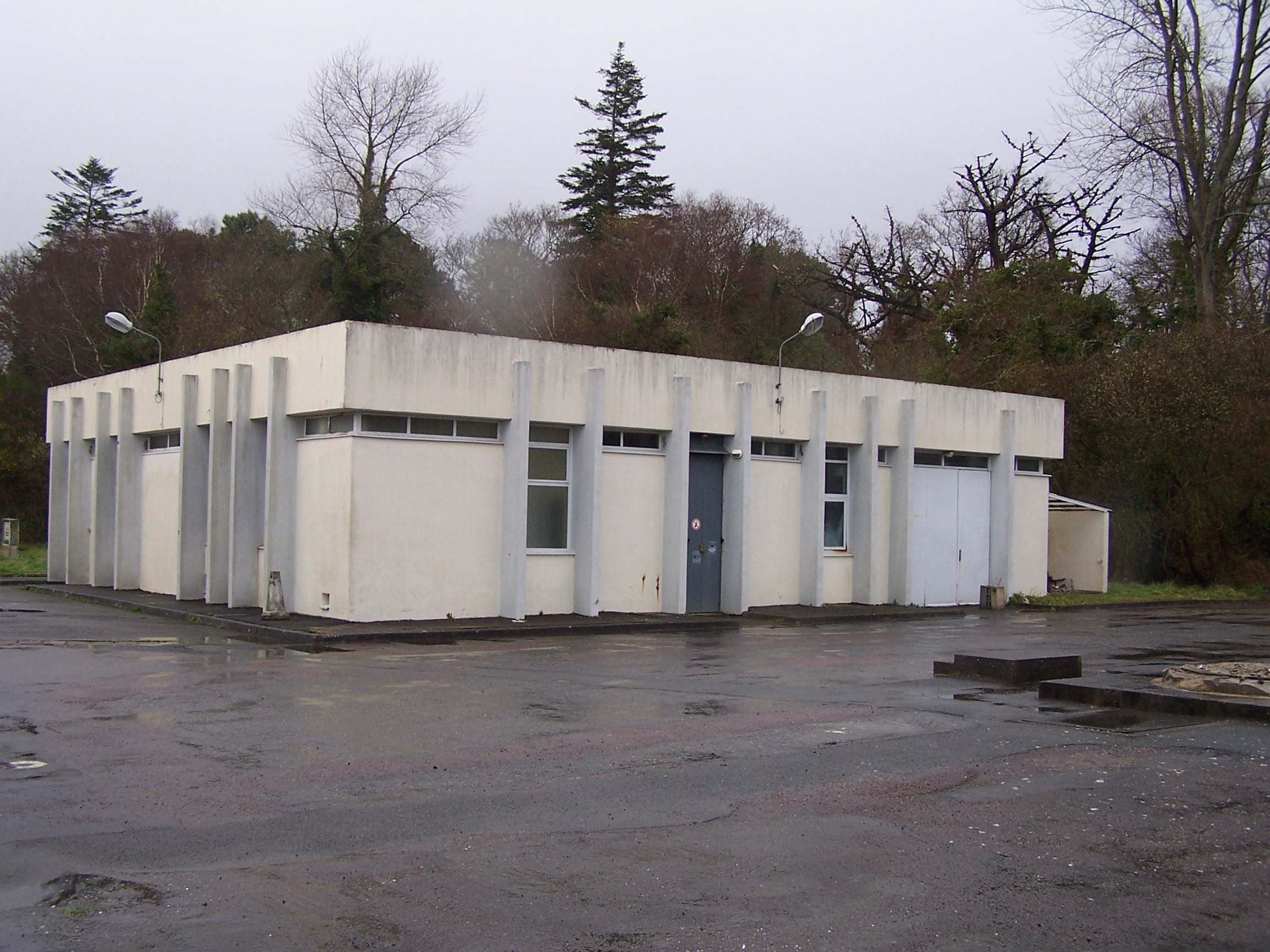
Bâtiment énergie PB5/PB9/PB11.
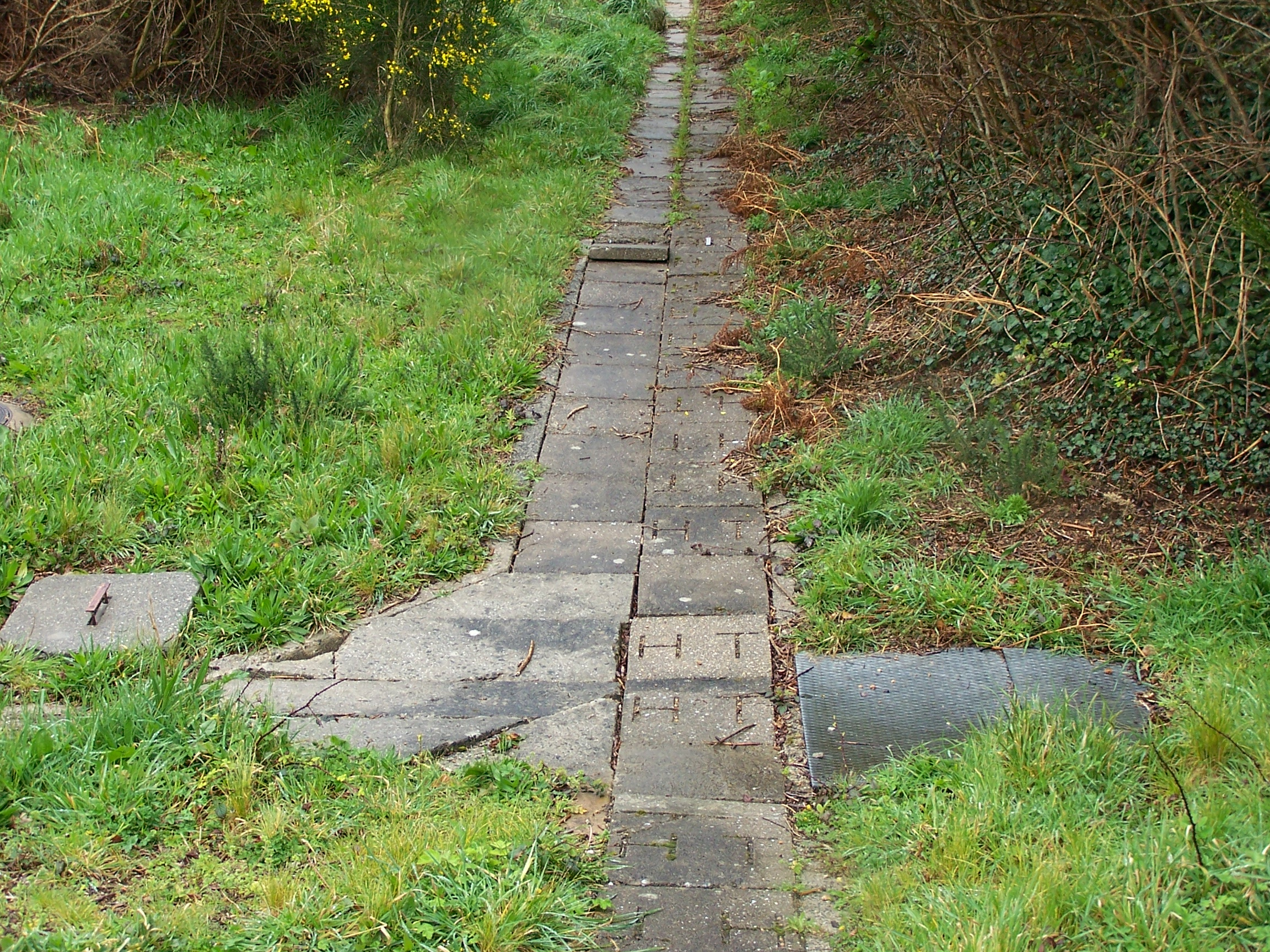
Arrivée énergie 20 000 volts pour PB5.
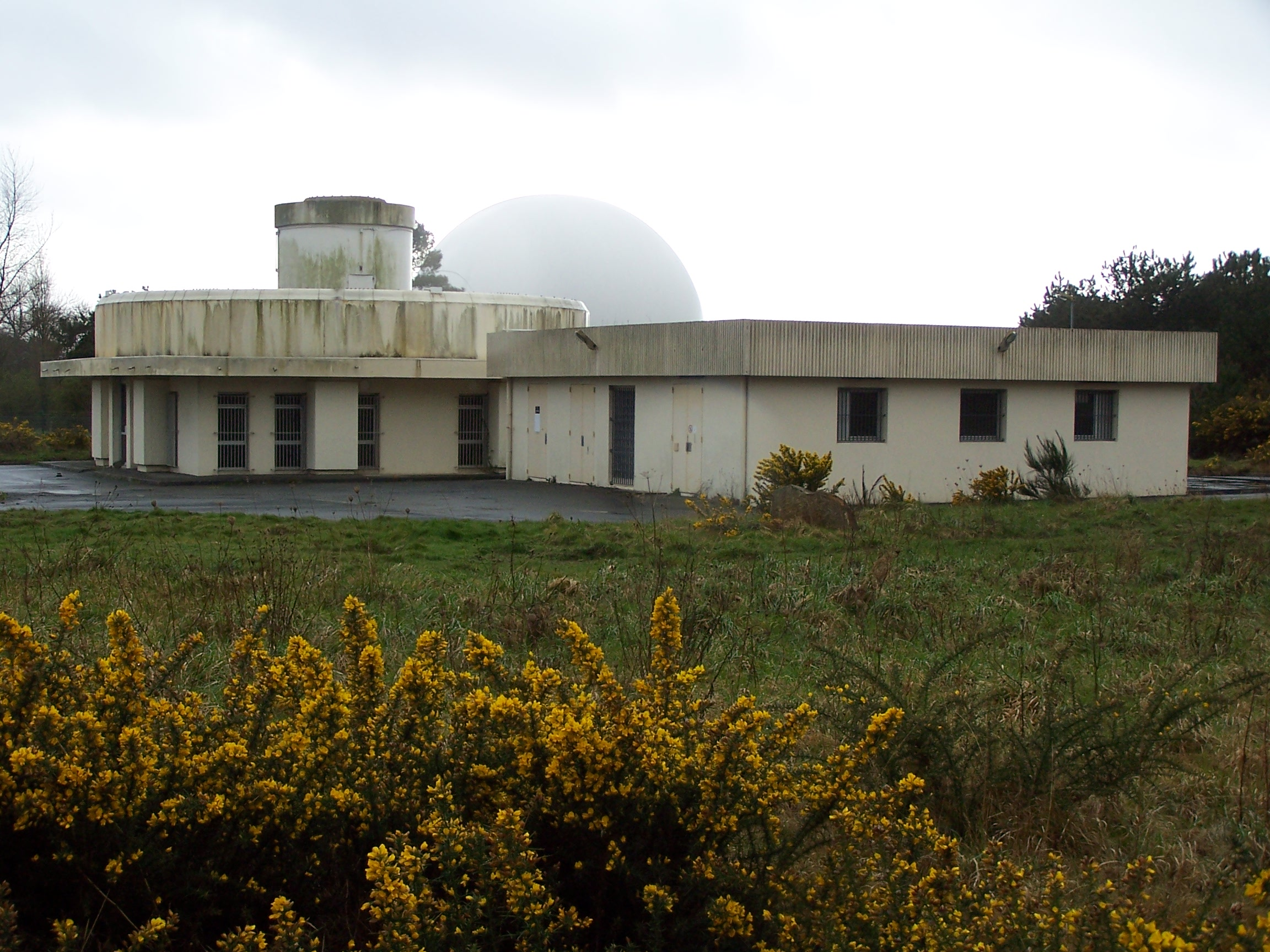
PB6 démantelée, au premier-plan : le bâtiment énergie.
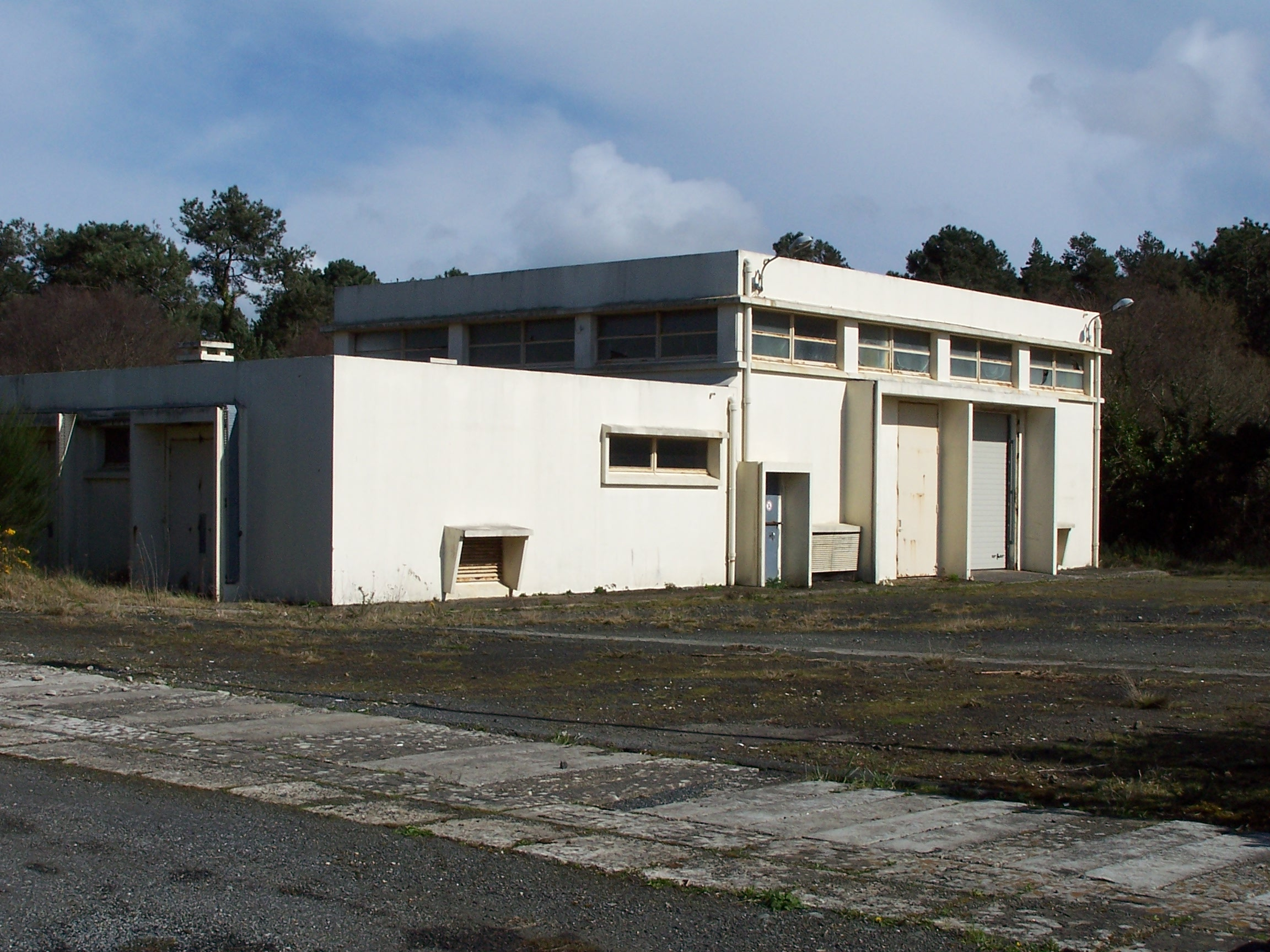
Bâtiment énergie PB7+ PB2/PB10 (2008).
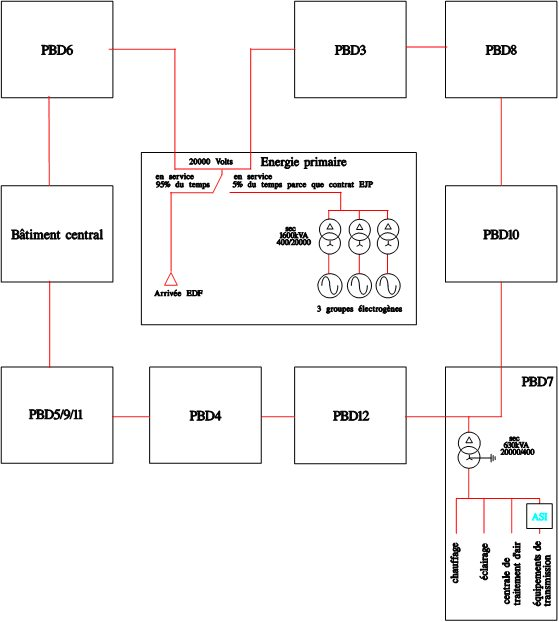
Schéma Alimentation Énergie du site.
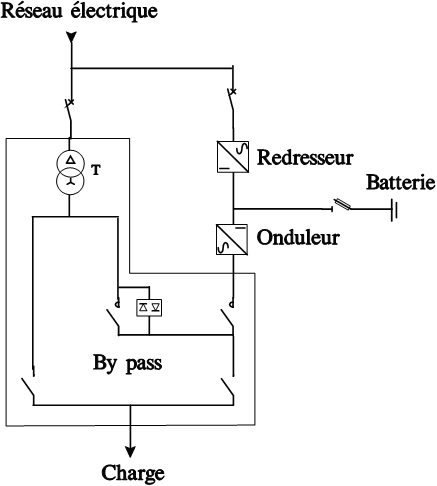
Principe fonctionnement d'une ASI.

Les bâtiments 'Énergie-Antenne' disposaient également d'alimentation "ASI" (alimentation sans interruption), permettant de basculer sur batteries ou sur groupe électrogène en cas de défaillance EDF, l'autonomie des antennes était ainsi garantie.
Concernant l'ASI :
- Alimentation : 400 volts triphasé
- Puissance : 60 à 160 kVA
- Températures de fonctionnement : 10 à 40 degrés
- Durée de vie : 15 ans

Le CTS ayant un besoin de qualité (variation de tension, dérive en fréquence, coupure) au niveau fourniture de l'énergie EDF, l'emploi de système ASI se justifiait pleinement, en conséquence.

### Galerie photographique
Quelques photos du CTS, d'hier et d'aujourd'hui :

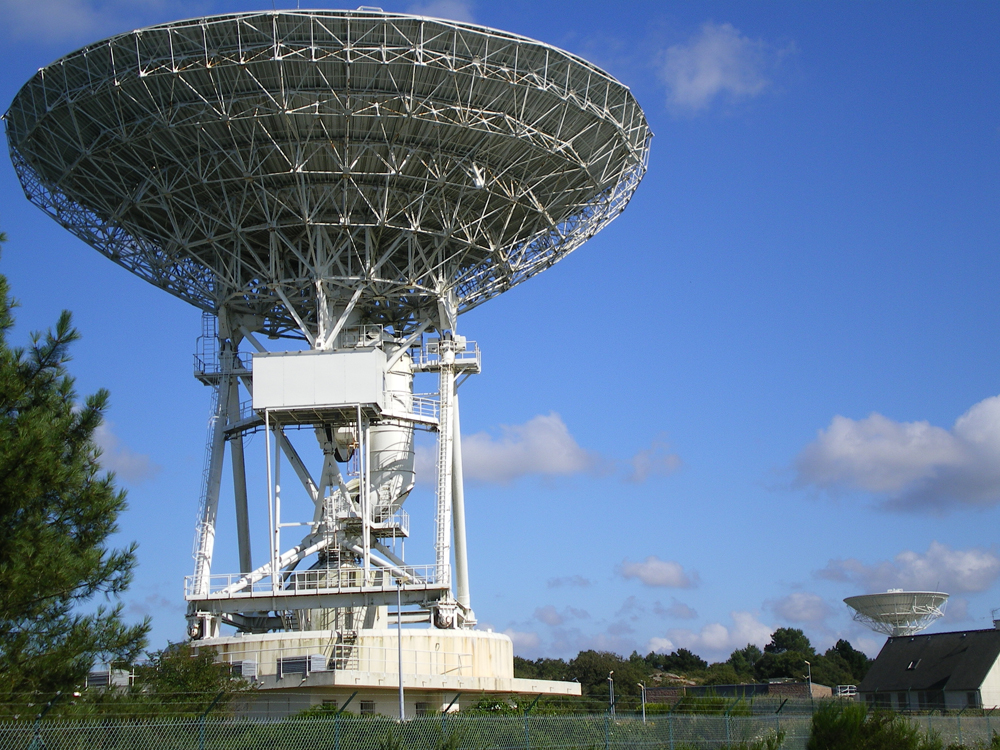
PB6 en 2006. De nombreux points de rouille sont présents sur la structure de la parabole.
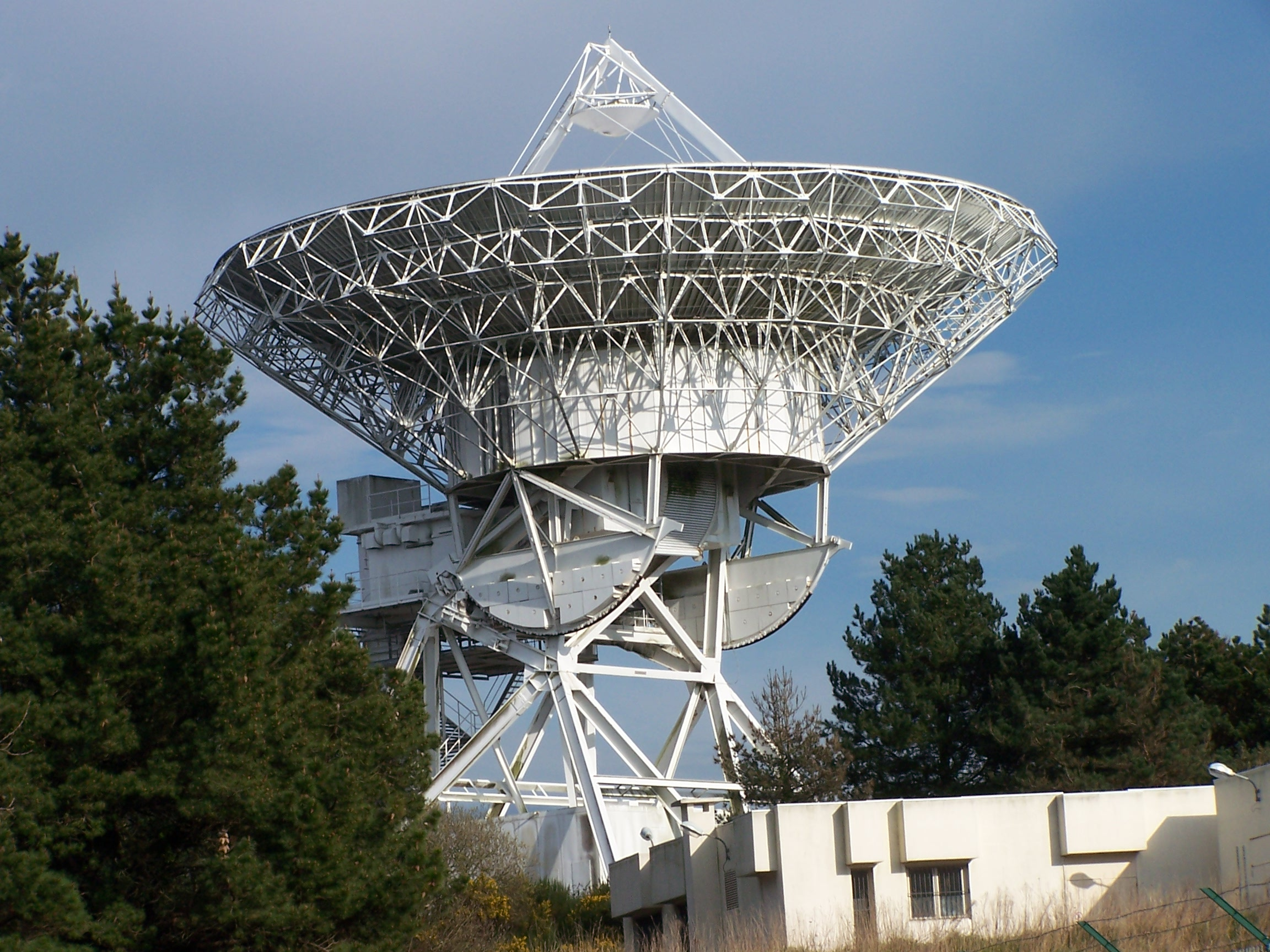
PB3 en septembre 2006.
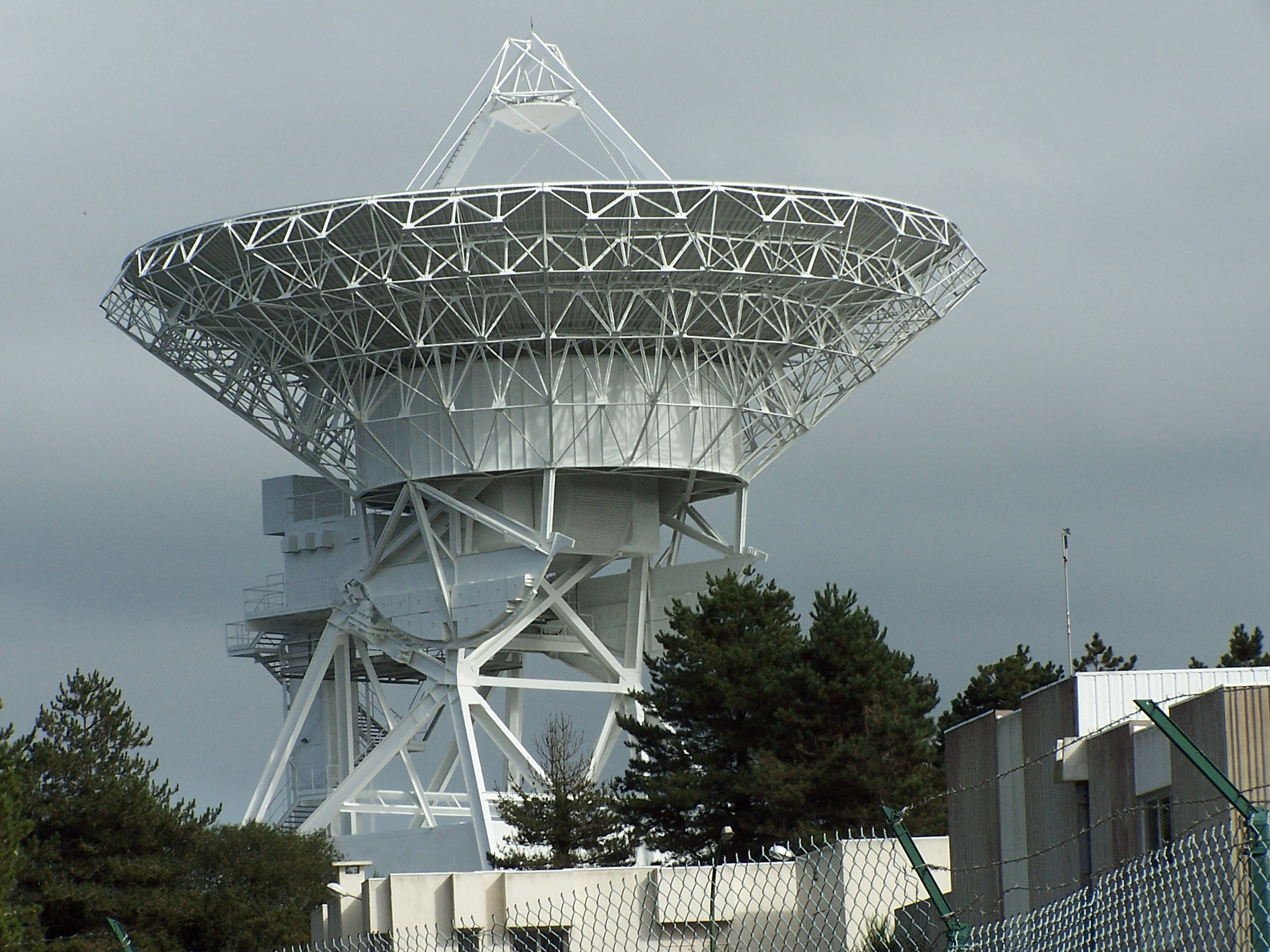
PB3 en septembre 2007, nouvelle peinture.
Le radôme depuis l'entrée du site (Musée/PB1)
Le radôme (PB1)
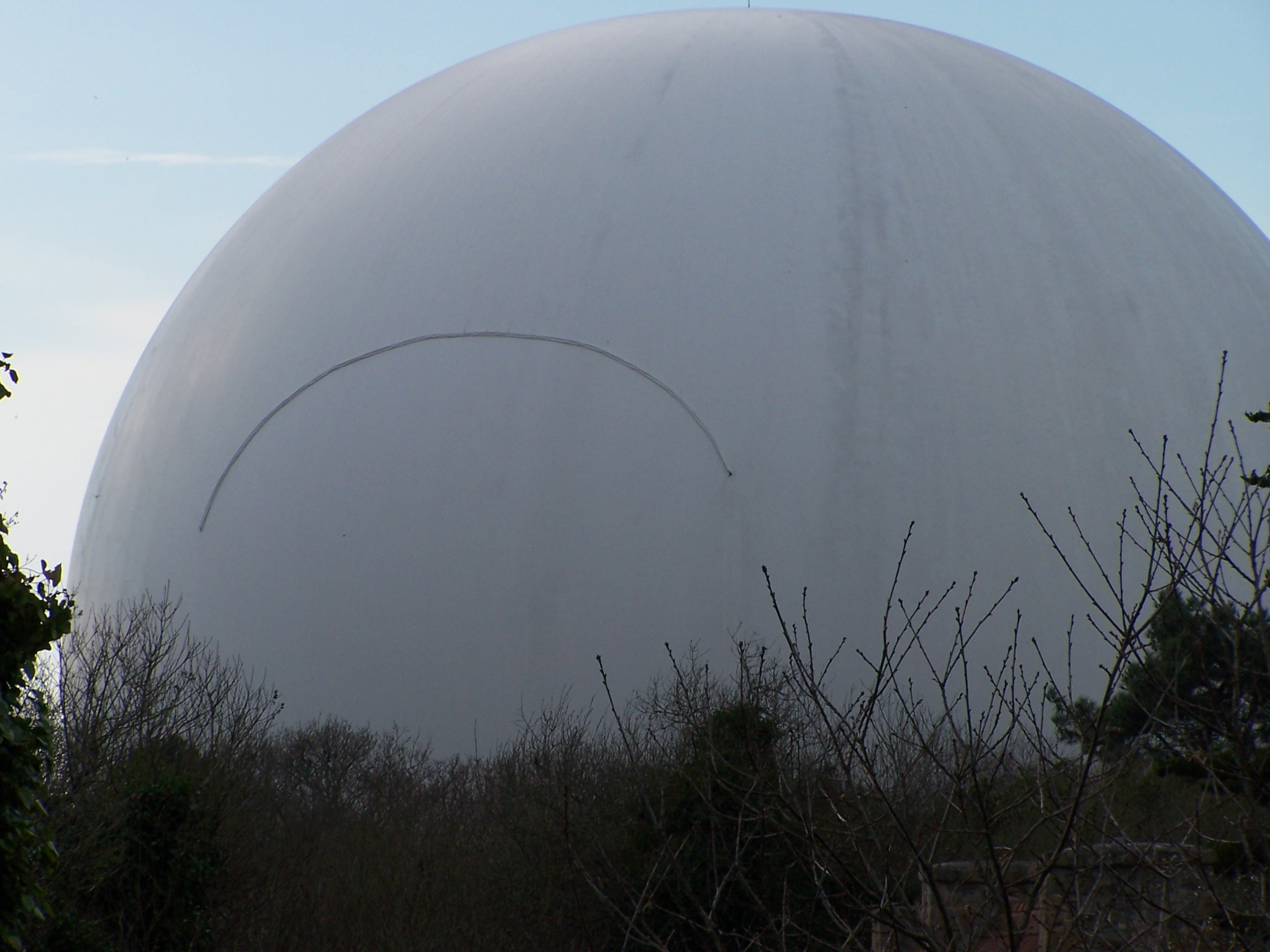
Vue de la "gouttière" du radôme (PB1), lorsque l'antenne pointait des satellites dans l'océan Indien, elle avait une élévation de 6,5°, d'où l'installation d'un "déflecteur d'eau de pluie"
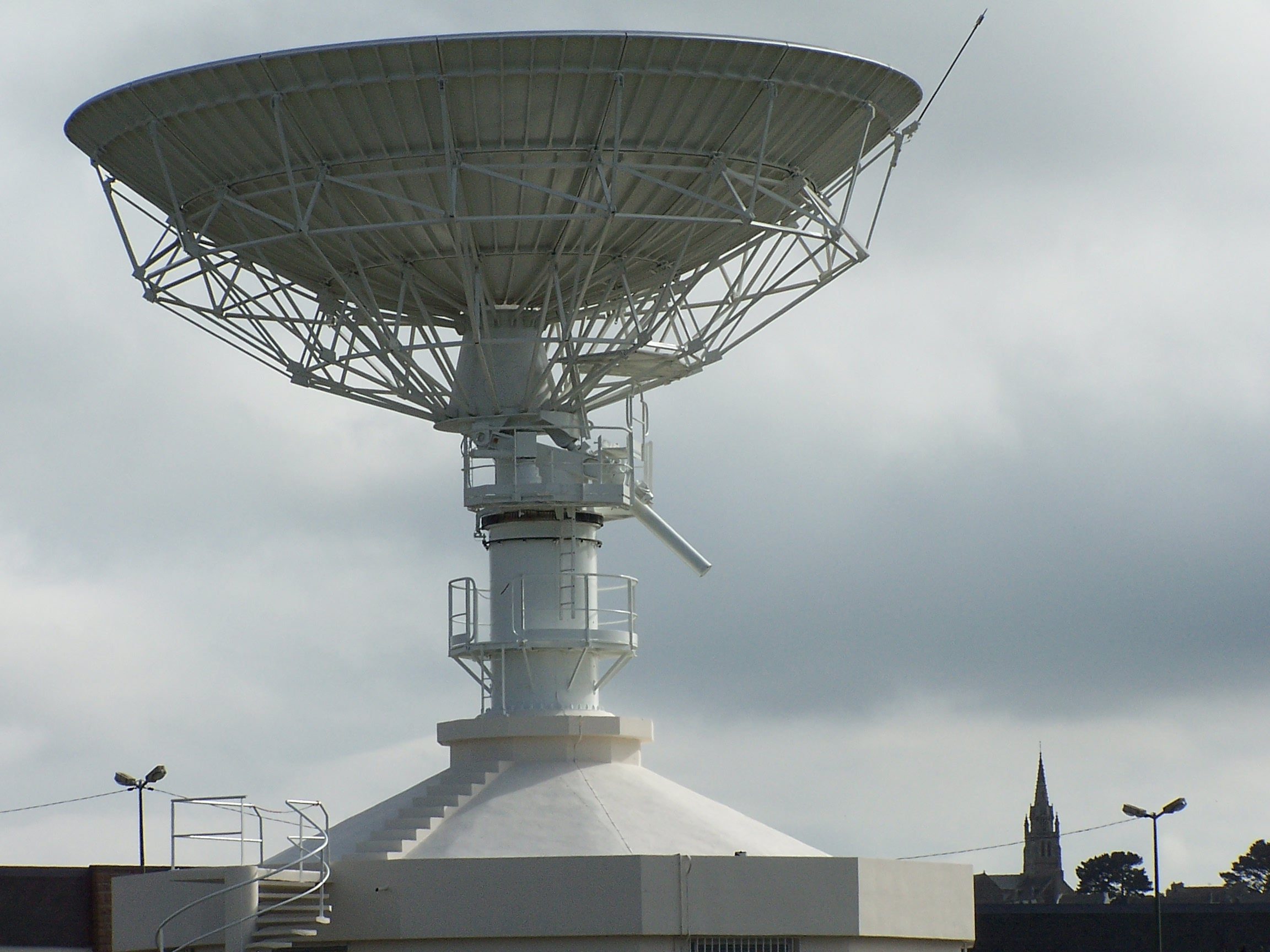
PB8, septembre 2007.
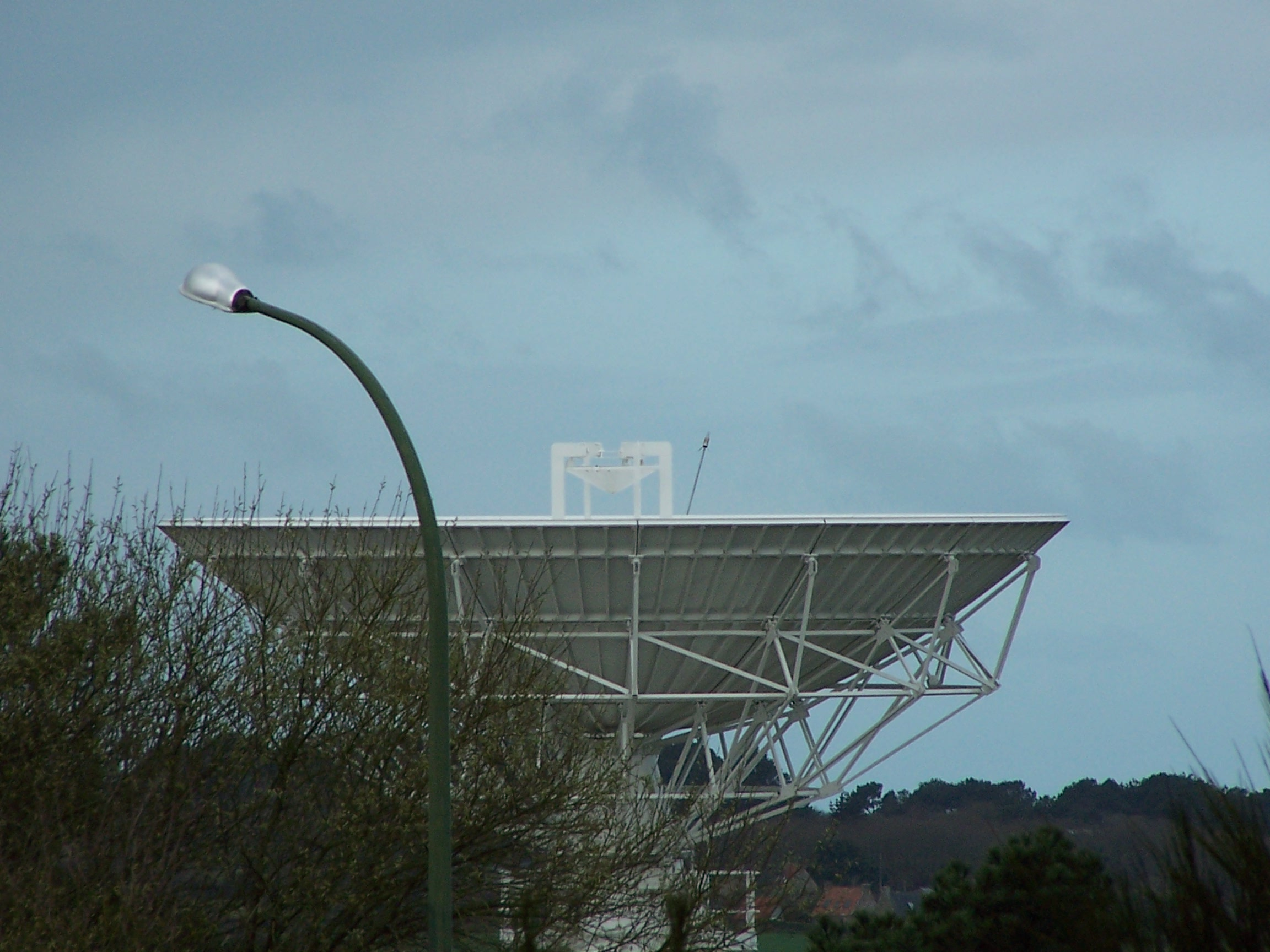
Détail du réflecteur "Cassegrain" de PB8.
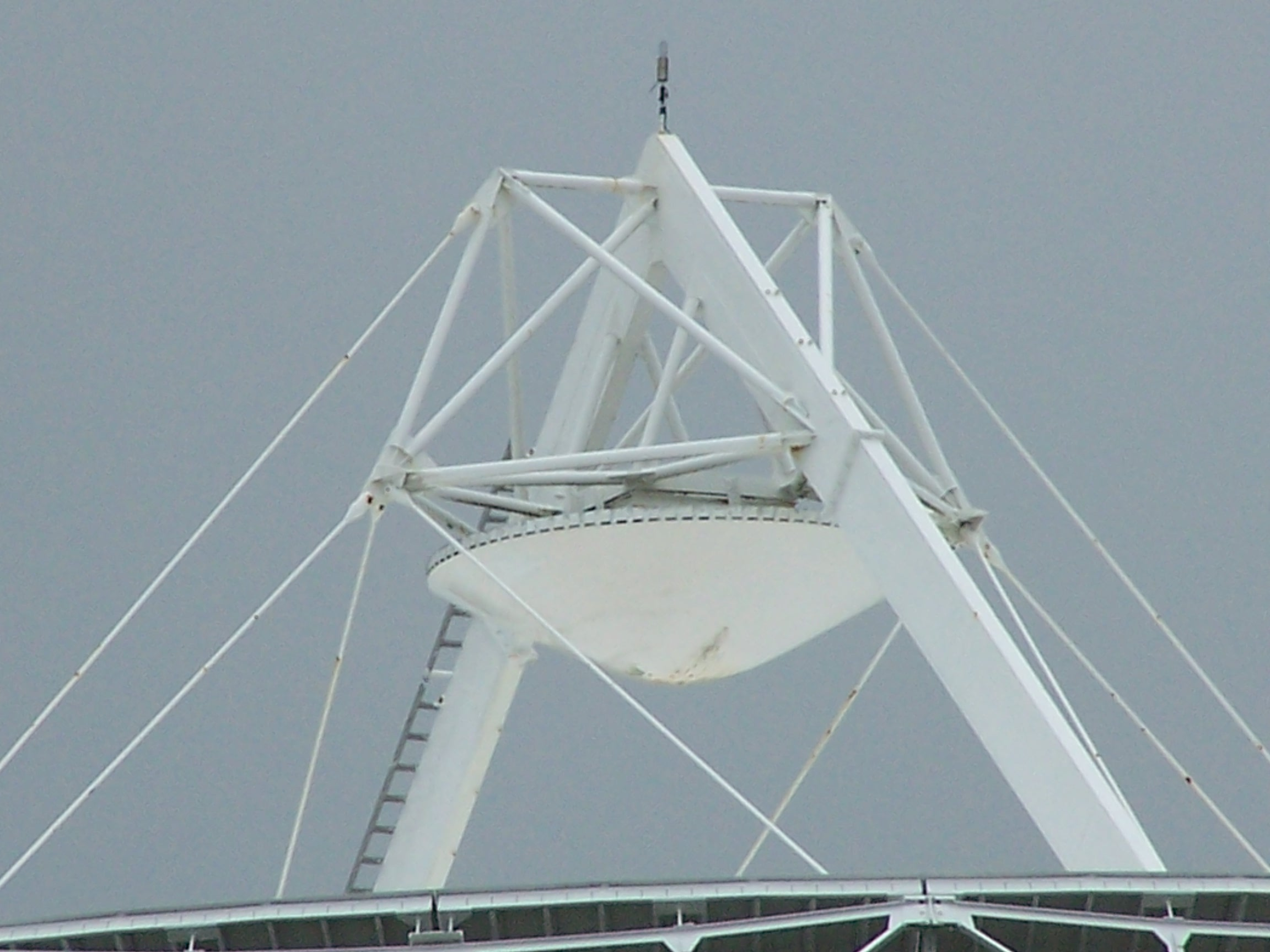
Gros plan sur le réflecteur (PB3).
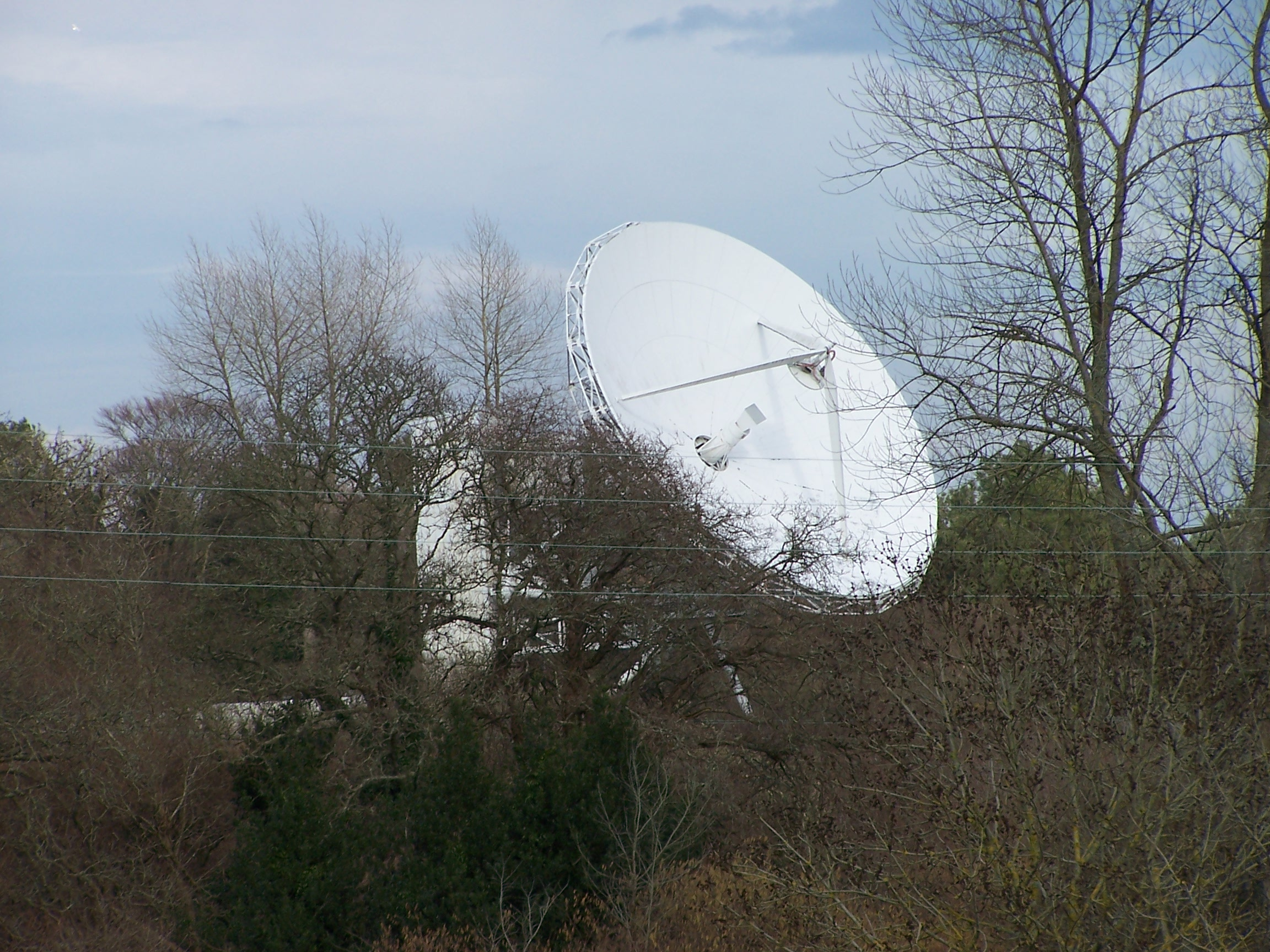
L'antenne Inmarsat Symphonie/PB5.
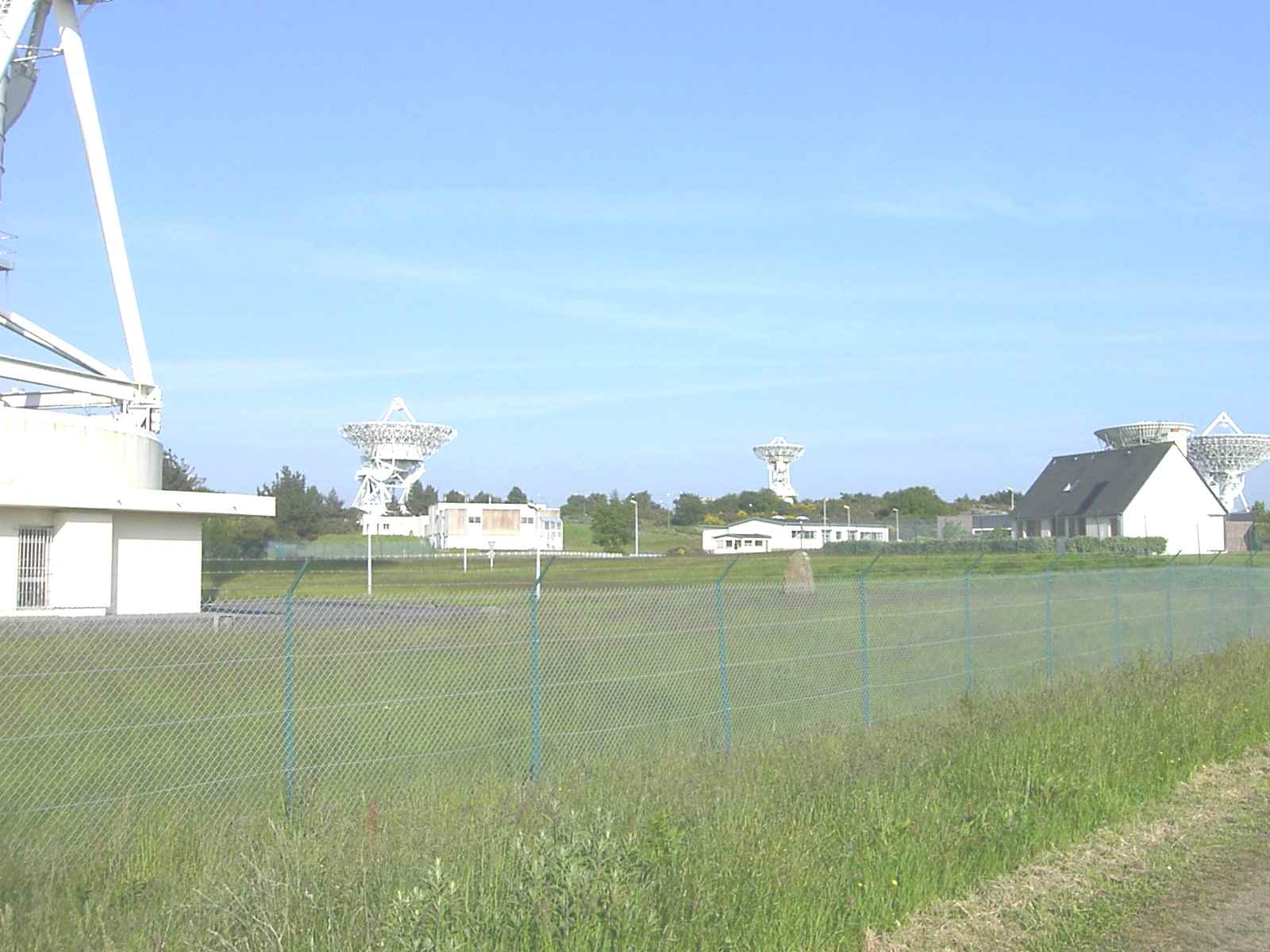
De gauche à droite: PB6→PB3→TTC&M→PB8→PB4 en 2004.
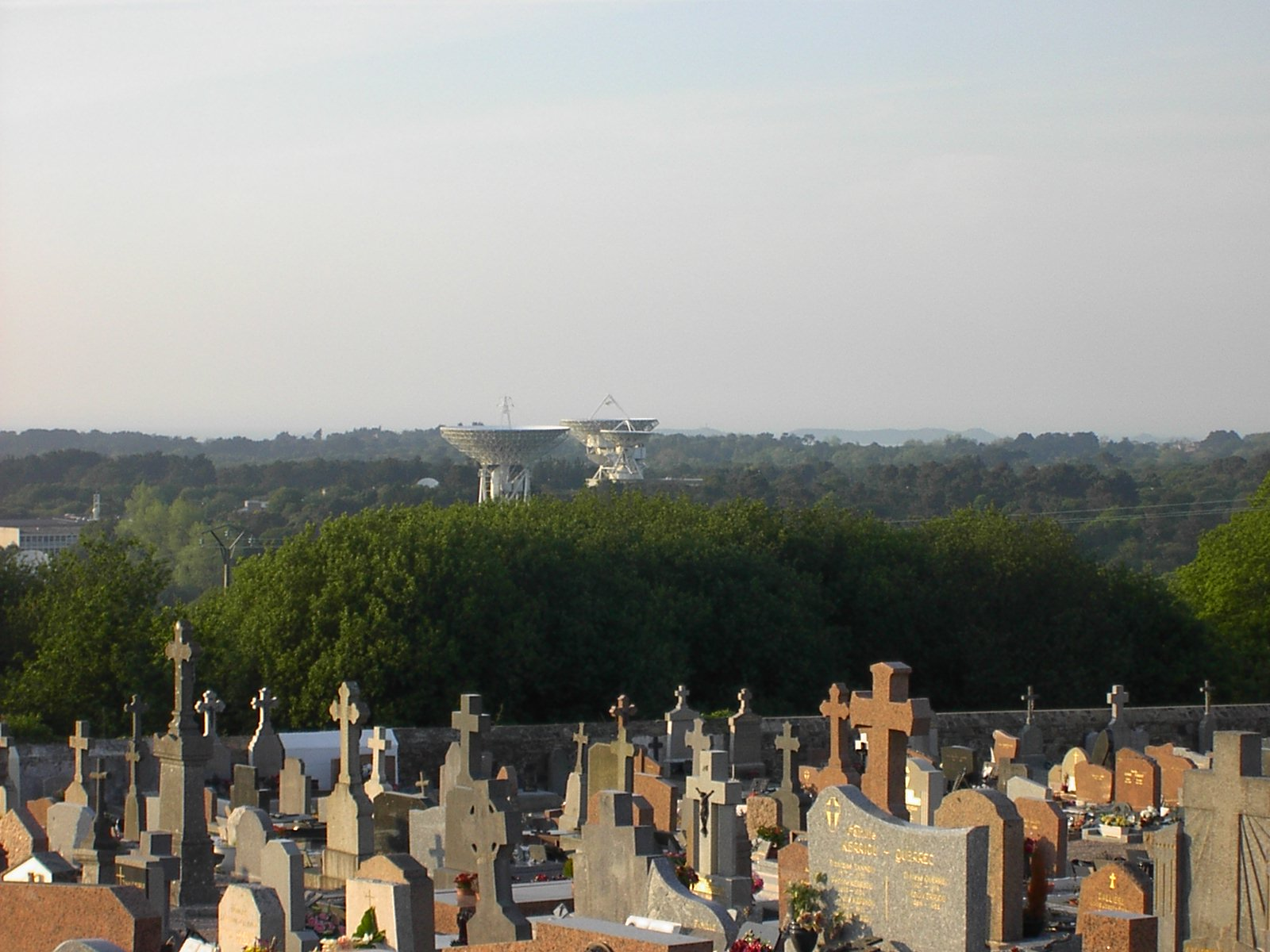
Premier plan→arrière-plan: PB4→TTC&M→PB3 en 2004.
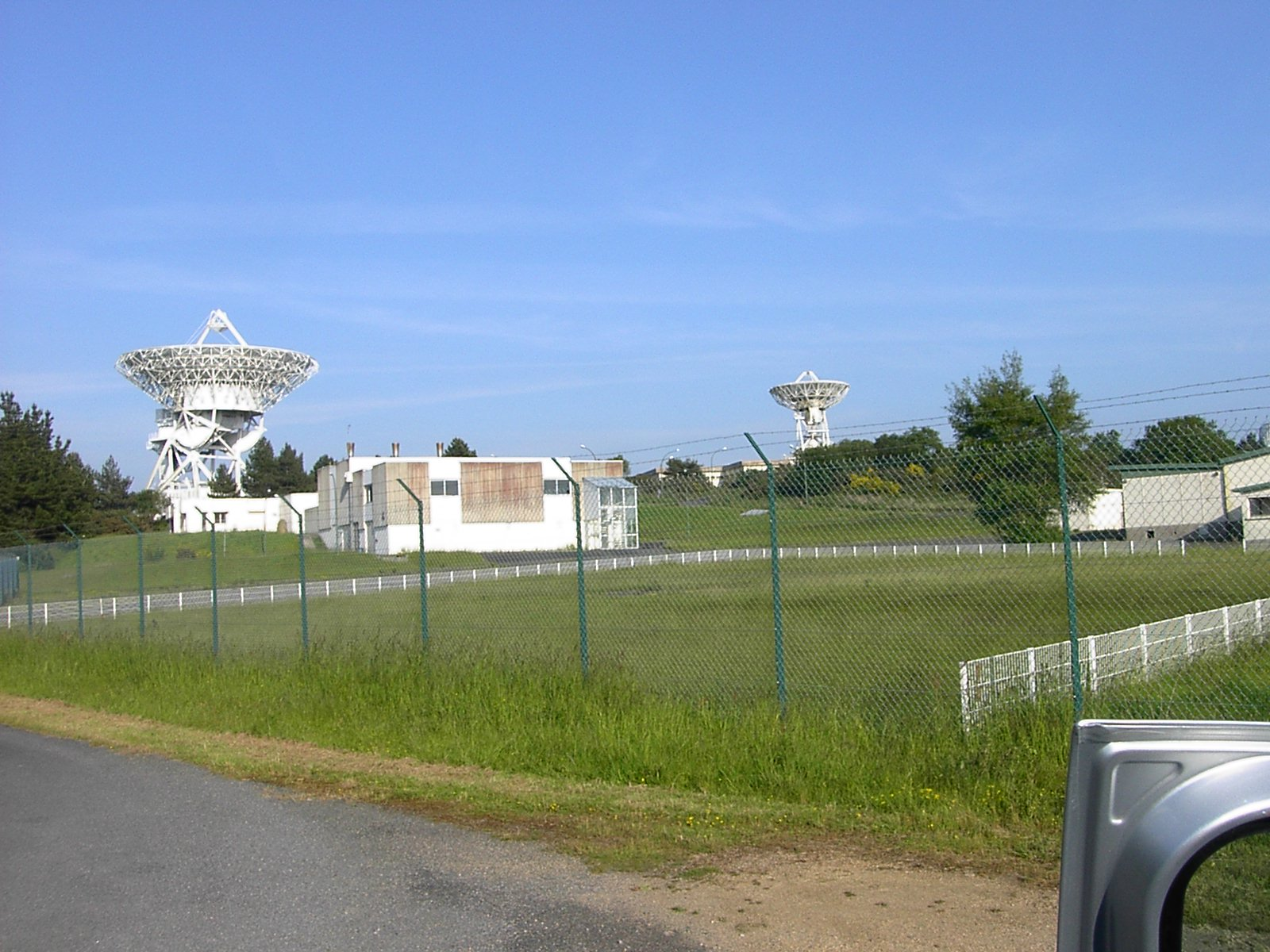
De gauche à droite: PB3 →TTC&M en 2004.
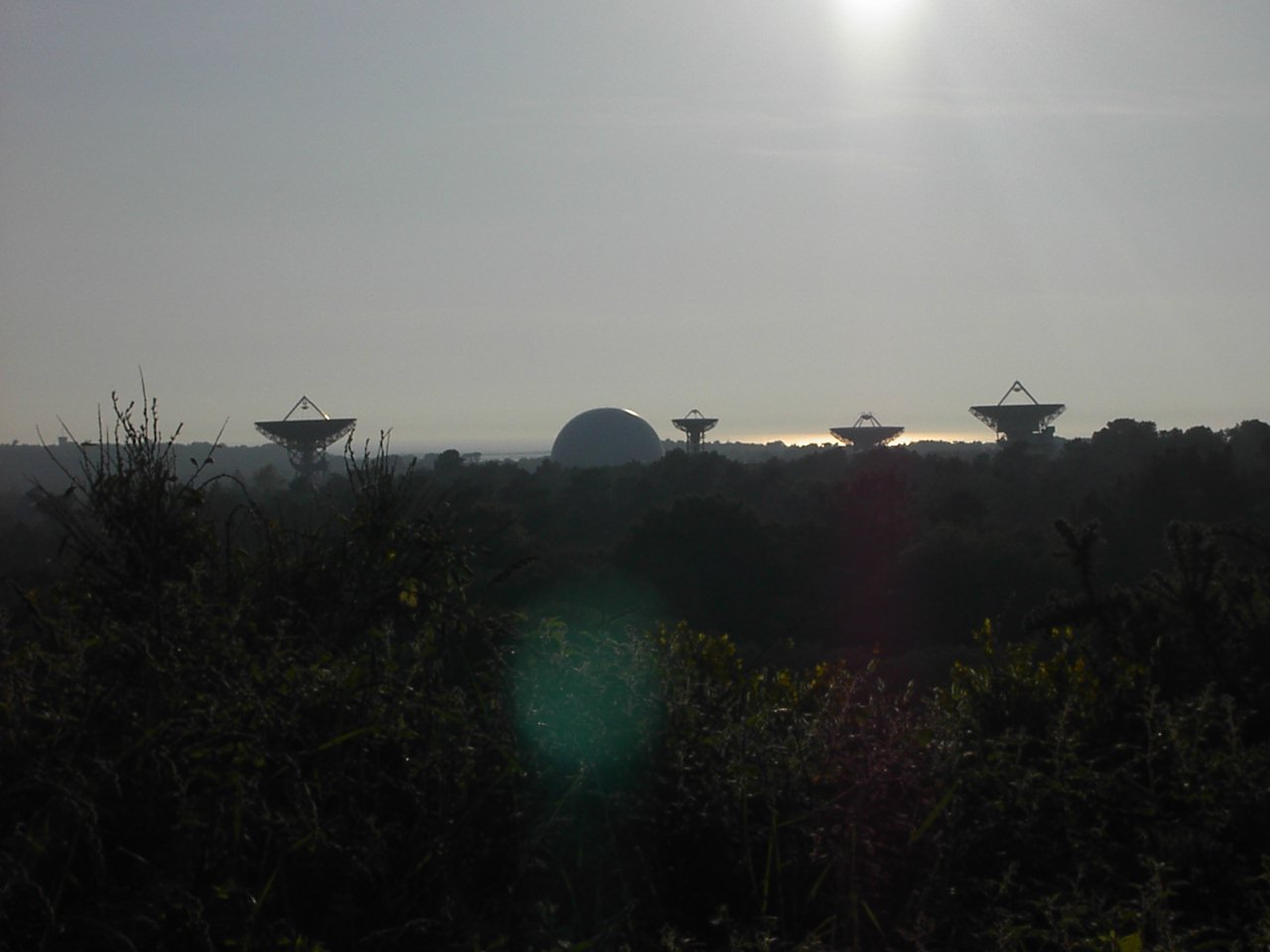
De gauche à droite: PB4, TTCM, PB3, PB7 en 2002.
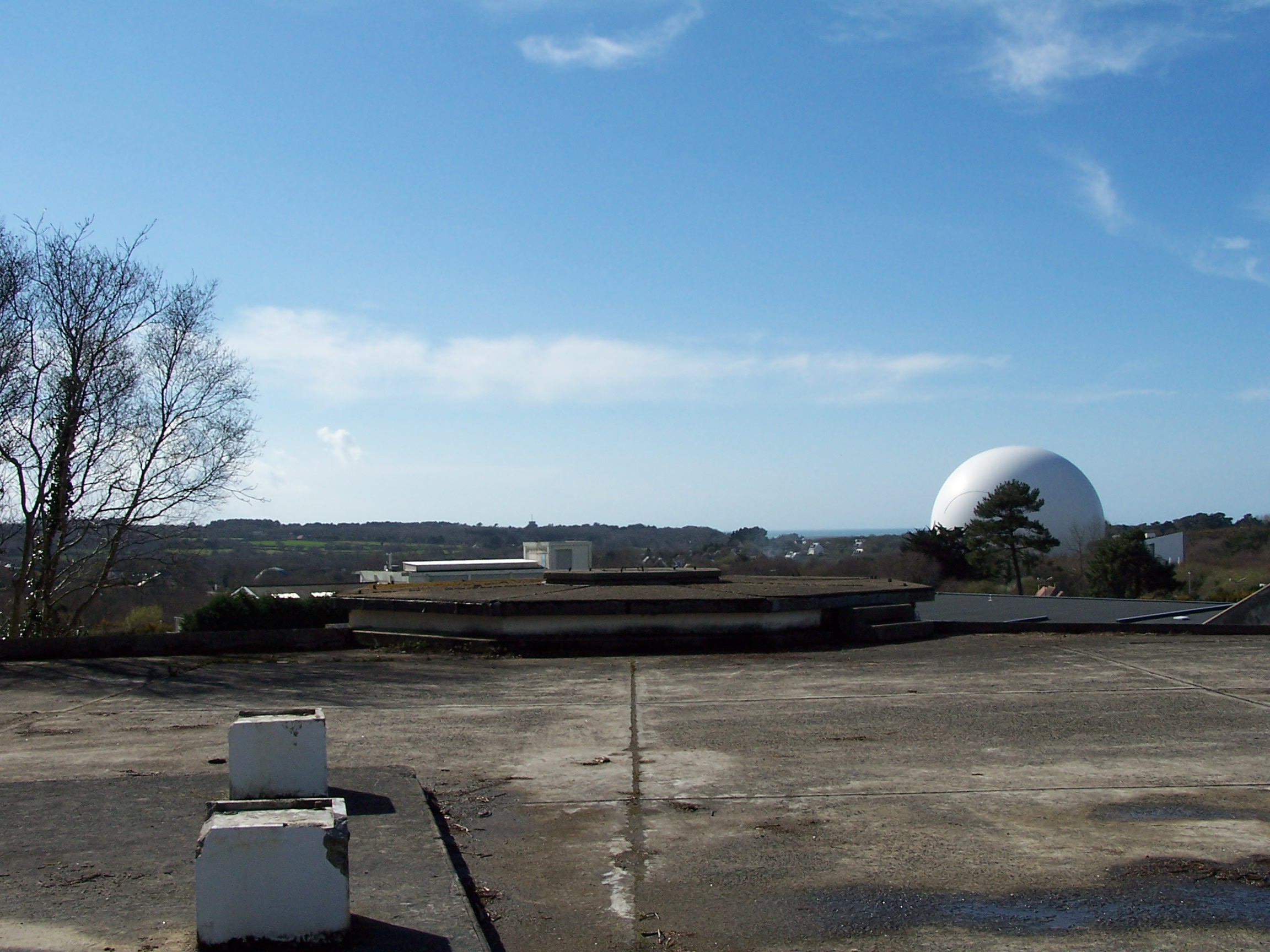
Embase tracker PB1 en mars 2008.

### Rappels sur les technologies utilisées dans la période: (1962-1985)

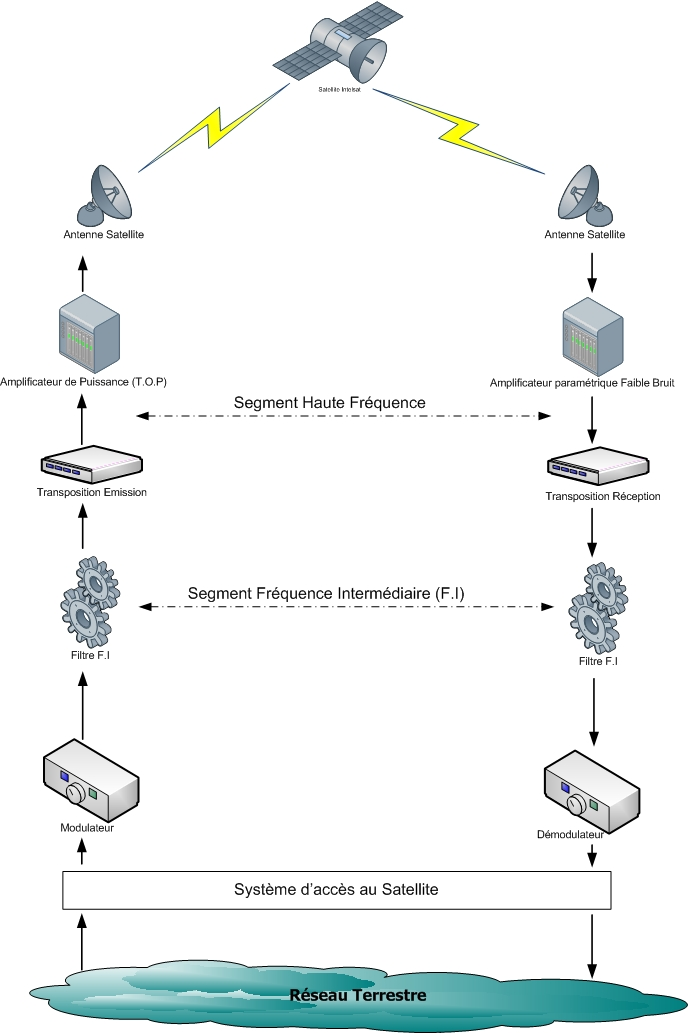
Synoptique liaison satellite

#### 'Telstar', le premier satellite de télécommunication
C'est le premier lancement de satellite de télécommunications (Telstar 1) à 5 632 km d'apogée (apoapside) et 952 km de périgée (périapside). Il s'agit donc du premier « satellite à défilement » de l'histoire : il n'est donc pas géostationnaire. Il n'est visible simultanément d'Andover (USA) et de Pleumeur que par période de 20 minutes (pour certaines orbites seulement).

#### La taille des paraboles
Il faut aussi rappeler que lors de l'installation des antennes (1968→1985), on travaillait principalement en Bande C (fréquences d'environ 4 gigahertz), ce qui nécessitait des paraboles importantes pour les émissions/réceptions sur ces fréquences.
Les ateliers grenoblois Neyrpic (Neyret-Beylier et Piccard-Pictet, devenus Alstom depuis) et les ateliers "AMP/SICMO" (Ajustage et Mécanique de Précision), ont assuré la conception/construction des paraboles de Pleumeur-Bodou.
Les premières antennes posées à Pleumeur devaient avoir une parabole importante pour augmenter le « gain d'antenne » en réception, afin de s'affranchir le plus possible d'équipements (amplificateurs paramétriques + cuves à hélium) à refroidissements liquides, lourds et contraignants. Exemple : PB4 en 32,50 mètres permet d'utiliser des amplificateurs paramétriques ("amplis") à température ambiante.
La taille des paraboles ira en diminuant avec les années ; On mesurera les progrès accompli entre PB1 (1962) et PB8 (1988, diamètre 13 m).

#### La diffusion vers les satellites
Le signal au départ du satellite était amplifié à un niveau de +30 dBm (décibels par rapport à un milliwatt). En tenant compte de la perte de puissance du signal pendant le transfert vers le sol (-190 dBm), les signaux devaient être correctement amplifiés lors de l'arrivée sur terre (gain de la parabole : 60 dB + gain de l'amplificateur paramétrique faible bruit : 60 dB) pour être exploitables par la station de Pleumeur-Bodou. L'amplificateur paramétrique étant techniquement limité au niveau du gain, seule la taille des paraboles permettait donc de gagner de précieux décibels. En effet, les satellites de l'époque étaient loin d'égaler, en termes de puissance d'émission, de taille de parabole et de "PIRE", les performances des satellites actuels.
Les liaisons satellite étaient retransmises en analogique jusqu'en 1985, puis en analogique et en numérique jusqu'en 1988, date à partir de laquelle elles ont été entièrement numérisées.

#### Les émetteurs H.F
Les émetteurs HF de PB7 par exemple, étaient d'une puissance de 3 kilowatts (en puissance maximum) sur la bande de fréquence SHF (5 825 à 6 425 MHz). Les émissions se faisant sur plusieurs porteuses, pour éviter des problèmes d'interférences, le niveau d'émission était réduit de 6 dB, ce qui ramenait la puissance utile par émetteur à 750 watts. Les émetteurs du CTS était « bridés » à 200 watts.
Les huit émetteurs par antennes consommaient chacun 15 kVA (kilovoltampères), la puissance consommée s'élevait donc à 120 kVA.
Pour les antennes 32 m (PB6/PB3/PB7/PB4), la puissance totale nécessaire était donc de 480 kVA. La sécurité de l'alimentation était assurée par une batterie d'onduleurs alimentés par batteries. Les batteries étaient elles-mêmes rechargées au moyen de groupes électrogènes en cas de défaillance du Secteur.
Les antennes PB3/PB4/PB6/PB7/PB8/PB10 émettaient en « double polarisation circulaire », permettant de doubler la bande passante disponible, tout en gardant la même puissance d'émission.
Les amplis de puissance (émetteurs) étaient de deux types :
- pour l'usage général sur l'ensemble de la bande 5 900-6 400 MHz : des amplificateurs à TOP (tube à ondes progressives (en anglais : TWT travelling waves tube)) puissance 1 kW, 3 à 5 kW selon les modèles, bande passante 500 MHz ;
- pour des usages spécifiques (par exemple la télévision) : des amplificateurs à klystron puissance 3 kW (en général), bande passante 40 MHz déplaçable en 12 canaux sur la bande 5 900-6 400 MHz.

Les émetteurs étaient couplés à la source et pouvaient donc émettre en même temps (par exemple X circuits téléphoniques avec une ou plusieurs émissions TV).

#### Chaîne d'émission
Opérations réalisées au cœur du bâtiment principal :
- modulation : un étage électronique créait la porteuse à 70 MHz et la modulait suivant la source.
- filtrage : l'étage suivant avait pour rôle de limiter l'étalement du spectre à la suite de la modulation.
- transposition : cet étage transposait en fréquence, le sous-ensemble précédent, dans la gamme de fréquences d'émission de la parabole.

Opérations réalisées au niveau de la parabole :
- amplification : élévation du niveau de la puissance, pour transmission vers le satellite.

#### Modes de Transmissions
On peut raisonnablement parler de deux périodes concernant la transmission satellite :
- la première période, de 1962 à 1983, les antennes transmettent leur signaux en analogique (AMRF).
- à partir de PB4 (1976), plusieurs antennes du site utiliseront l'AMRT comme type d'émission pour envoyer leurs données aux satellites.

L'AMRT est un mode de transmission en numérique. Chaque transmissions en AMRT mobilisait un transpondeur à 72 MHz sur le satellite.
Le débit d'une transmission en AMRT était de 120,832 Mb/s.
Un autre mode de transmission numérique : IBS (intelsat business service)/IDR (intermediate data rate) était également disponible : transmission par plusieurs porteuses à 2Mb/s (modulable selon besoins de 9,6 kb/s à 9,312 Mb/s) pour différents flux ; on divisait la bande passante transpondeur du satellite par autant de canaux IBS/IDR.
Enfin un dernier mode de transmission était également disponible sur le site: SCPC (en).
Le SCPC permettait à chaque liaison d'avoir sa propre "porteuse" dans la chaine d'émission, avec l’inconvénient d'utiliser un transpondeur complet (pas de partage de bande passante) contrairement au mode AMRT.

#### Classes et types d'antennes
- Az-El : Azimut/Élévation ⇒ Monture Azimutale
- Ah-Dec : Angle-Horaire /Déclinaison  ⇒ Monture Équatoriale
- Illumination : type de système utilisé au cœur de la parabole, pour l'émission et la réception des signaux (par ex. : Cassegrain)

#### Poursuites

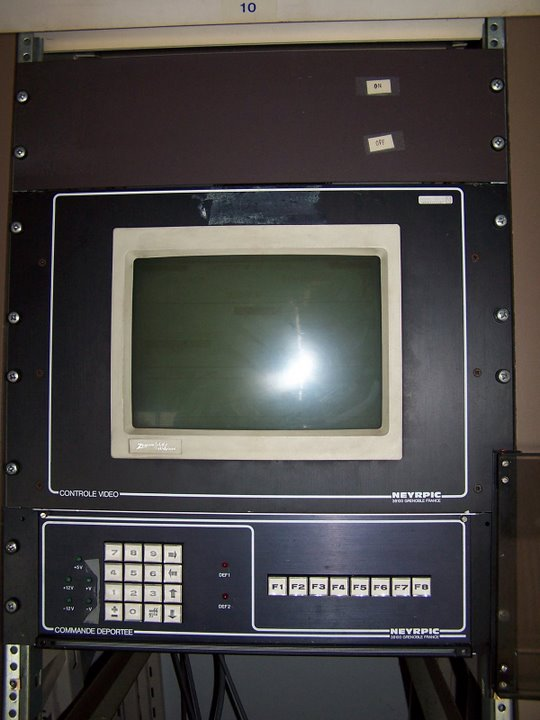
Pupitre de commande déportée, de poursuite satellite de l'antenne PB3. La poursuite principale étant située dans l'embase de l'antenne.

Il ne suffit pas de pointer un satellite, encore faut-il le suivre lors de ses déplacements, un dispositif de poursuite est alors nécessaire.
Le but d'un tel système est de mesurer en permanence l'écart entre le signal reçu et le signal optimal ; après avoir calculé la différence, le système de poursuite envoyait des « ordres » aux asservissements afin de corriger par des mouvements mécaniques, le pointage vers le satellite visé.

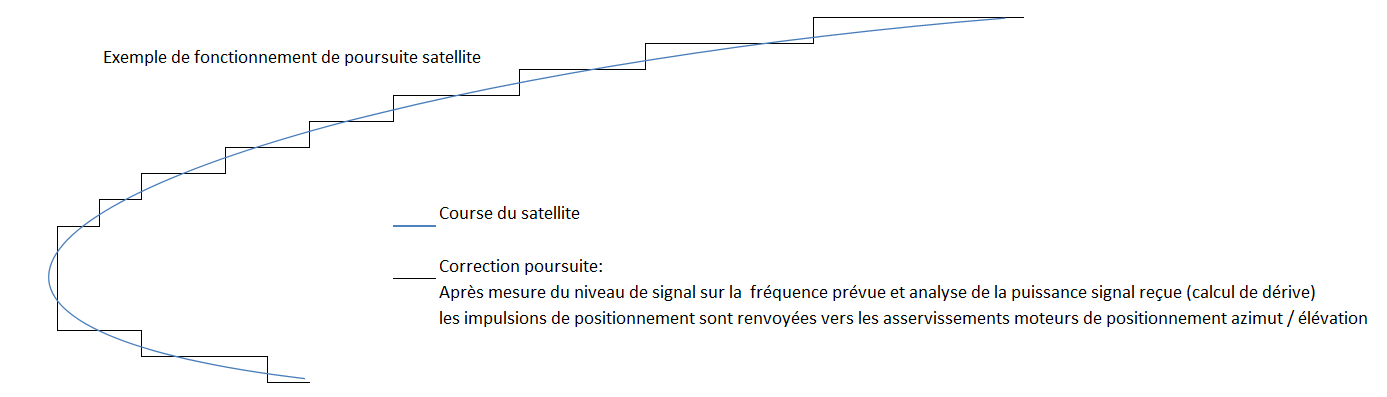
Schéma décrivant le principe des corrections d'asservissements pour poursuite satellite

PB2 utilisait une poursuite dite « Monopulse », qui par l'intermédiaire de deux mesures faites dans l'axe du cornet, calculait la dérive du pointage.
À partir de PB3 et pour les autres antennes, on utilisera une poursuite du type « extracteur de mode », utilisant une platine d'écartométrie (on mesure les variations de vitesse du champ électromagnétique de l'onde rentrant dans le guide d'ondes, au niveau du cornet et on en déduit une correction).

#### Classes Intelsat
La Classe Intelsat est une norme concernant les antennes des stations terrestres, fixée suivant les besoins par l'opérateur Intelsat :
- Intelsat III : taille parabole de 30 mètres, structure Carrousel, Facteur Qualité à 4 GHz : 40,7 dB/kelvin (PB3)
- Intelsat A : taille parabole comprise entre 32,50 mètres et 26 mètres, périscope pour déport équipement transmissions, Cornet corrugué fixe. Coût d'une station : 60 000 000 francs (1981) (soit 9 146 941 euros en 2008, sans tenir compte de l'inflation)
- Intelsat B : taille parabole comprise entre 14,50 mètres et 8,80 mètres de diamètre, Cornet corrugué sur réflecteur, monture simplifiée, facteur qualité à 4 GHz : 31,7 dB/kelvin. Coût d'une station : 15 000 000 francs (1981) (soit  2 286 735 euros en 2008, sans tenir compte de l'inflation)
- Intelsat C : taille parabole comprise entre 17,40 mètres et 14,50 mètres de diamètre, Cornet corrugué sur réflecteur.

## Le CTS après l'époque opérationnelle
À la suite du rachat du site et du désengagement de France Télécom, la plupart des antennes ont d'ores et déjà été démantelées d'octobre 2007 à mars 2008.
Le démantèlement des antennes du CTS a été confiée aux chantiers de démolition LE GALL, société basée à Ploufragan (22).
L'agglomération de Lannion ne pouvant à elle seule supporter la charge financière de l'entretien de ces antennes (20 000 euros/an), avec une couche de peinture une fois par an sur l'intégralité des structures de chaque antenne et travaux de sécurisation à faire sur tous les bâtiments du site, a décidé d'en sacrifier quelques-unes et de ne garder que les plus intéressantes et accessibles pour le grand public pour les visites.
Le reste du site est grillagé et inaccessible au grand public.
PB1 (radôme), PB3, PB5 (Inmarsat) et PB8 (petite antenne) sont les seuls vestiges de ce patrimoine technologique. Les anciens bâtiments se sont très vite dégradés avec le temps faute d'entretien.
Quelques photos permettant du juger de l'état du site en mars 2008:

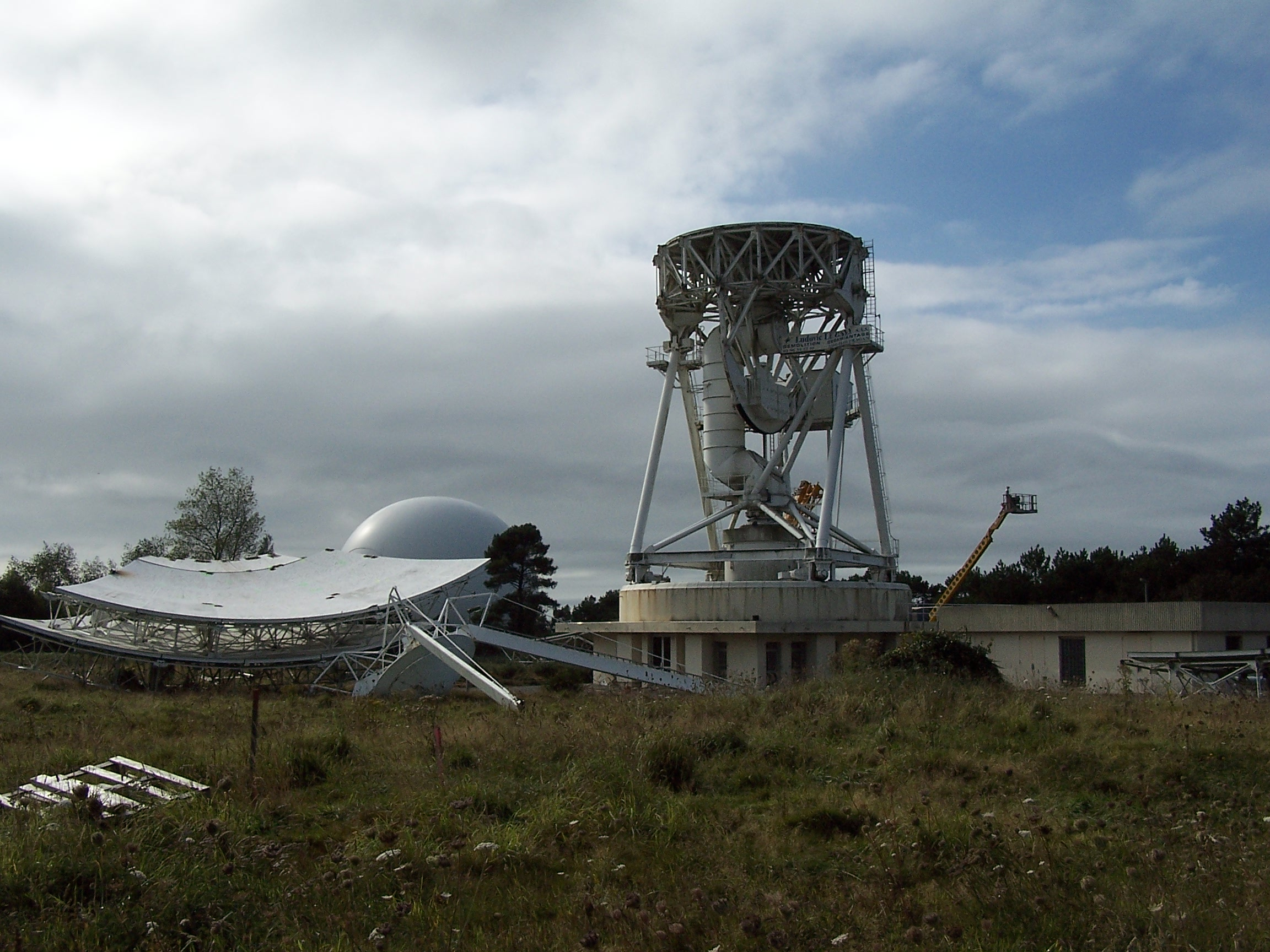
Démontage de la parabole de PB6, octobre 2007.
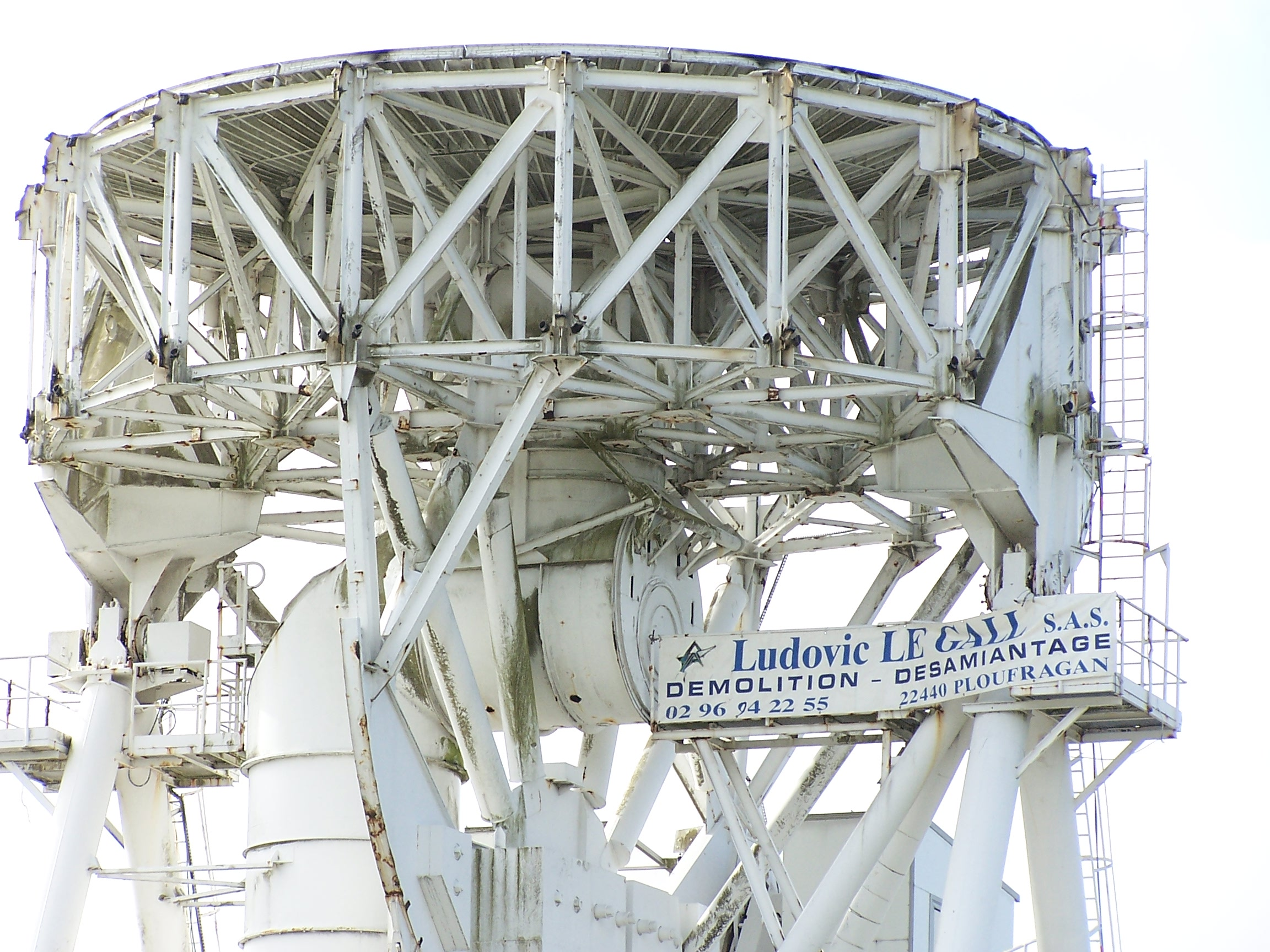
Gros plan du cœur de PB6, lors de sa démolition.
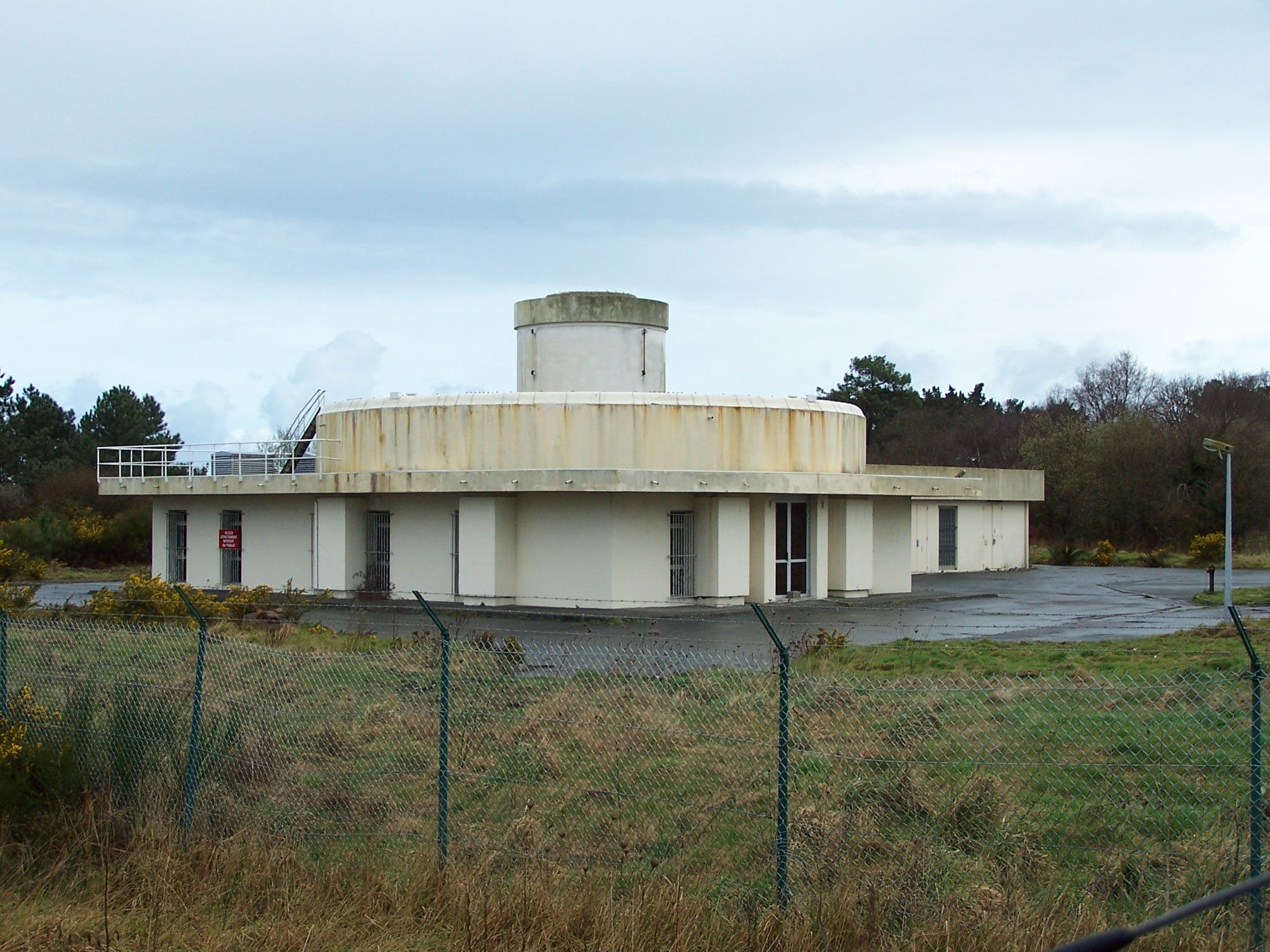
PB6 en mars 2008.
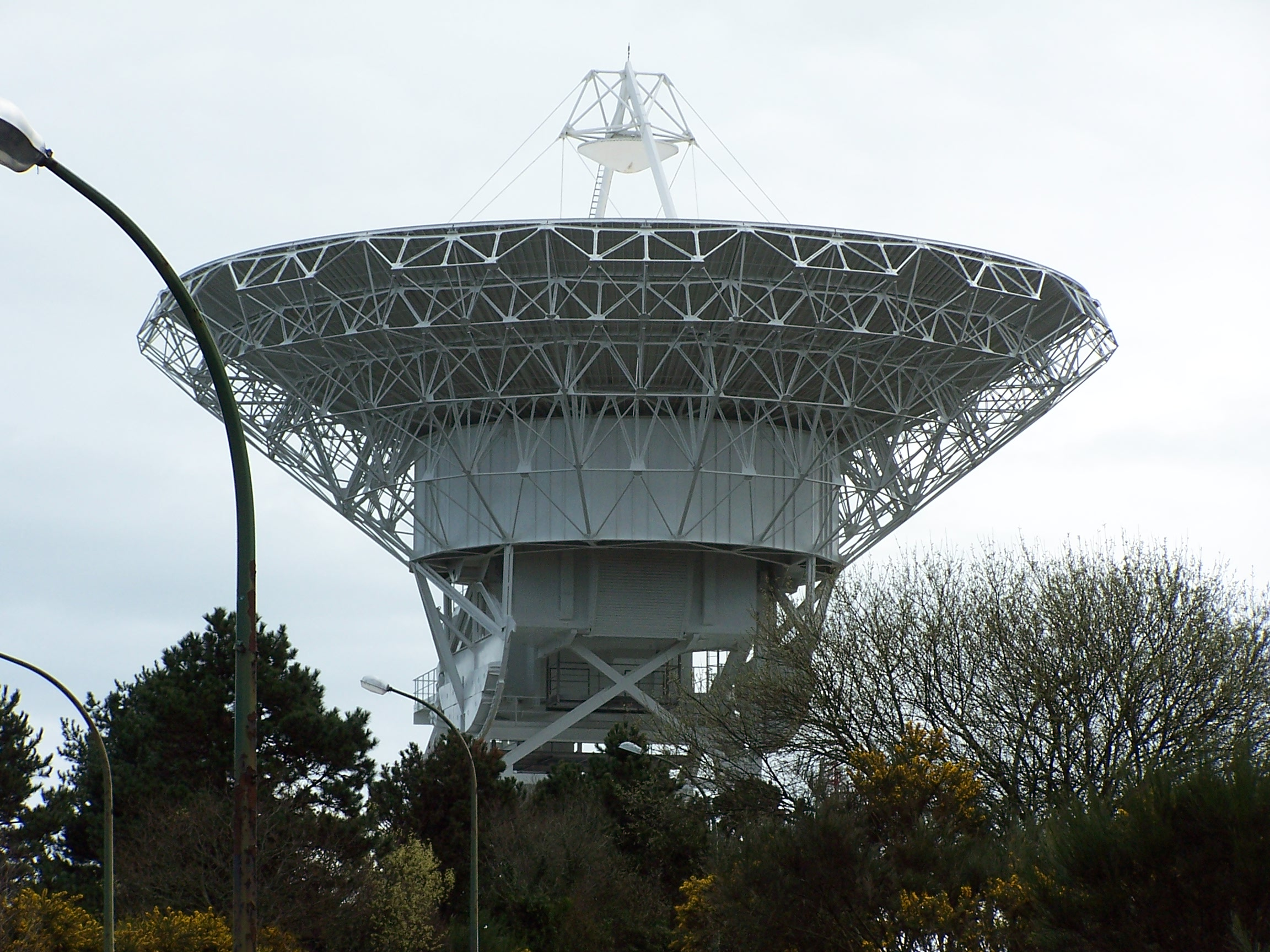
PB3 vue depuis l'entrée du CTS.
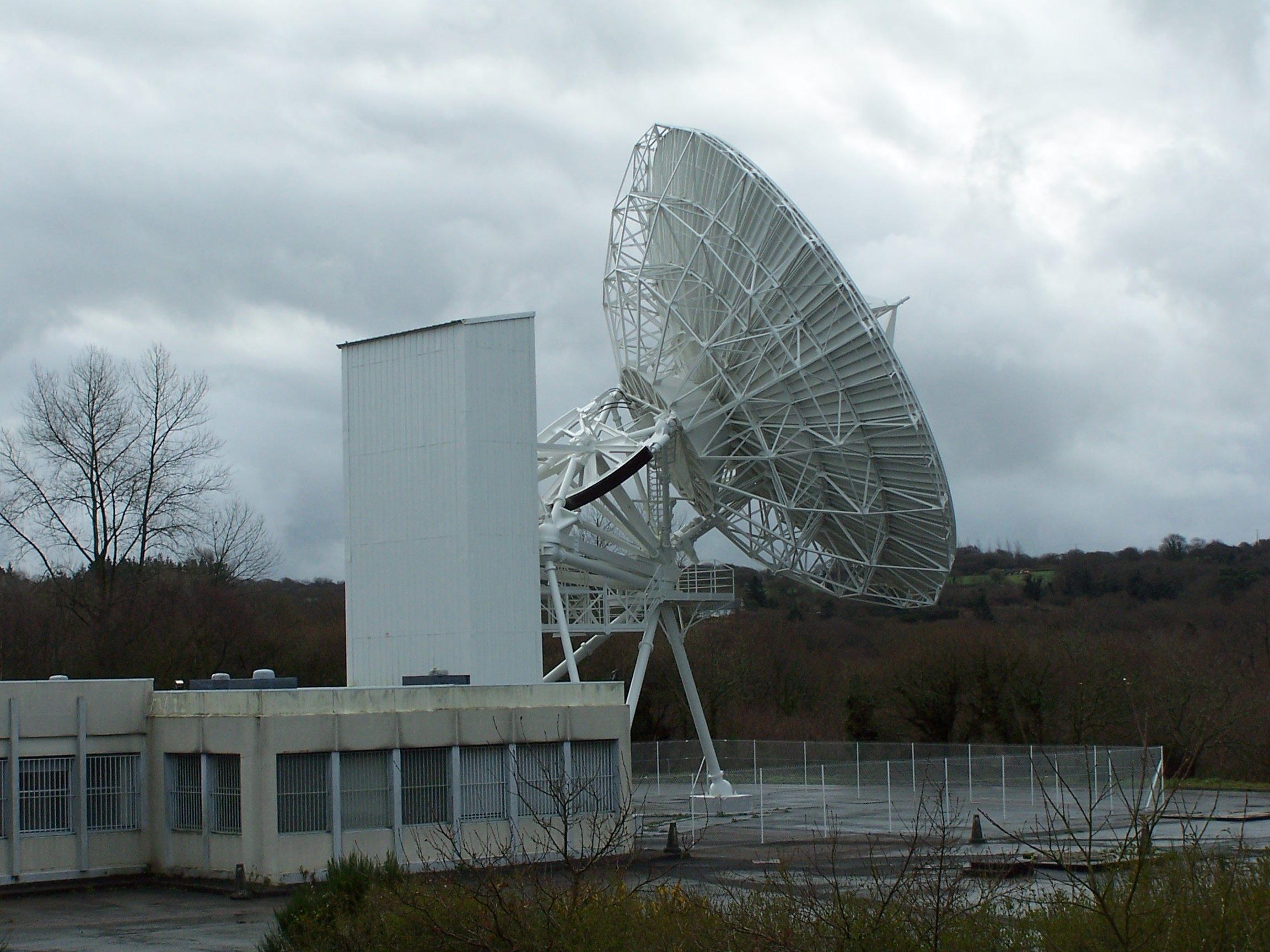
PB5 (Inmarsat-A), notez la monture équatoriale de l'antenne.
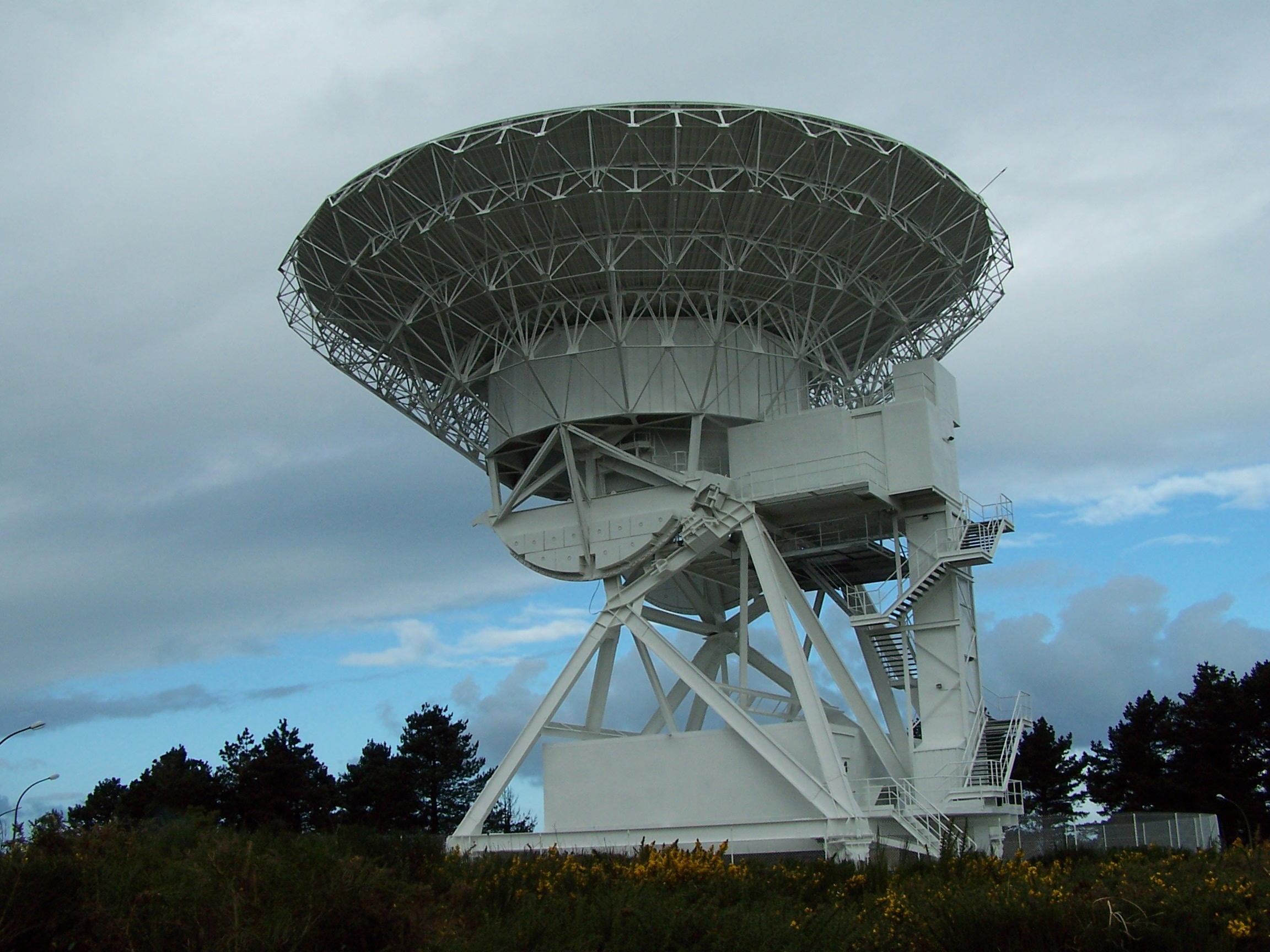
PB3, l'escalier entoure l'ascenseur d'accès à la salle, en bas la cabine Haute-Tension.
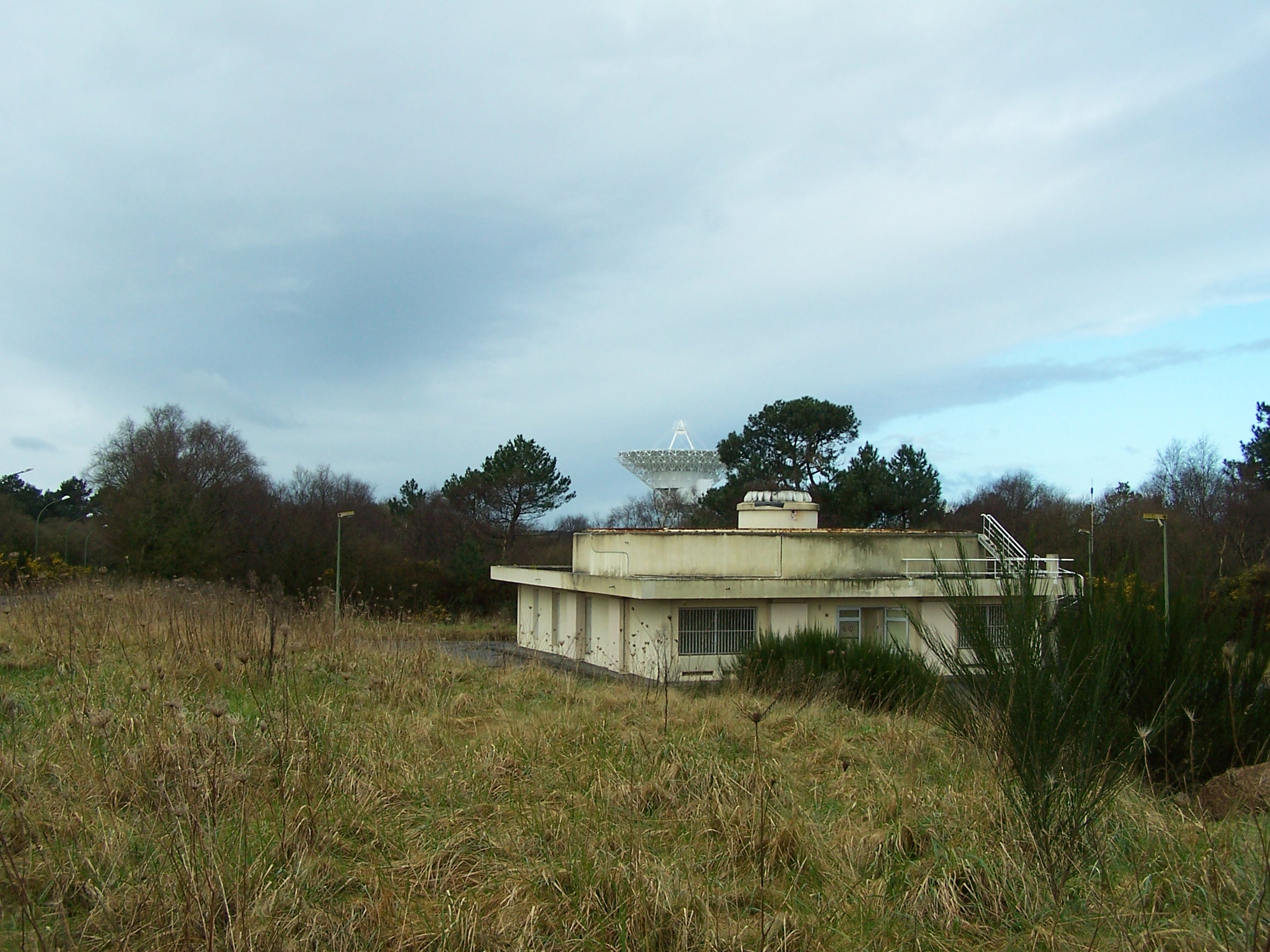
Bâtiment du CTS (PB7) en friche, une antenne mesurant 32,50 mètres de diamètre, était disposée sur le toit de ce bâtiment.
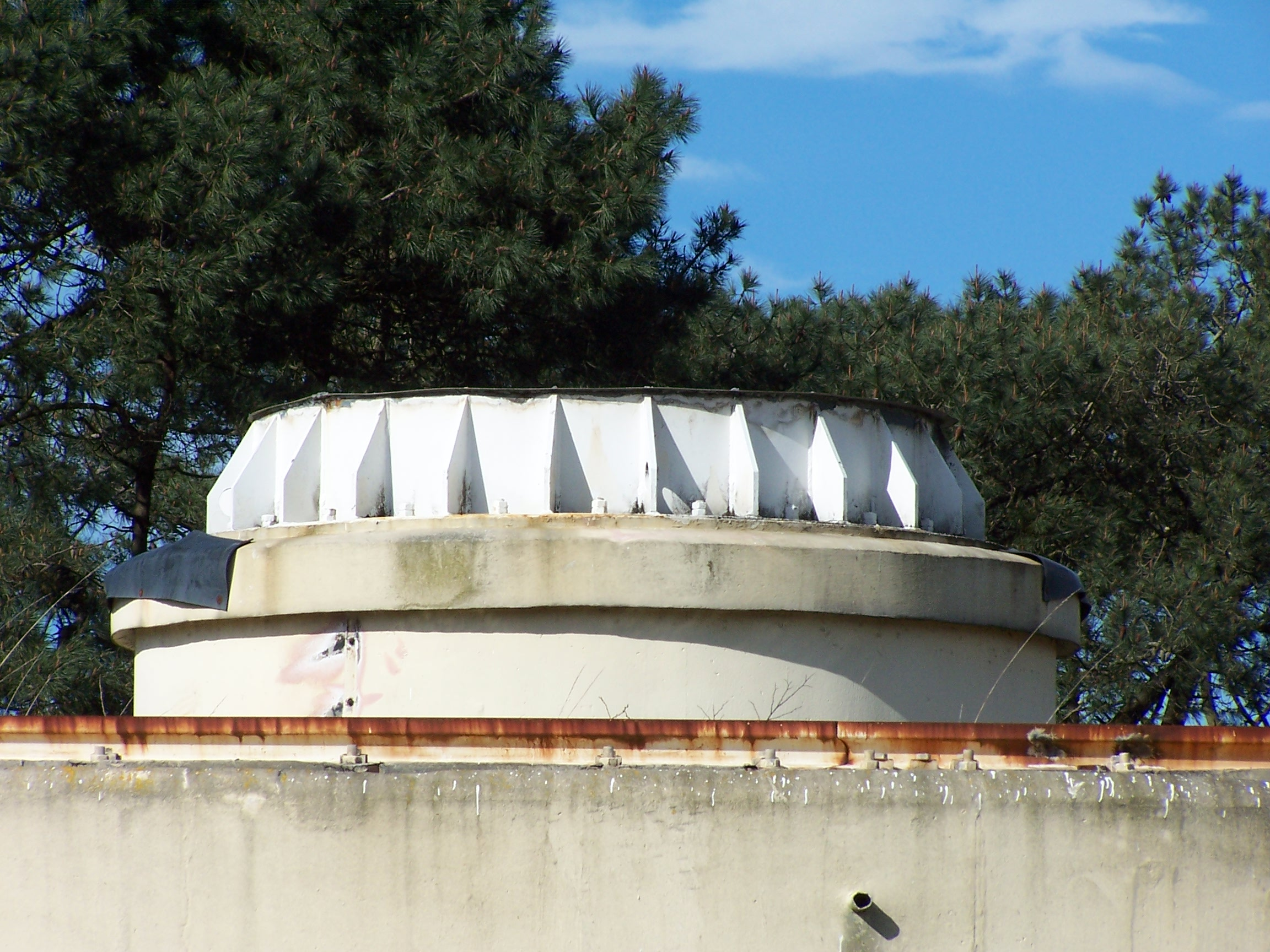
Gros plan de l'embase antenne de PB7, jonction du périscope/bâtiment. La partie rouillée est le rail circulaire, pour la rotation du carrousel de l'antenne.
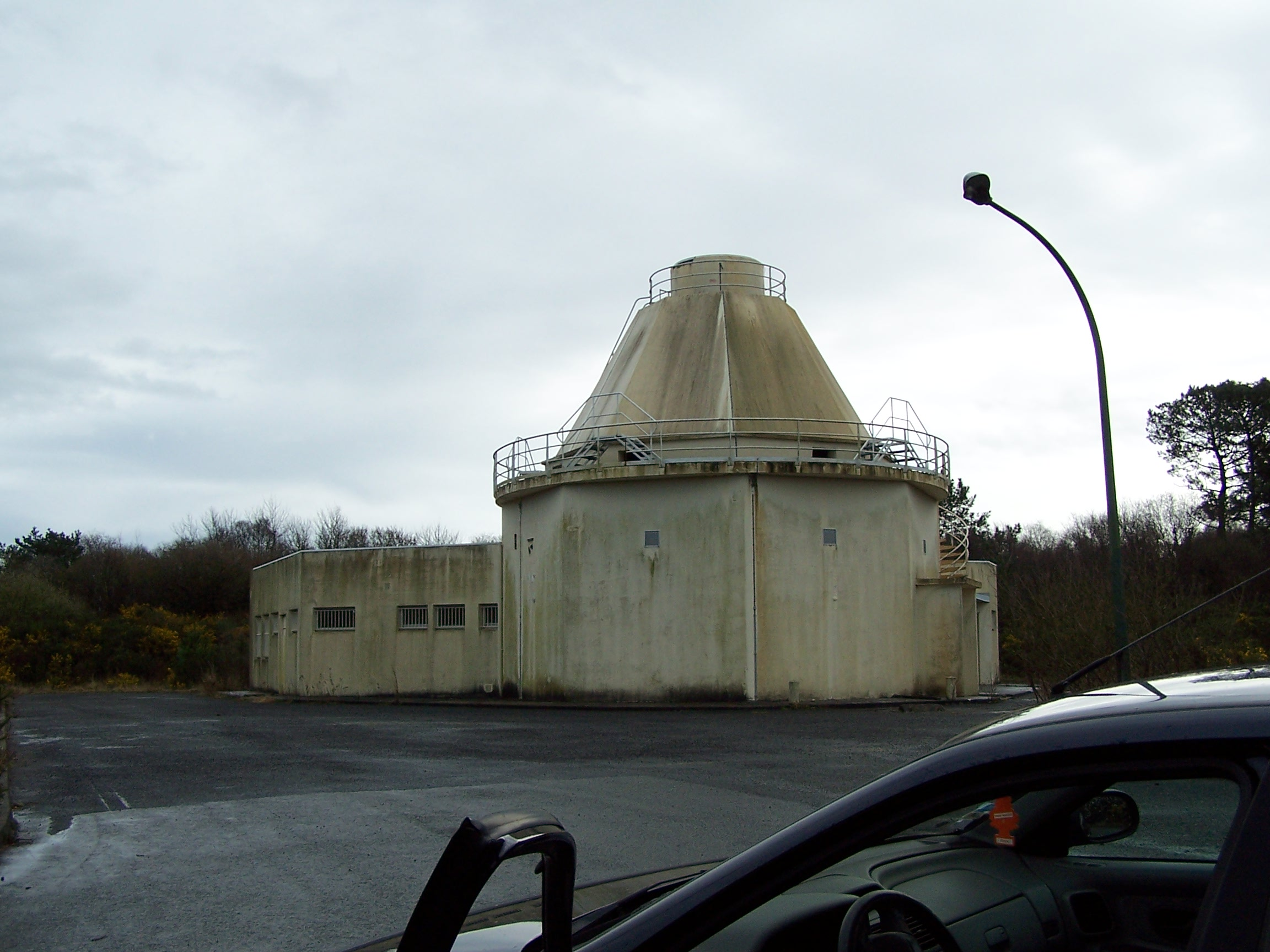
Bâtiment du CTS en friche, une antenne (PB2 puis PB10) surmontait ce bâtiment auparavant.
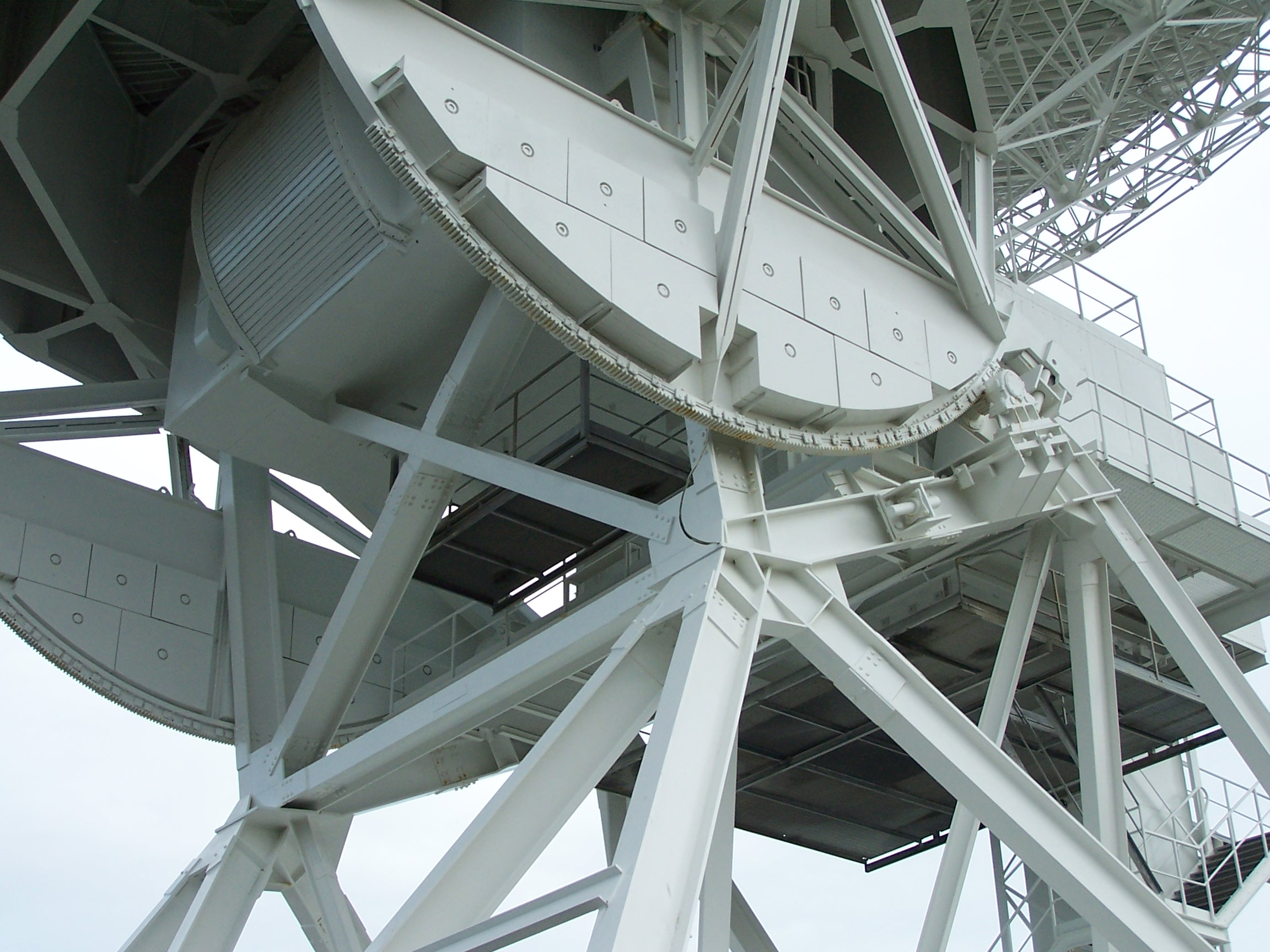
PB3, la partie en arrondi de la monture sert de contrepoids, on aperçoit les volets roulants de la salle.
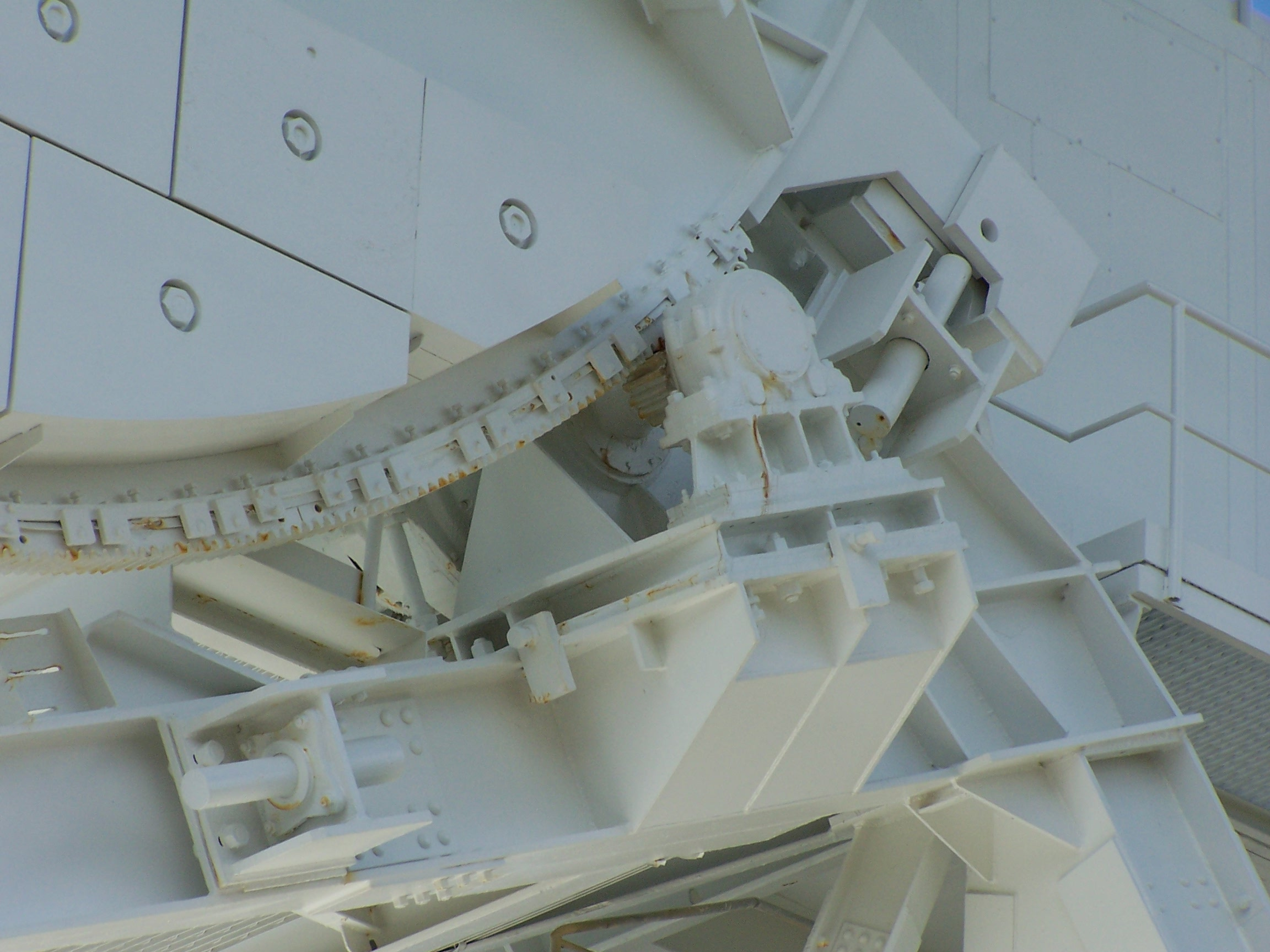
PB3, gros moteur pour positionnement en élévation.
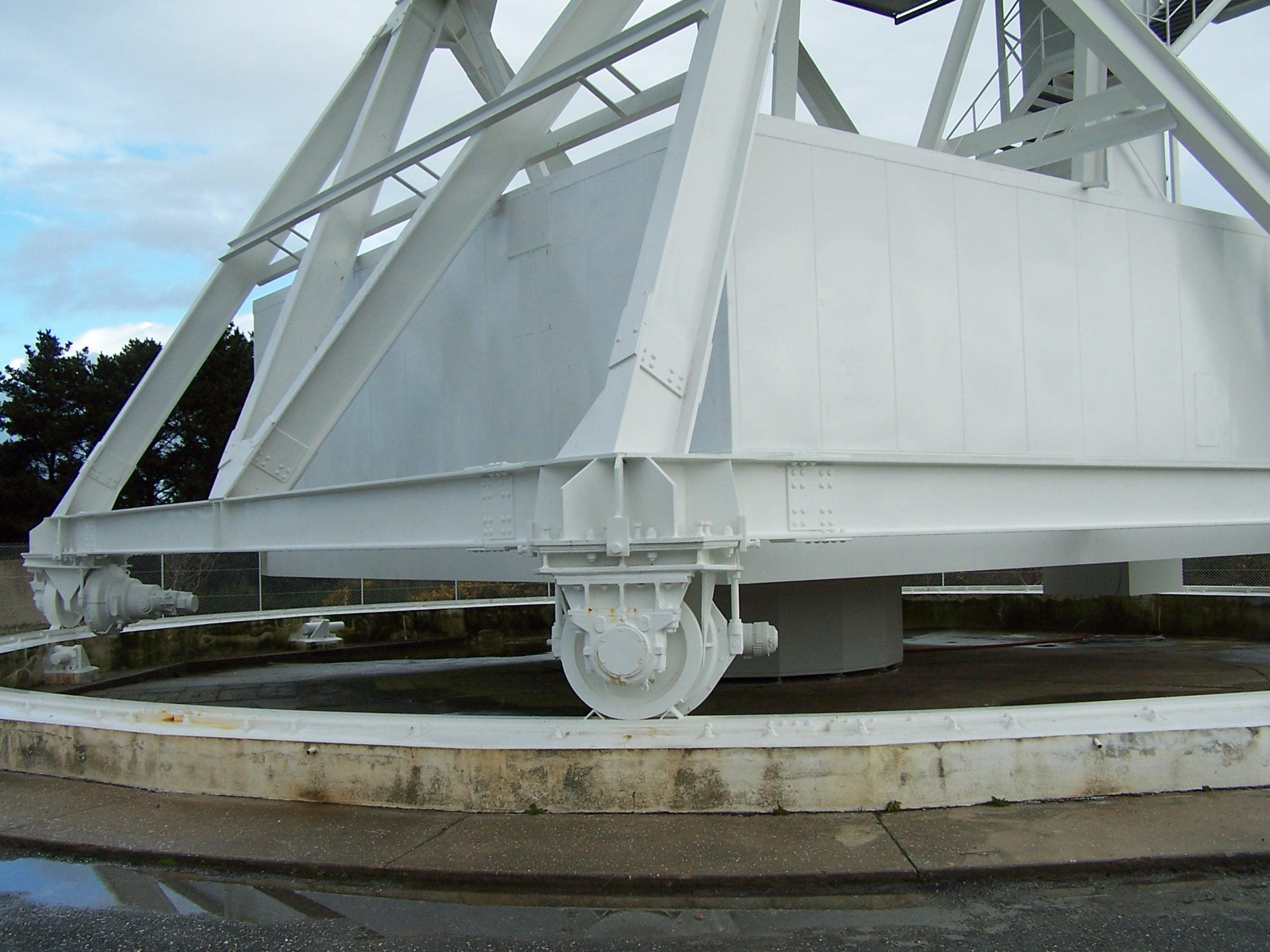
PB3, gros plan du carrousel de rotation, sur le roulement gauche on aperçoit les 2 moteurs (courant continu + courant alternatif qui sont démultipliés), pour le positionnement azimutal.
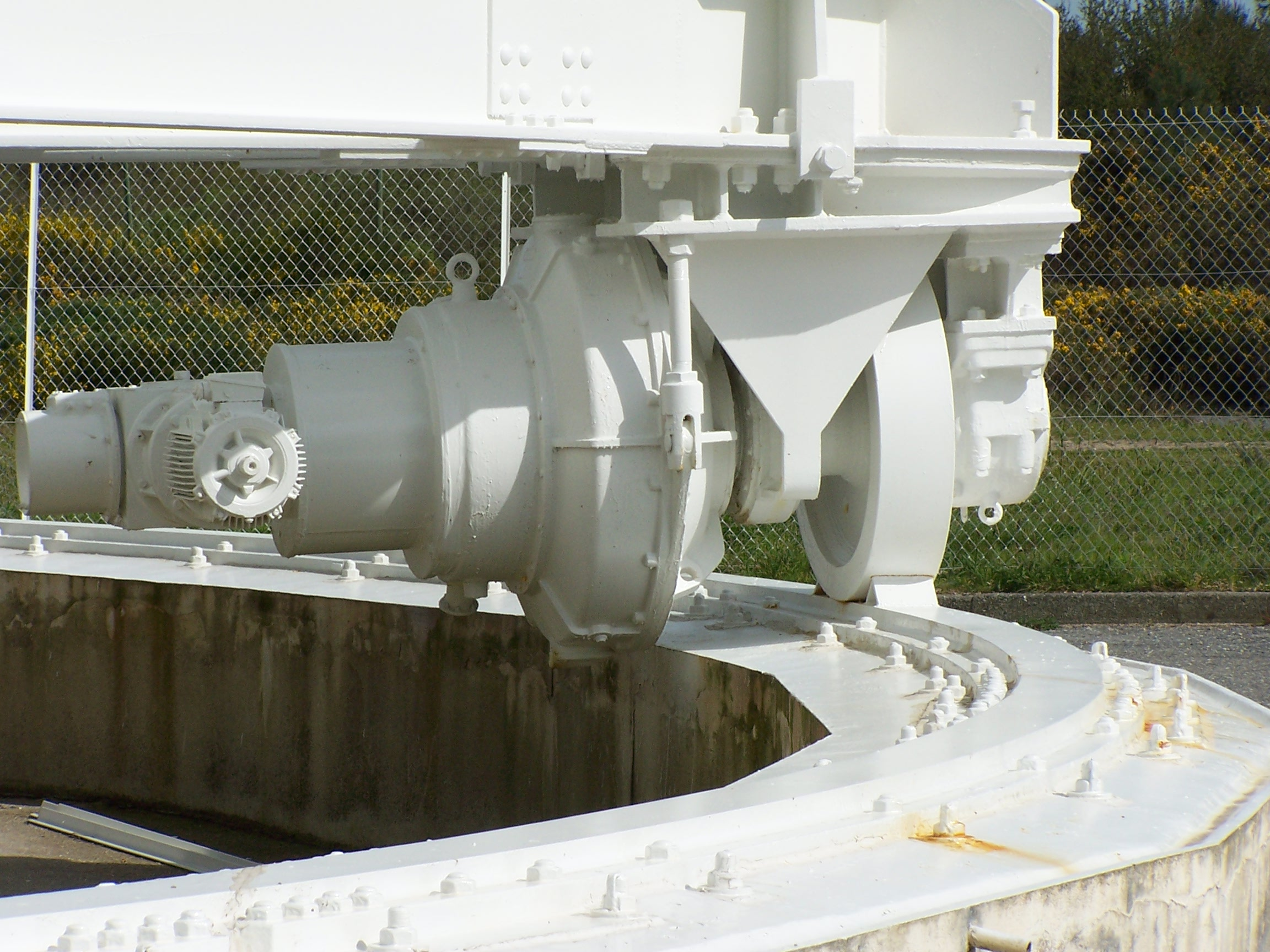
Gros plan, démultiplication des moteurs d'azimut.
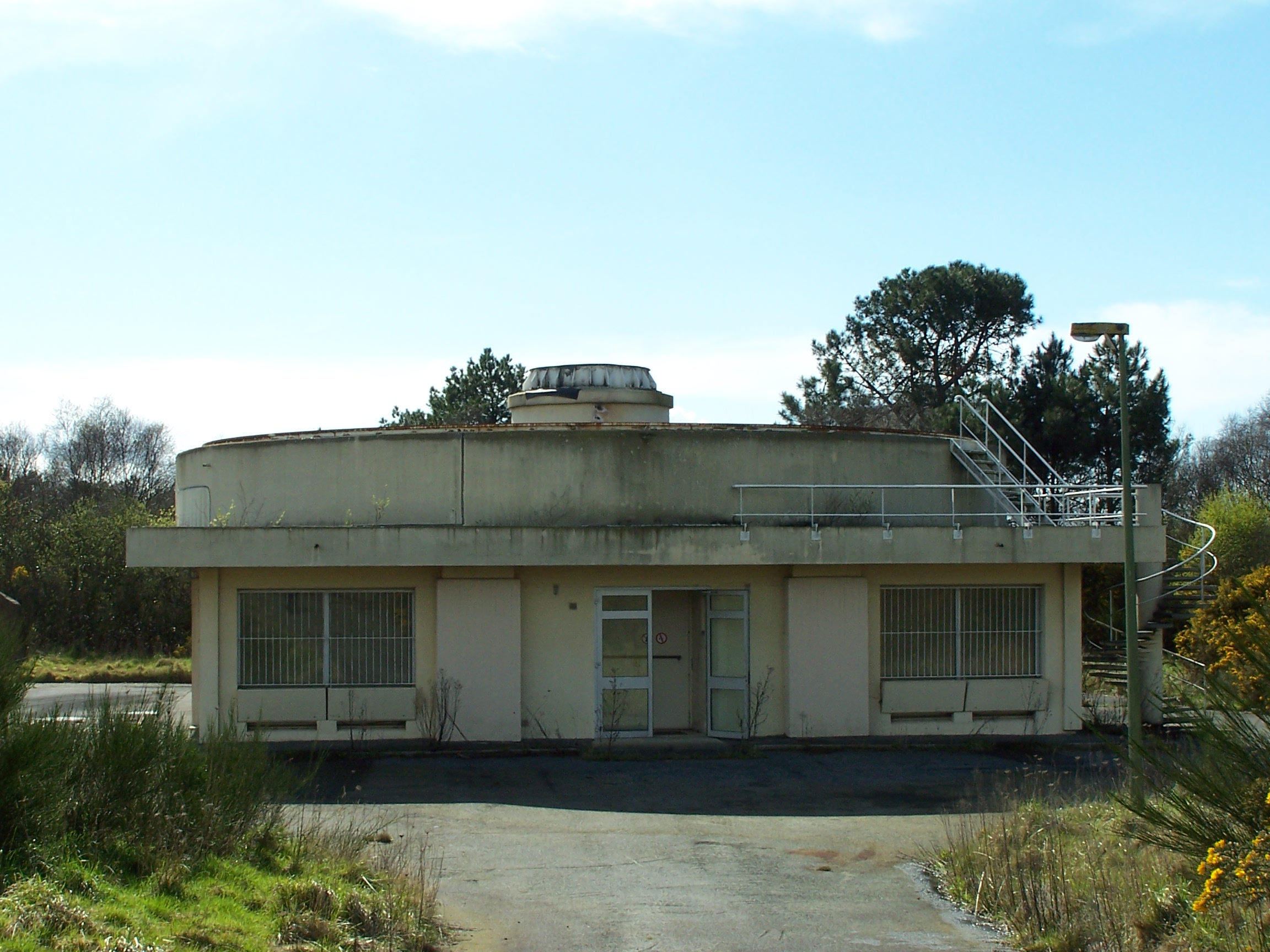
Vue de face, bâtiment PB7 (mars 2008).
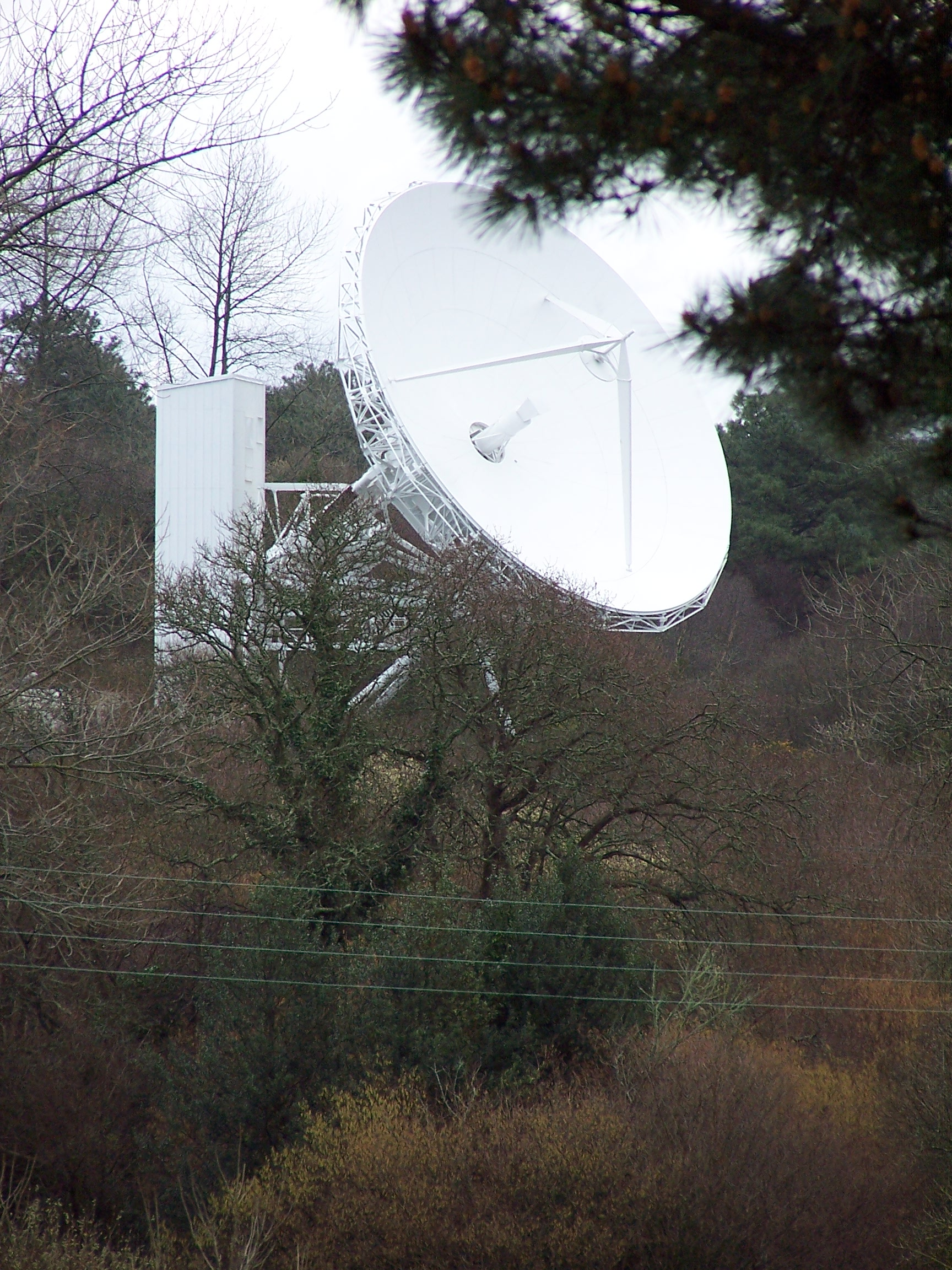
Antenne PB5 (Inmarsat), visible depuis la route d'accès au CTS.
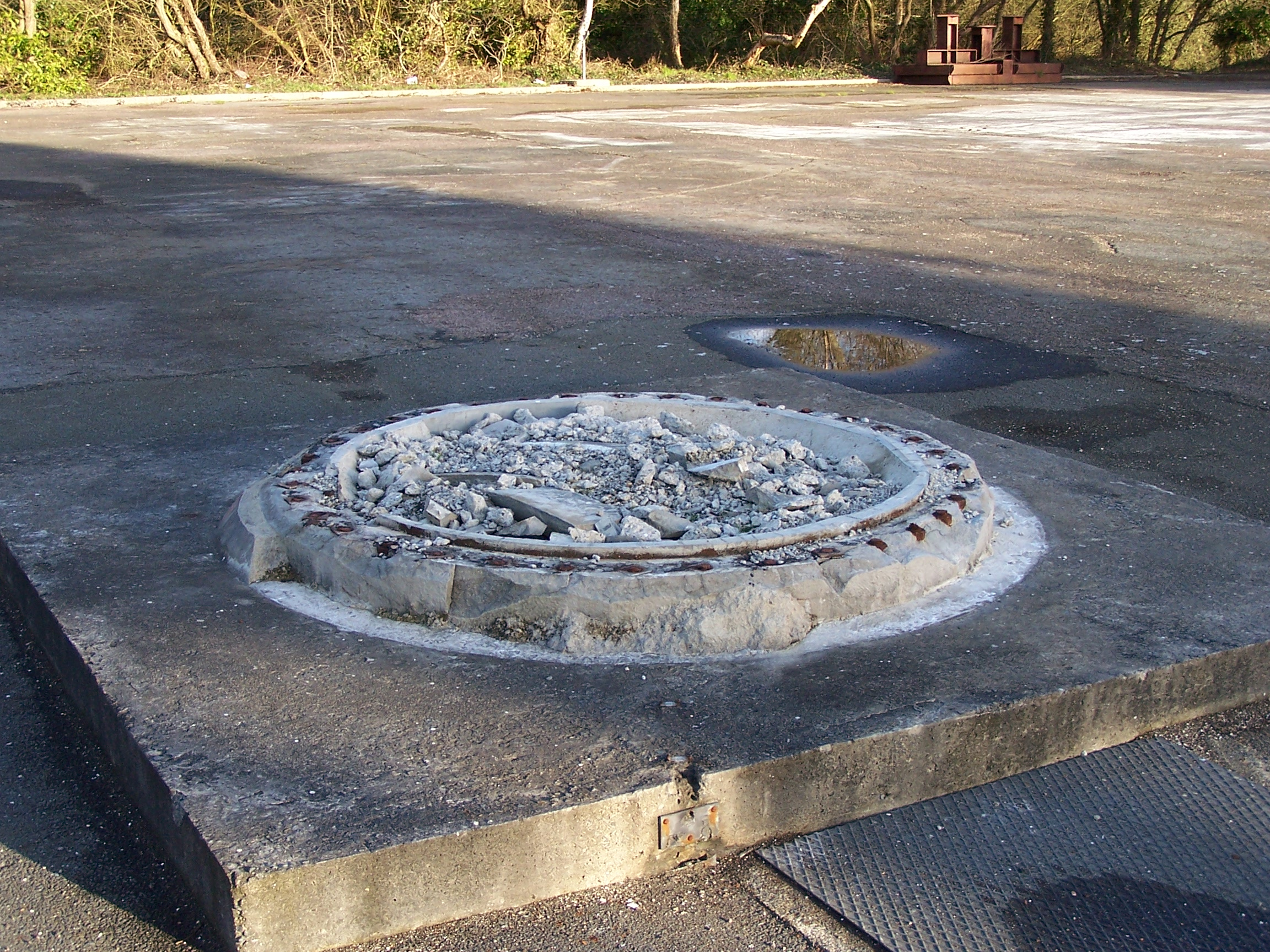
Emplacement de PB11 aujourd'hui démantelée (meuleuse et marteau-piqueur).
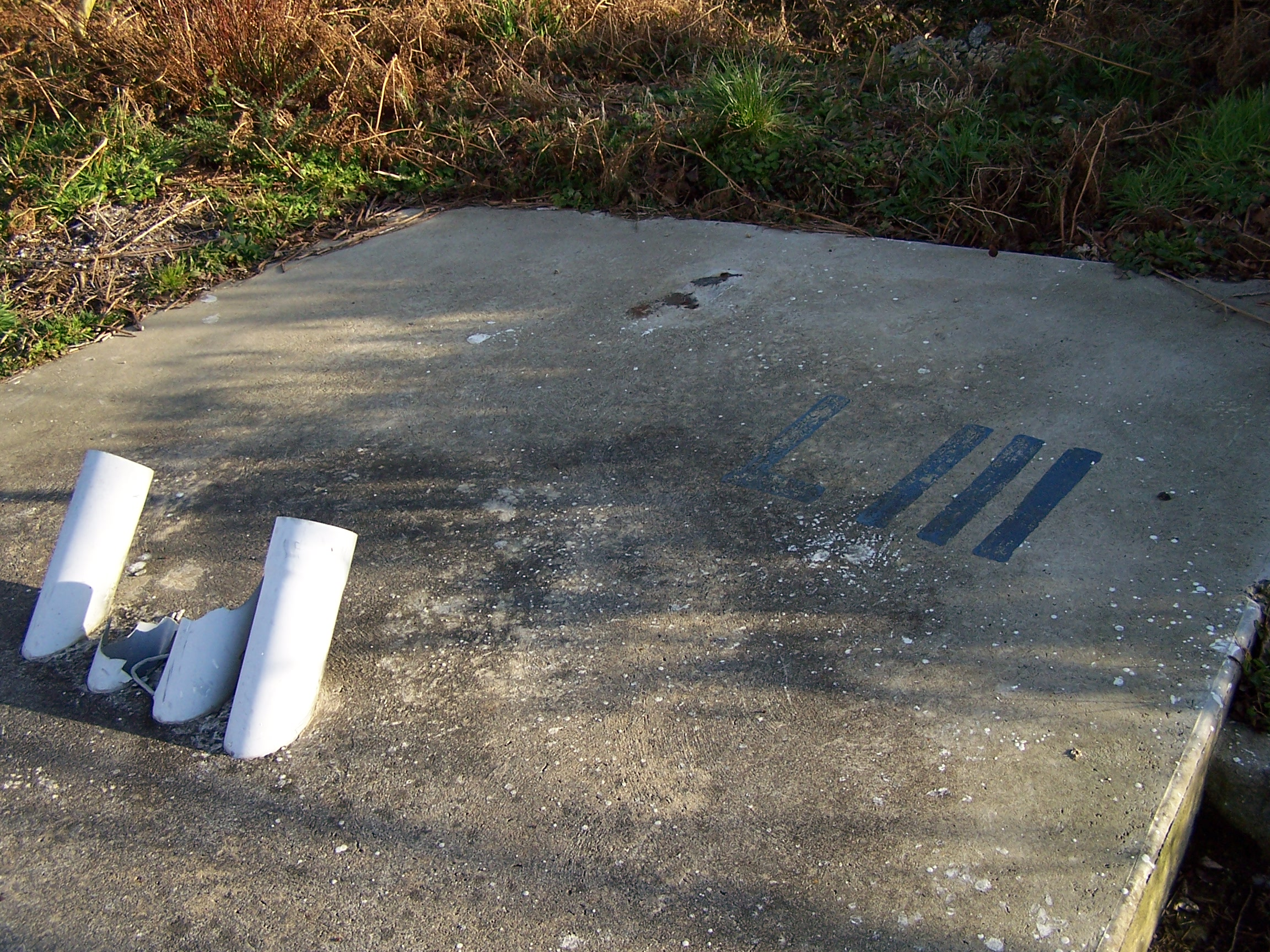
Emplacement des 3 antennes bande L, proche PB5, démantelées.
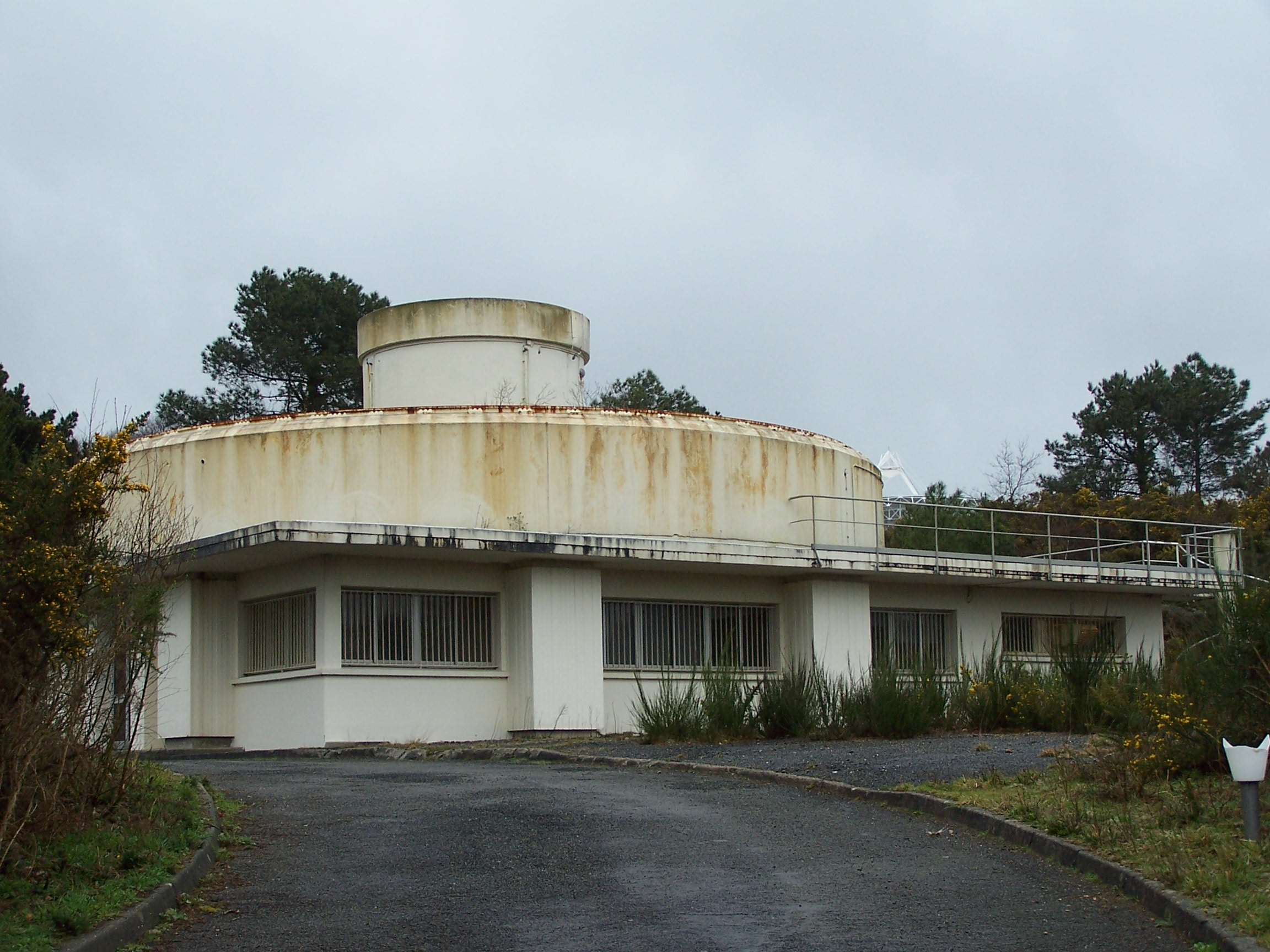
Friche industrielle : PB4, en mars 2008.
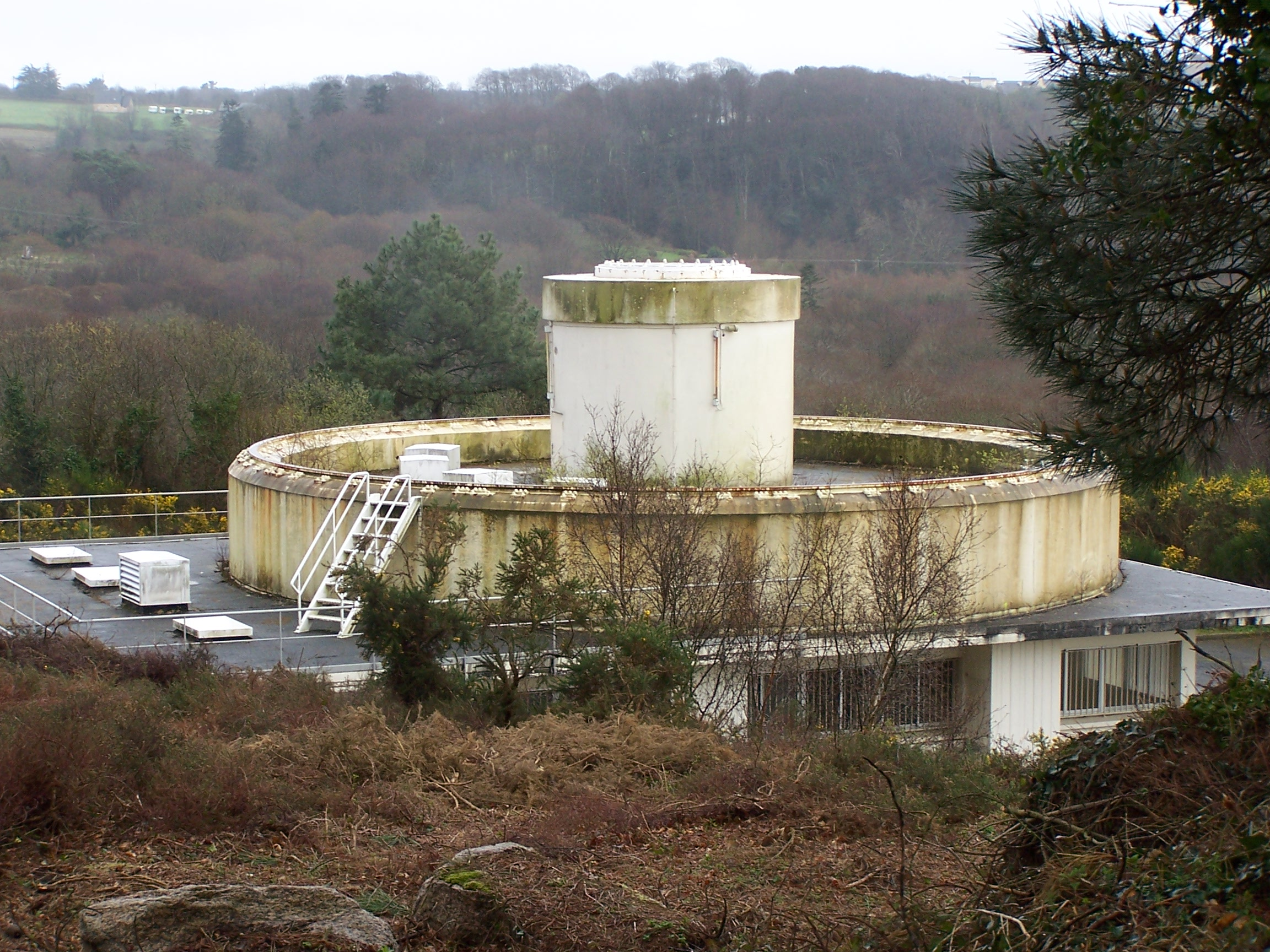
Vue bâtiment PB4, de dessus, en mars 2008.
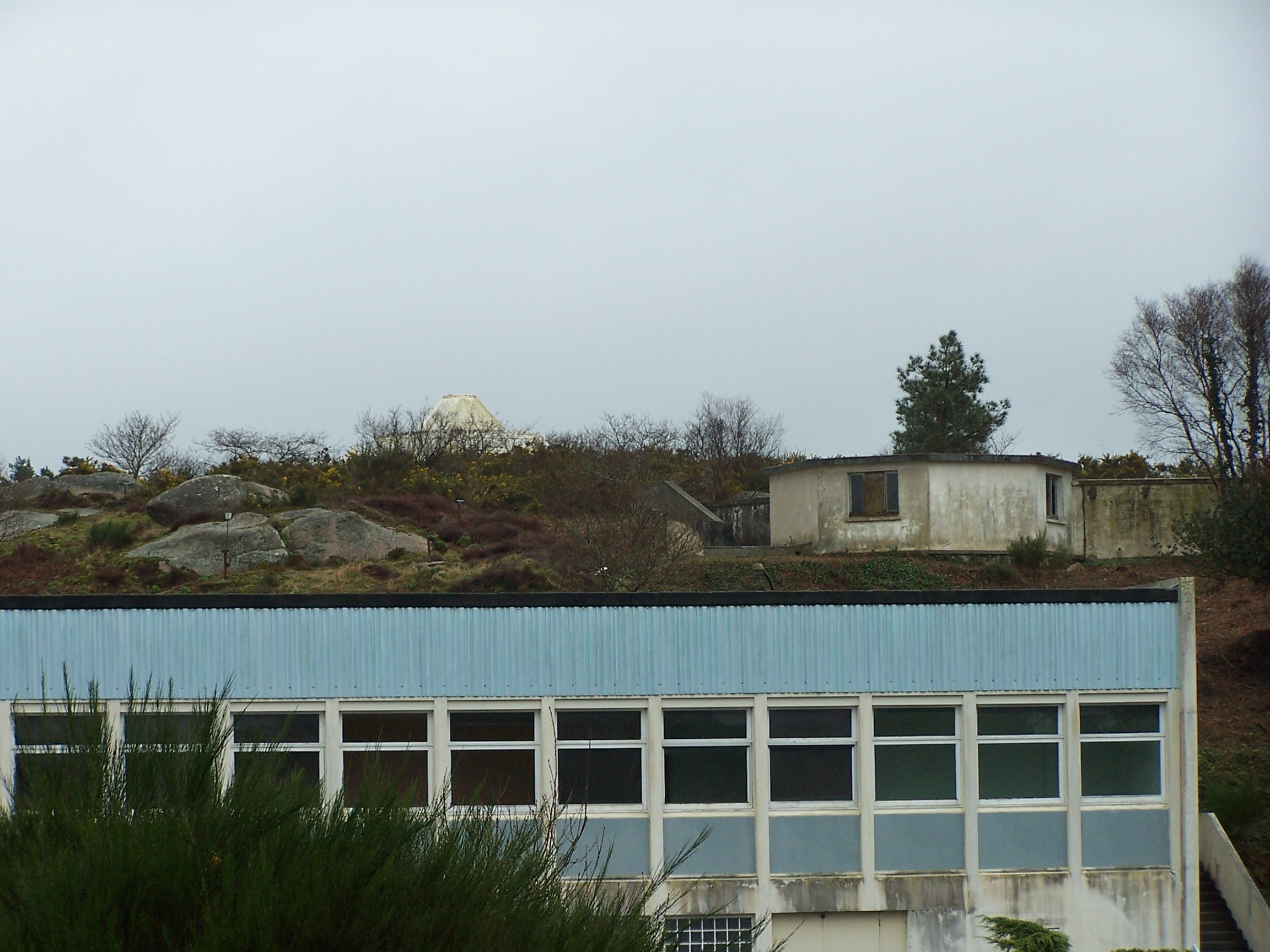
Haut de l'image : bâtiment de l'antenne tracker, située juste à côté TTC&M.
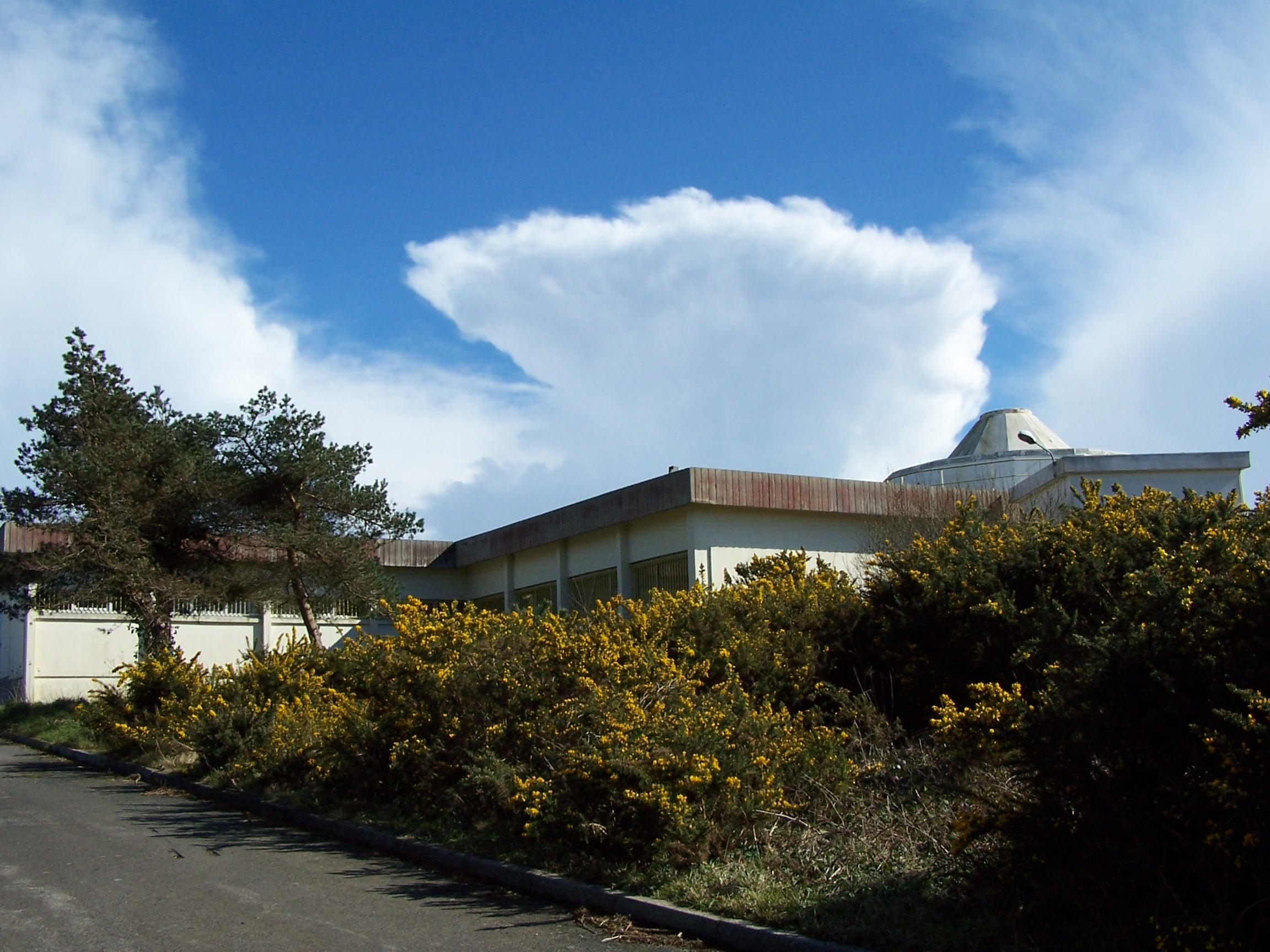
Vue du bâtiment TTC&M.
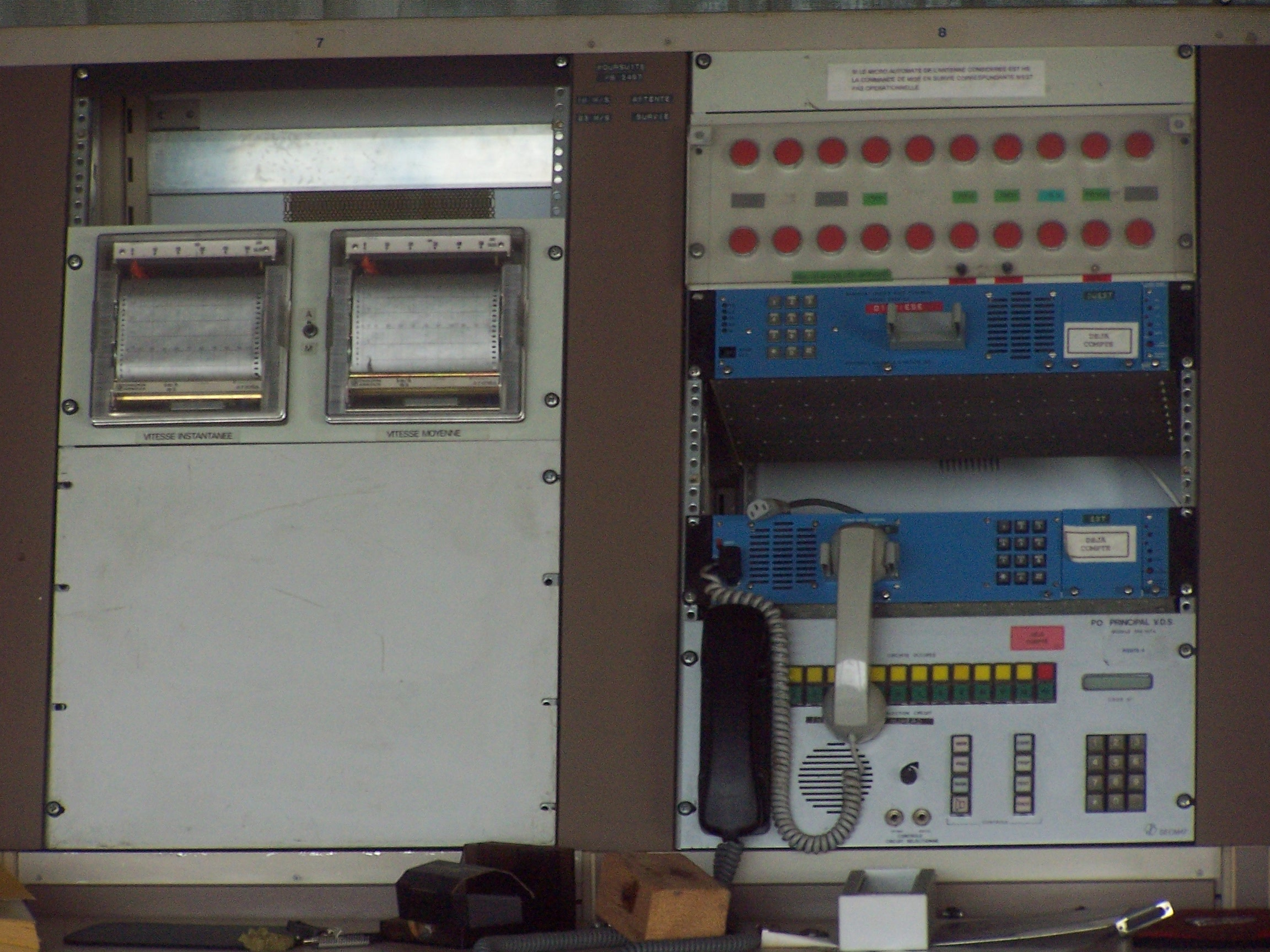
Pupitre de commande, bâtiment principal ; la rangée de boutons rouges servait à positionner les antennes en survie ; à gauche des boutons : 2 anémomètres, pour les antennes (2008). Les 2 boitiers bleus sont des téléphones Inmarsat.
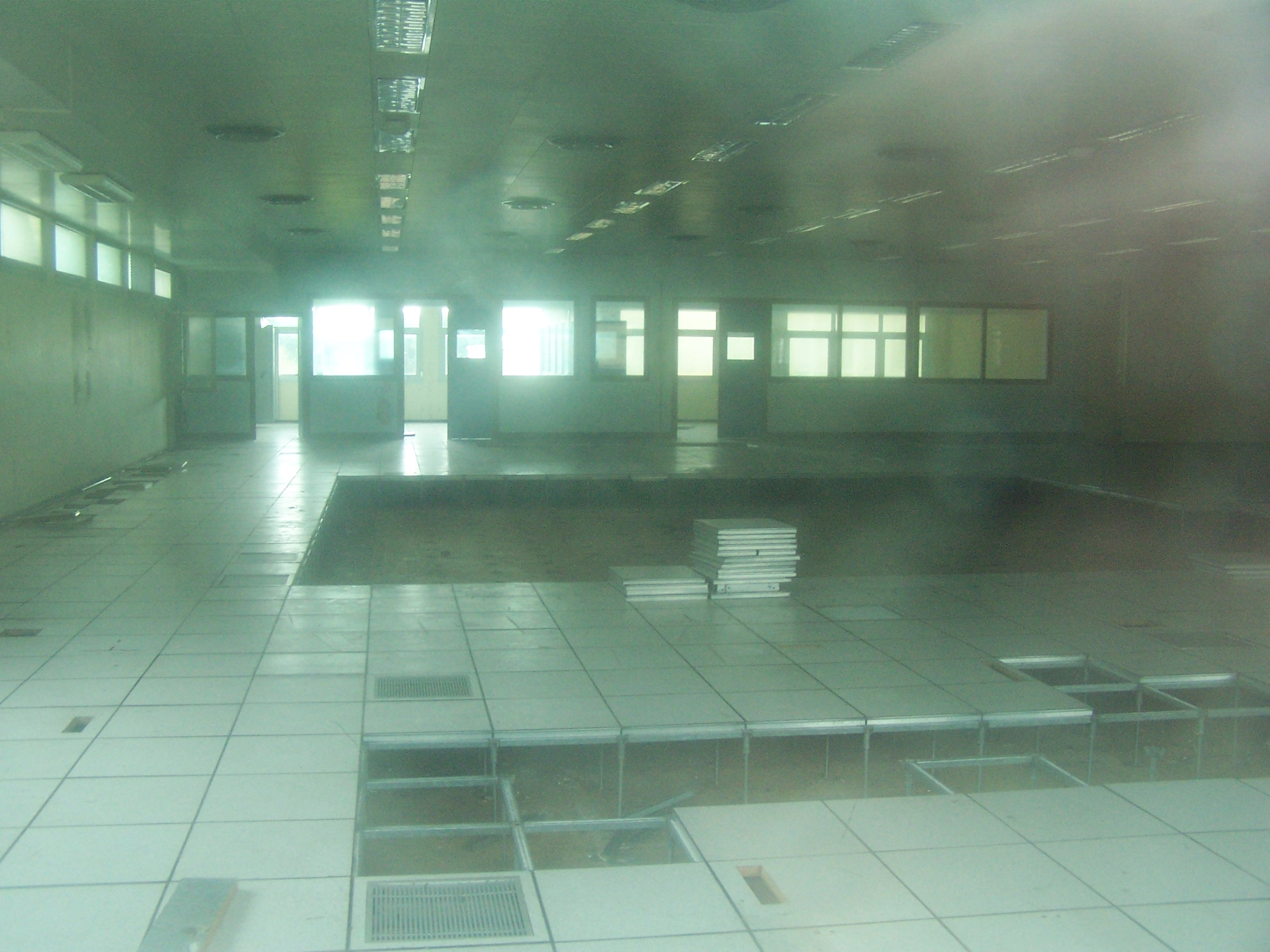
L'ancienne salle principale du CTS. Au centre de la pièce se trouvaient les baies AMRT/TRMS/SCPC et IDR.
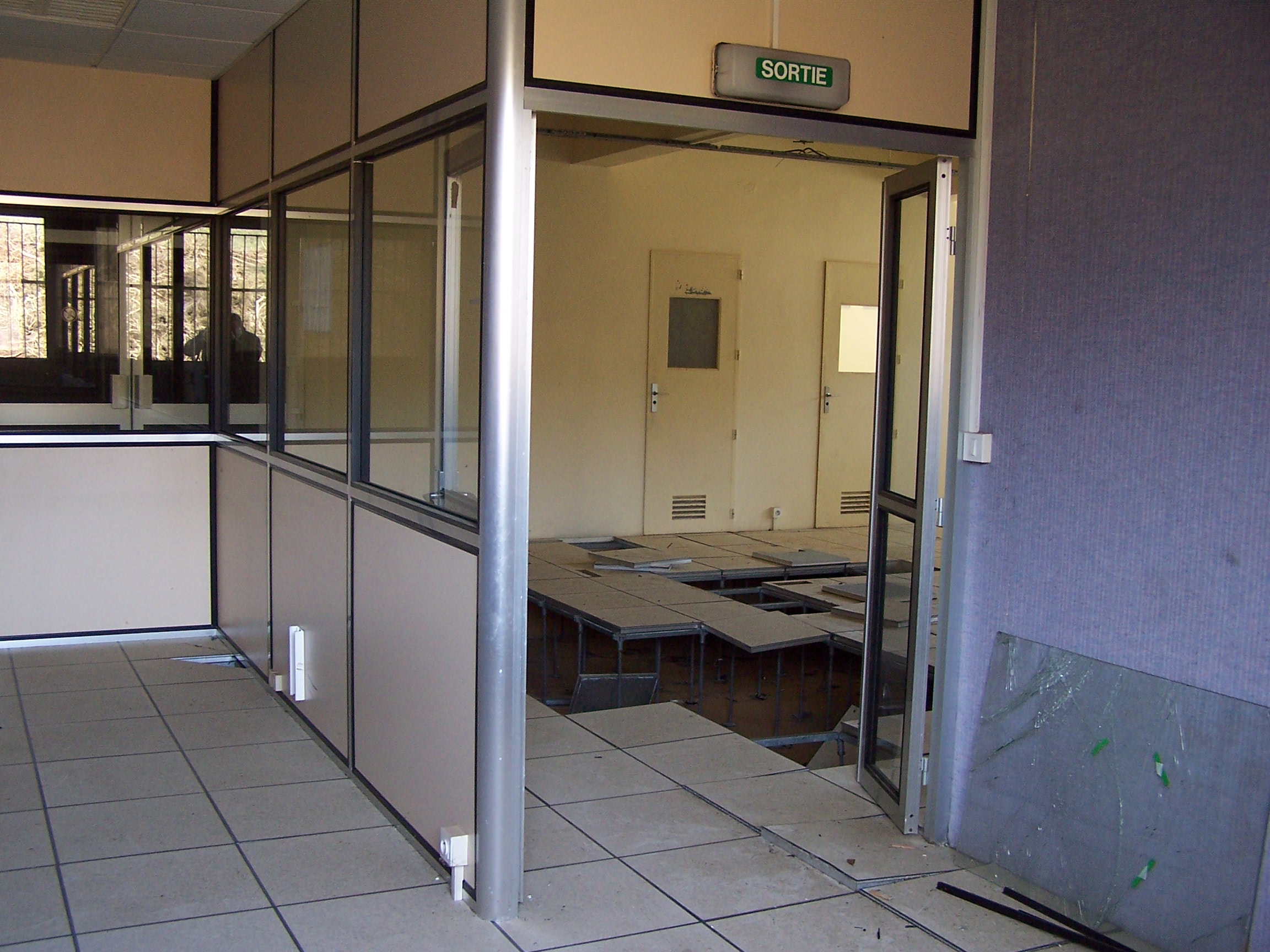
Intérieur de PB2/PB10, mars 2008.
Panorama 240° du CTS en mars 2008.
Panorama 240° du CTS en Avril 2016
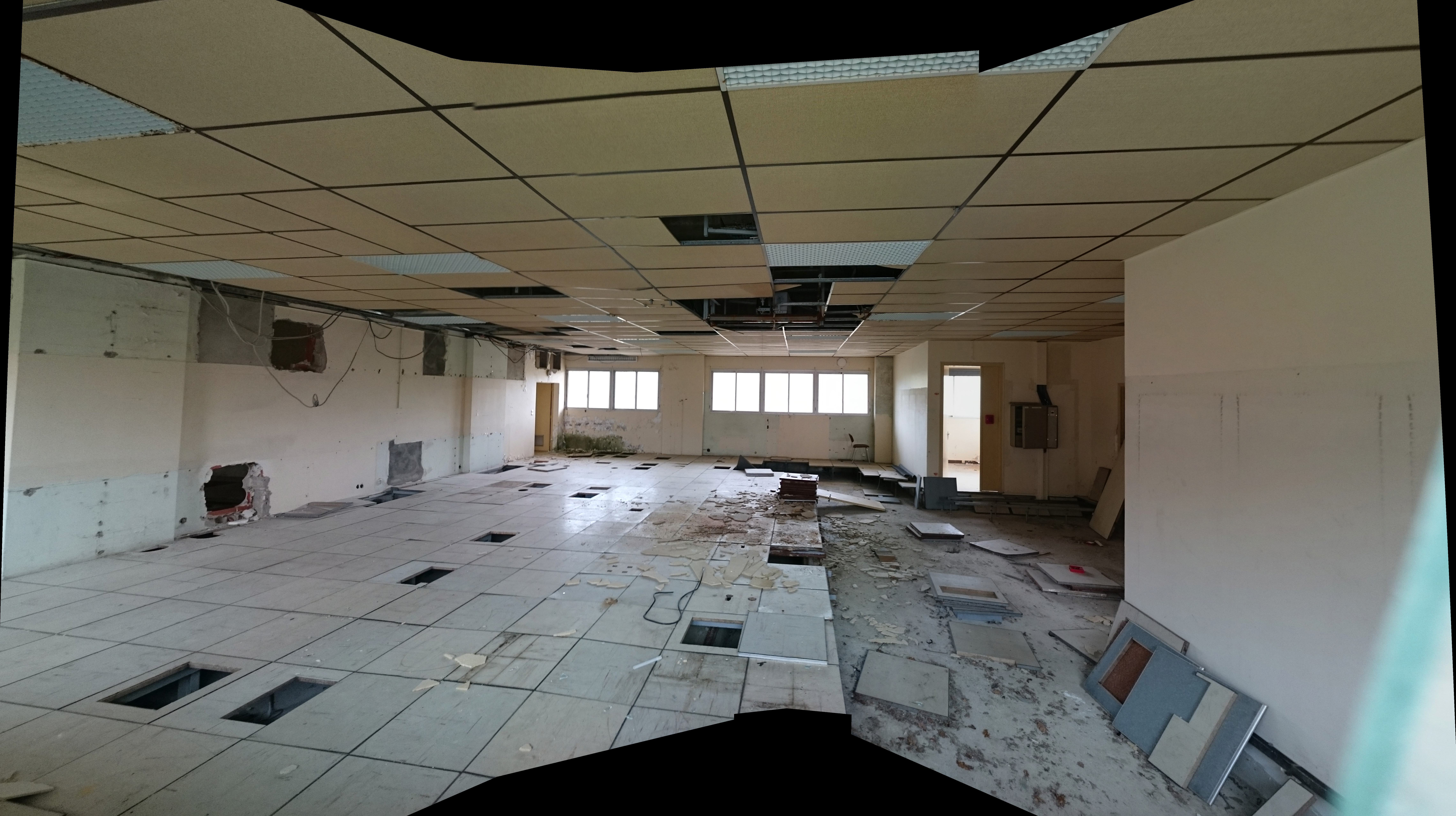
Intérieur de la station PB4 - Mai 2016

## Reconversion
Une partie de ce lieu historique s'appelle aujourd'hui Parc du Radôme et regroupe : le musée des télécommunications et son radôme devenu (Cité des télécoms), le planétarium de Bretagne, et une reconstitution fidèle d'un village gaulois.
À la suite de l'arrêt définitif du centre, et après d'âpres discussions entre la mairie de Pleumeur-Bodou, l'architecte des Bâtiments de France du fait de la proximité du radôme, monument classé, les antennes ne pouvaient être démantelées sans autorisation de France Télécom, sept antennes du CTS ont été démantelées par France Télécom, encore propriétaire du site. Le CTS n'étant plus en activité, celui-ci a été vendu à la communauté d'agglomération Lannion-Trégor (LTA) devenue en 2014 "Lannion-Trégor Communauté", le 6 septembre 2006.

### Radio-astronomie
Une association locale de radio-amateurs (Association Observation Radio de Pleumeur-Bodou) utilise l'antenne PB8, transformée progressivement en radio-télescope, pour "écouter" l'Univers.
L'association a également pour objectif de réhabiliter PB3, afin d'utiliser les 30 mètres de diamètre de la parabole comme radio-télescope ; l'opération supposant un investissement financier conséquent pour réhabiliter la motorisation de l'antenne.

### L'ancien CTS devient le Pôle Phoenix
Lannion-Trégor Communauté a décidé de rebaptiser le site : "Pôle Phoenix". Les travaux de rénovation ont débuté en mai 2008. Le pôle a été officiellement inauguré le 08 mars 2012 par les personnes suivantes:
- Pierre Simunek, sous-préfet de Lannion
- Corinne Erhel, députée des Côtes-d'Armor et conseillère régionale de Bretagne
- Yannick Botrel, sénateur des Côtes-d'Armor
- Monique Le Clézio, première vice-présidente du conseil général des Côtes-d'Armor
- Pierre Terrien, maire de Pleumeur-Bodou
- Joël Le Jeune, président de Lannion-Trégor Agglomération

Le projet de reconversion s'articule autour de plusieurs axes :
- Un centre de vaccination provisoire contre la Covid19 en 2021.
- Un pôle consacré à la domotique et à l'écoconstruction (Maisons évolutives et intelligentes)
- Un parc d'activités / Pépinière d'entreprises dans les domaines des hautes-technologies (Voxygen, etc.)
- Un espace à vocation touristique (hôtels, restaurants, activités de congrès).
- Un espace à vocation culturelle et de loisirs et sportif: (Parc de loisirs accrobranche ('Vivons Perchés'), le Centre d'Activités de Plongée de Trébeurden y a également ses quartiers.
- Un lieu de formation professionnelle, via l'AFPA, pour les demandeurs d'emploi de l'agglomération Lannionnaise ou encore (le Centre de Formation Culinaire).
- Un centre de culture scientifique : Armorscience
- Un lieu de promotion d'actions dans le domaine écologique / développement durable: (Ecocentre Trégor) ou encore l'association (Entreprise de 'Surcyclage Créatif') "Pragmatic"
- Des entreprises locales ont investi les lieux: Une entreprise spécialisée dans les technologies audiovisuelles  et de télécommunication: Antenne Bretagne Concept, une entreprise de traitement des eaux Sources ou encore Heol Design spécialisée dans les produits de haute technologie dans le domaine des GPS/GNSS sont présentes dans les locaux de l'ancien bâtiment principal.